# Strzelce Opolskie
Strzelce Opolskieⓘ (antes Wielkie Strzelce; em alemão: Groß Strehlitz, em silesiano: Wielge Strzelce) é um município no sudoeste da Polônia, localizado na voivodia de Opole, sede do condado de Strzelce e da comuna urbano-rural de Strzelce Opolskie. Historicamente, ele está localizado na Alta Silésia, na borda oeste do planalto da Silésia, na encosta nordeste da montanha de Santa Ana, próximo da divisa com a voivodia da Silésia.
Nos anos de 1975 a 1998, o município pertencia administrativamente à antiga voivodia de Opole.
Estende-se por uma área de 30,0 km², com 16 857 habitantes, segundo o censo de 31 de dezembro de 2024, com uma densidade populacional de 562 hab./km².

## Localização e divisão da cidade
A cidade de Strzelce Opolskie está localizada no sudoeste da Polônia, na parte oriental da voivodia de Opole, na fronteira com a voivodia da Silésia. Está situada na encosta nordeste de Garb Chełm.
Segundo o Registro Oficial Nacional da Divisão Territorial do País, os distritos de Strzelce Opolskie são:
- Adamowice
- Farska Kolonia
- Koszary
- Mokre Łany
- Nowa Wieś
- Suche Łany

Também existem conjuntos habitacionais na cidade:
- Milionerów
- Piastów Śląskich
- Zydlungi

## Meio ambiente

### Geologia
Strzelce Opolskie está localizada na área do planalto de Śląsko-Krakowska, macrorregião do planalto da Silésia, mesorregião de Chełm e microrregião de Dział Strzelecki. As altitudes nesta microrregião variam de 200 a 240 metros. O ponto de nivelamento do poço em frente à prefeitura está a 233,7 m acima do nível do mar. Ao norte da cidade existe uma área plana com altura média de 220 m acima do nível do mar. Mais ao norte está a planície da Silésia, a mesorregião da planície de Opole. A linha de contorno de 240 m, passando pelo parque da cidade, às vezes é considerada a fronteira entre a planície e a encosta de Chełm.
Nos limites da cidade há uma paisagem de planície, periglacial, plana e ondulante. A área da Terra de Strzelce foi repetidamente inundada pelos mares e elevada por movimentos orogênicos. No Triássico Médio (aproximadamente 240 milhões de anos atrás), as águas do grande oceano de Tétis invadiram a área da Silésia. O mar raso assim formado deixou ossos de peixes, anfíbios, répteis, fósseis de caramujos, bivalves, amonites, lírios-do-mar, corais e esponjas, com os quais é preenchido o calcário desde Jemielnica, passando por Strzelce, até o monte Santa Ana. O calcário de conchas na superfície ou raso abaixo da superfície é de grande importância econômica.
Movimentos tectônicos subsequentes levaram ao desaparecimento do mar e à elevação do Garb Chełm. Rebaixada pela atividade dos rios e ventos, a área foi no Cretáceo (cerca de 100 milhões de anos atrás) inundada novamente pelo mar, mas seus sedimentos foram completamente varridos pela erosão subsequente. No Terciário (cerca de 30 milhões de anos atrás), o impulso dos Cárpatos levou à formação do cone vulcânico do monte Santa Ana. Naquela época, um relevo paisagístico variado na forma de depressões e elevações foi criado na Terra de Strzelce. No Pleistoceno (há cerca de 2 milhões de anos), essas elevações, estando sob o impacto do manto de gelo, foram niveladas pela atividade destrutiva do congelamento. As depressões foram preenchidas com argila, cascalho e areia do derretimento das geleiras. Após o recuo final das geleiras (cerca de 15 000 anos atrás), as areias glaciais sopradas criaram grandes campos de dunas, especialmente no vale Mała Panew. A poeira fina, carregada pelos ventos do norte, parou apenas no Garb Chełm, criando uma cobertura de loesse.

### Solo
Os limites da mesorregião de Chełm geralmente coincidem com o solo e a região agrícola de Strzelce. Enquanto o indicador médio da qualidade do espaço produtivo agrícola na voivodia de Opole é um dos mais altos da Polônia, na área da comuna de Strzelce Opolskie ele tem um valor próximo ao valor médio da Polônia. A maior ameaça aos solos é a erosão pelo vento. A superfície da terra é fortemente transformada pelo homem.

### Clima

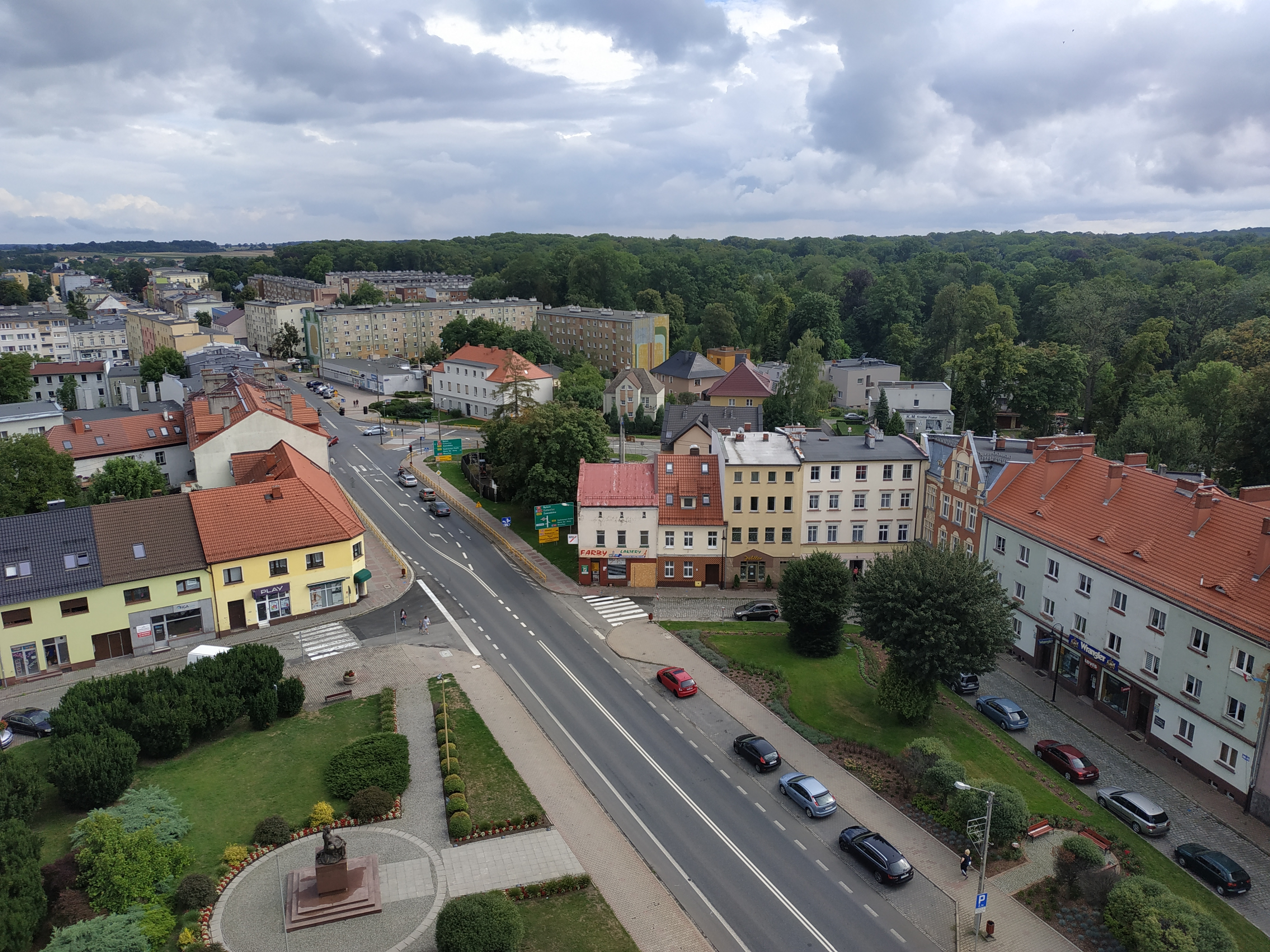
Vista da cidade a partir da torre da prefeitura olhando para o leste

Conforme a classificação climática de Köppen-Geiger, Strzelce Opolskie situa-se na zona Cfb − clima temperado oceânico. Na cidade de Strzelce Opolskie, a temperatura média anual é de 9,4° C. Nesta área, a precipitação média anual é de 750 mm. Está localizada no Hemisfério Norte. Os meses de verão são: junho, julho, agosto, setembro. O mês mais seco é fevereiro, com 44 mm de precipitação. O mês mais quente do ano é julho, com temperatura média de 19,7 °C. A temperatura média mais baixa do ano ocorre em janeiro e é de aproximadamente -1,5 °C.
Com média de 101 mm, a maior precipitação ocorre no mês de julho. A diferença de precipitação entre o mês mais seco e o mais úmido é de 57 mm. A variação de temperatura durante o ano é de 21,2 °C. O mês com a maior umidade relativa é novembro (83%). O mês com a menor umidade relativa é junho (67%). O mês com o maior número de dias de chuva é julho (10 dias) e o de menor número é fevereiro (8 dias).
| Dados climatológicos para Strzelce Opolskie | Dados climatológicos para Strzelce Opolskie | Dados climatológicos para Strzelce Opolskie | Dados climatológicos para Strzelce Opolskie | Dados climatológicos para Strzelce Opolskie | Dados climatológicos para Strzelce Opolskie | Dados climatológicos para Strzelce Opolskie | Dados climatológicos para Strzelce Opolskie | Dados climatológicos para Strzelce Opolskie | Dados climatológicos para Strzelce Opolskie | Dados climatológicos para Strzelce Opolskie | Dados climatológicos para Strzelce Opolskie | Dados climatológicos para Strzelce Opolskie | Dados climatológicos para Strzelce Opolskie |
| Mês | Jan                                         | Fev                                         | Mar                                         | Abr                                         | Mai                                         | Jun                                         | Jul                                         | Ago                                         | Set                                         | Out                                         | Nov                                         | Dez                                         | Ano                                         |
| --- | ------------------------------------------- | ------------------------------------------- | ------------------------------------------- | ------------------------------------------- | ------------------------------------------- | ------------------------------------------- | ------------------------------------------- | ------------------------------------------- | ------------------------------------------- | ------------------------------------------- | ------------------------------------------- | ------------------------------------------- | ------------------------------------------- |
| Temperatura máxima média (°C) | 1                                           | 2,9                                         | 7,8                                         | 14,2                                        | 18,7                                        | 22,0                                        | 24,0                                        | 23,9                                        | 19,0                                        | 13,5                                        | 8,0                                         | 2,8                                         | 13,1                                        |
| Temperatura média (°C) | −1,5                                        | −0,3                                        | 3,7                                         | 9,4                                         | 14,3                                        | 17,8                                        | 19,7                                        | 19,4                                        | 14,8                                        | 9,9                                         | 5,3                                         | 0,5                                         | 9,4                                         |
| Temperatura mínima média (°C) | −4,1                                        | −3,6                                        | −0,5                                        | 4,3                                         | 9,2                                         | 12,9                                        | 15,0                                        | 14,6                                        | 10,6                                        | 6,5                                         | 2,7                                         | −1,8                                        | 5,5                                         |
| Precipitação (mm) | 50                                          | 44                                          | 55                                          | 52                                          | 75                                          | 80                                          | 101                                         | 66                                          | 70                                          | 52                                          | 53                                          | 52                                          | 750                                         |
| Dias com chuva | 9                                           | 8                                           | 9                                           | 8                                           | 9                                           | 9                                           | 10                                          | 8                                           | 8                                           | 8                                           | 8                                           | 9                                           | 103                                         |
| Umidade relativa (%) | 83                                          | 81                                          | 74                                          | 67                                          | 67                                          | 67                                          | 68                                          | 67                                          | 71                                          | 78                                          | 83                                          | 83                                          | 74,1                                        |
| Insolação (h) | 3,2                                         | 4,1                                         | 5,7                                         | 8,7                                         | 10,0                                        | 10,8                                        | 11,1                                        | 10,4                                        | 7,5                                         | 5,2                                         | 3,8                                         | 3,2                                         | 83,7                                        |
| Fonte: Climate-Data.org Dados: 1991−2021: temperatura mínima (°C), temperatura máxima (°C), precipitação (mm), umidade, dias chuvosos. Dados: 1999−2019: horas de sol |                                             |                                             |                                             |                                             |                                             |                                             |                                             |                                             |                                             |                                             |                                             |                                             |                                             |

### Água

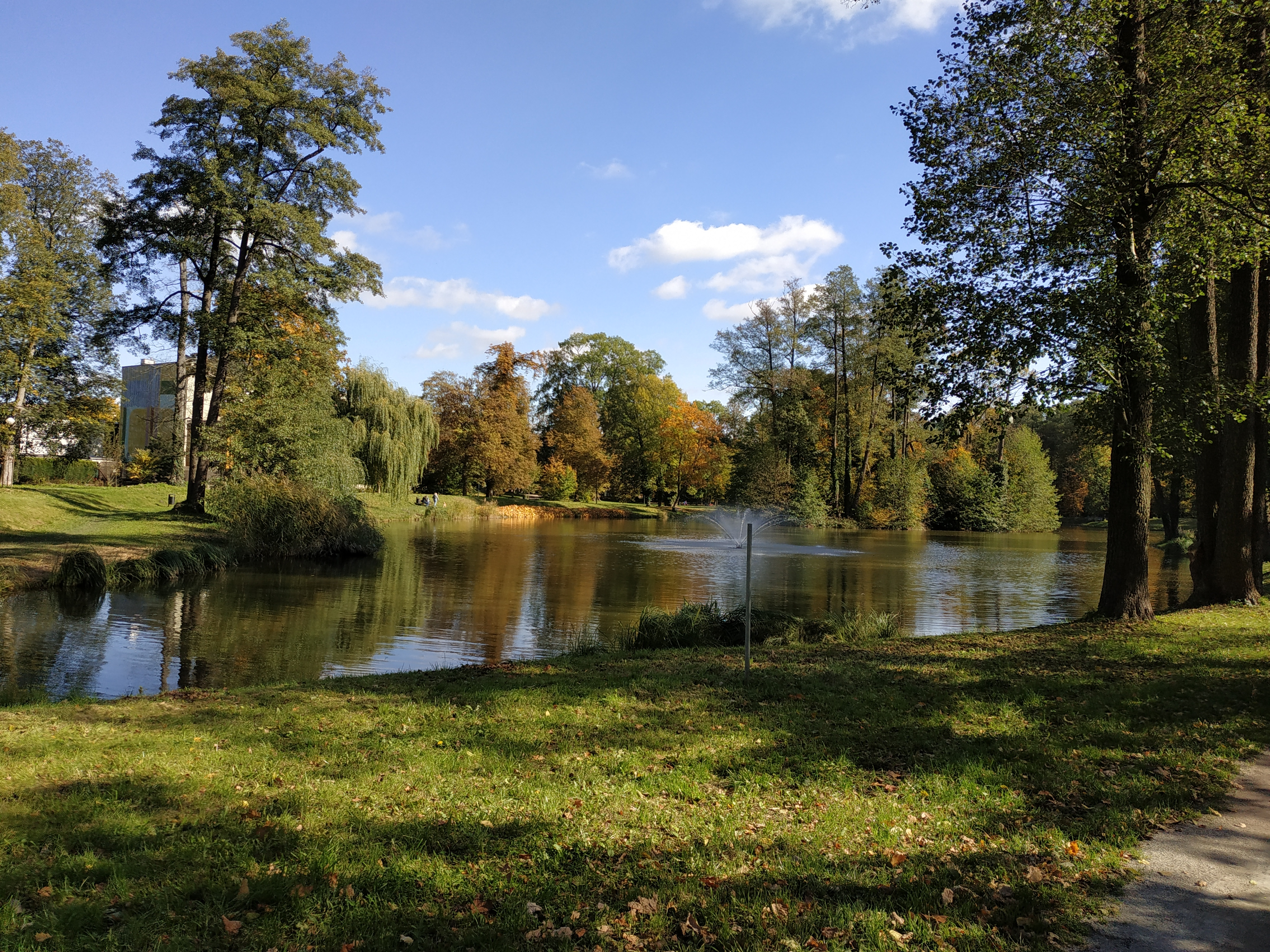
Lagoa no Parque Renard

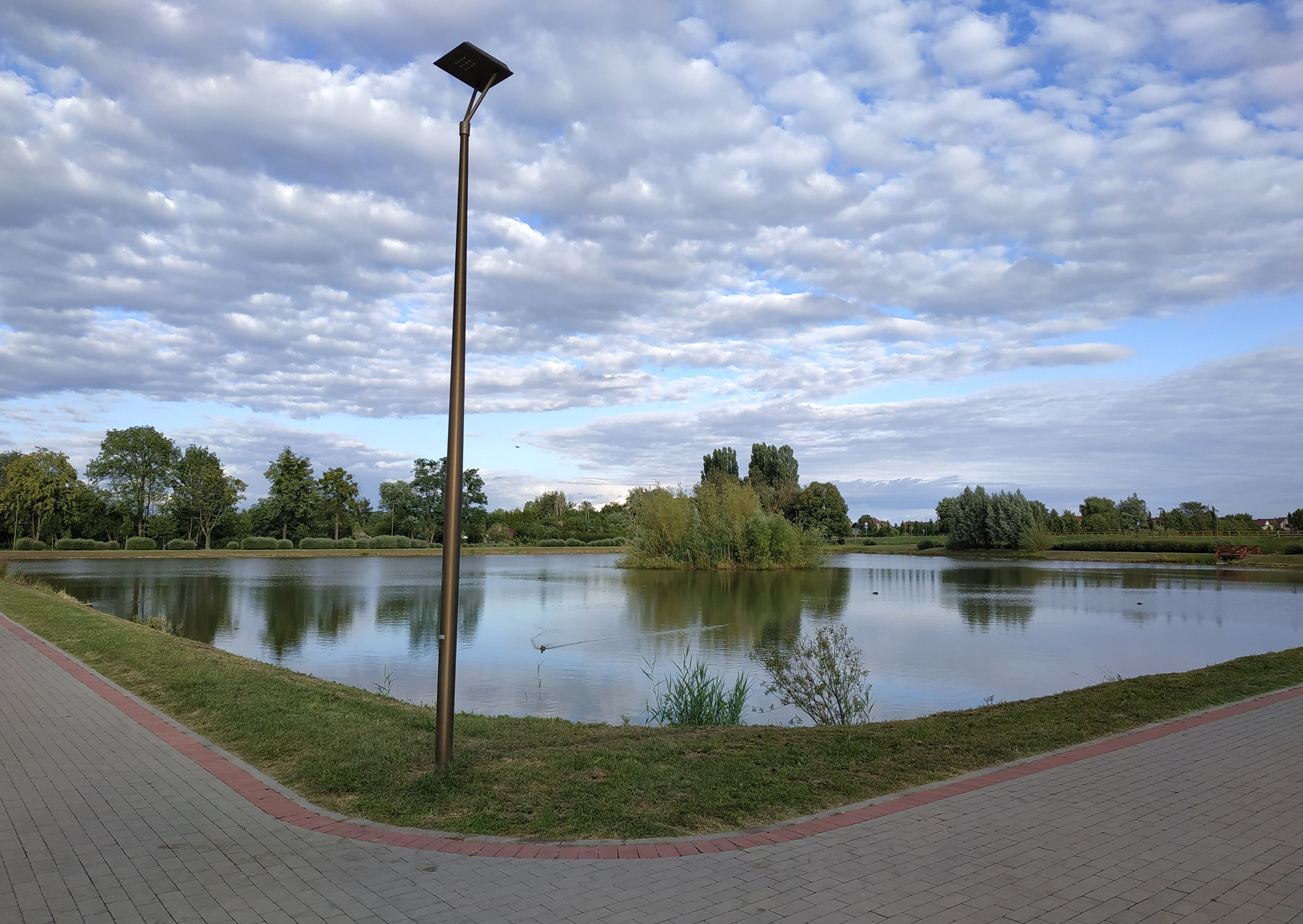
Parque recreativo da aldeia dos pescadores

Os reservatórios de água de superfície de Strzelce Opolskie incluem as lagoas localizadas no Parque Renard e as lagoas na área da rua Budowlanych — área recreativa da aldeia dos pescadores. Além disso, ao norte dos prédios da cidade, existem reservatórios de água no fundo das pedreiras.
Em Strzelce Opolskie existe o principal reservatório de águas subterrâneas n.º 333 “Opole — Zawadzkie”.

### Natureza
A área de Strzelce Opolskie é caracterizada por uma forte transformação do ambiente natural e alta antropia. Um novo aumento na urbanização e antropização é esperado no futuro. Um certo ecossistema local é criado principalmente pelos “vales” da vala de drenagem começando em Mokry Łany (onde está localizada a nascente cárstica), correndo em direção a Rybaczówka, e a vala que atravessa o parque municipal e atrás do hospital.
As áreas de valor florístico incluem a pedreira em Strzelce. Propõe-se criar um uso ecológico “prados xerotérmicos em Strzelce Opolskie”. O parque municipal é o único fragmento maior de árvores decíduas maduras na comuna. Nele são encontrados: tulipeiro, faia-vermelha, plátano-de-Londres e bordo-prateado. No parque existem monumentos naturais: tílias, dois teixos-comuns, dois ginkgo biloba, e fora do parque, na cidade — outras duas árvores de ginkgo que são monumentos.
A sede da Inspetoria Florestal de Strzelce Opolskie está localizada na cidade, composta por um recinto florestal, abrangendo também parte dos distritos de Kędzierzyn-Kozielski, Krapkowice e Opolski.
A comuna de Strzelce Opolskie não é caracterizada por nenhum valor faunístico especial, que está relacionado à forte transformação dos ecossistemas naturais. A maioria das espécies animais comuns e não ameaçadas de extinção vivem aqui. Nas zonas sul e centro, dominadas por culturas agrícolas, existem animais típicos, enquanto nas zonas norte e nordeste, largamente cobertas por florestas, existem animais florestais, incluindo os de caça.

## Nome

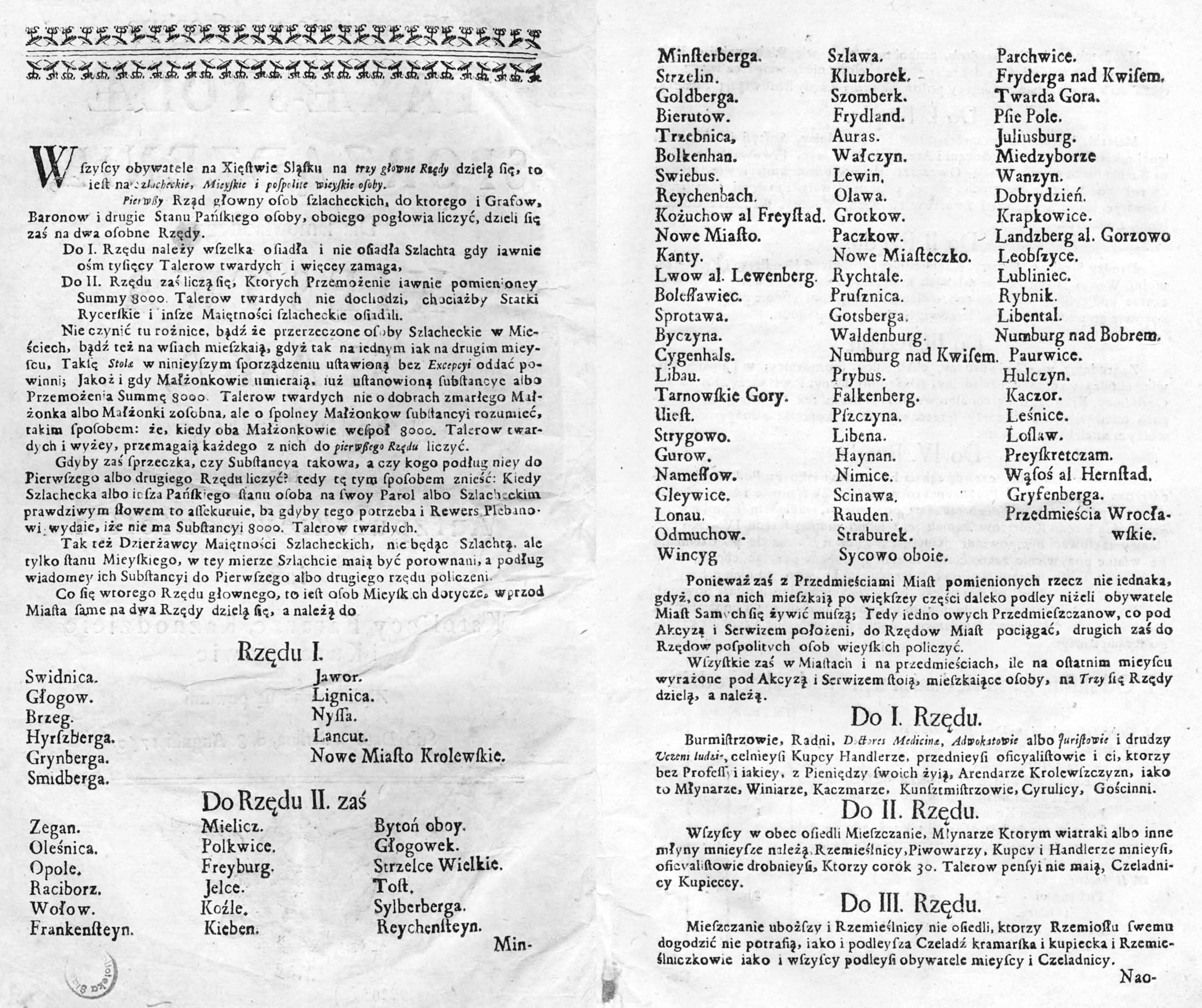
O nome da cidade de Strzelce Wielkie entre outros nomes de cidades da Silésia em um documento oficial prussiano de 1750 emitido em polonês em Berlim.

O nome do povoado, e mais tarde da vila, deriva dos principescos atiradores-caçadores (strzelców) que organizavam a caça na região. O professor alemão Heinrich Adamy, em seu trabalho sobre nomes locais na Silésia, publicado em 1888 em Breslávia, menciona o nome da vila de Strzelica como o mais antigo registrado, dando o seu significado “Wohnort der Jager und Schutzen”, ou seja, em português, “Uma aldeia habitada por caçadores e atiradores”. O nome original foi posteriormente germanizado para Strehlitz pelos alemães e perdeu seu significado. O nome é lembrado pela estátua de um atirador em pé na praça principal em frente à prefeitura desde 1929.
Em 1295 (ou em 1305), no livro latino Liber fundationis episcopatus Vratislaviensis, o local foi mencionado com o nome de Strelicz. O documento também menciona o nome absorvido pela cidade de Strelitz polonico no manuscrito Strelitz polonico decima more polonico et valet tres urnas mellis. Em 1613, o regionalista e historiador da Silésia Mikołaj Henel de Prudnik mencionou a cidade em seu trabalho sobre a geografia da Silésia intitulado Silesiographia com seu nome latino: Strelicia Maior
Em 1750, o nome Strzelce Wielkie foi mencionado em polonês por Frederico II entre outras cidades da Silésia em uma ordem oficial emitida para os habitantes da Silésia.
Na lista alfabética de cidades da Província da Silésia, publicada em 1830 em Breslávia por Johann Knie, o nome Wielki Strzelec aparece ao lado do alemão Gross Strehlitz. Por sua vez, o nome Strzelce Wielkie foi mencionado pelo escritor silesiano Józef Lompa no livro “Um breve esboço da geografia da Silésia para a ciência inicial” publicado em Głogówek em 1847.
O nome da cidade apareceu em várias versões: Strzelecz, Strzelicz, Strelicz, Gross-Strehlitz, Strehlitz de 1581, e de 1945, Strzelce Opolskie. —  Nomes populares da cidade na Silésia: Wielkie Strzelce (oficialmente usado em 1945), Strzelce Wielkie (em oposição a Strzelce Małe - Strzeleczek), Strzelce.

## História

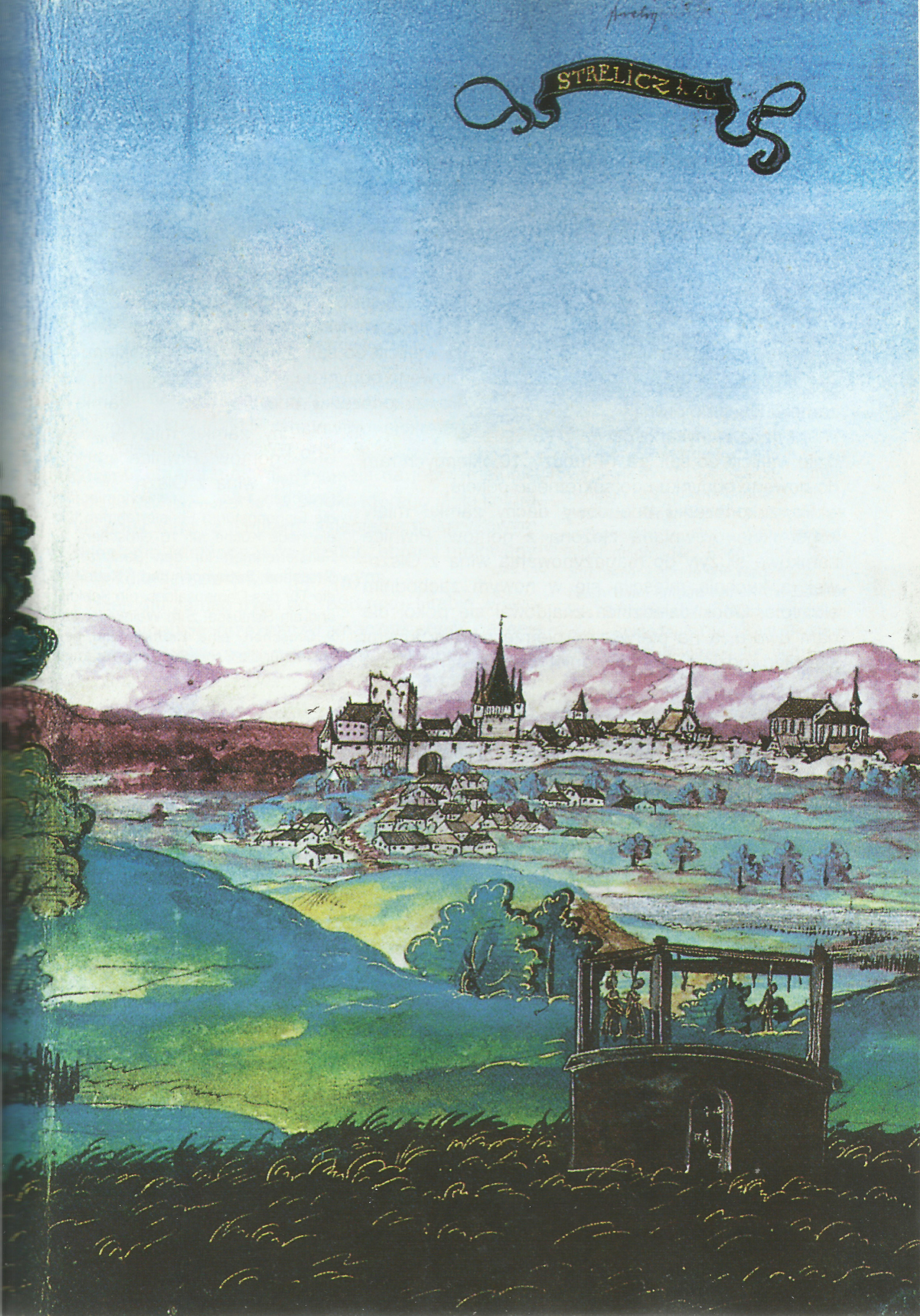
Panorama de Strzelce Opolskie no século XVI

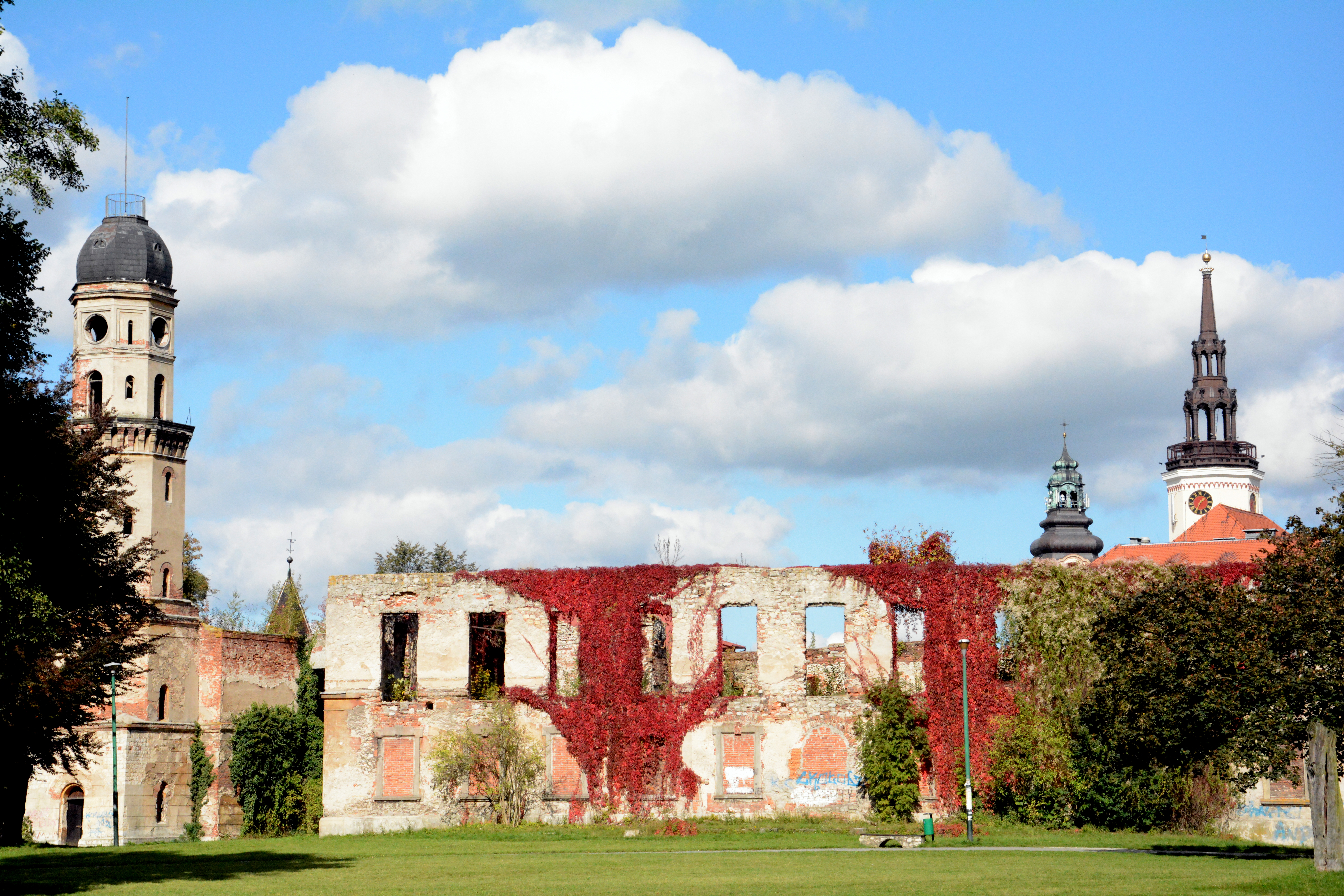
Ruínas do castelo dos duques Piastas do século XIV

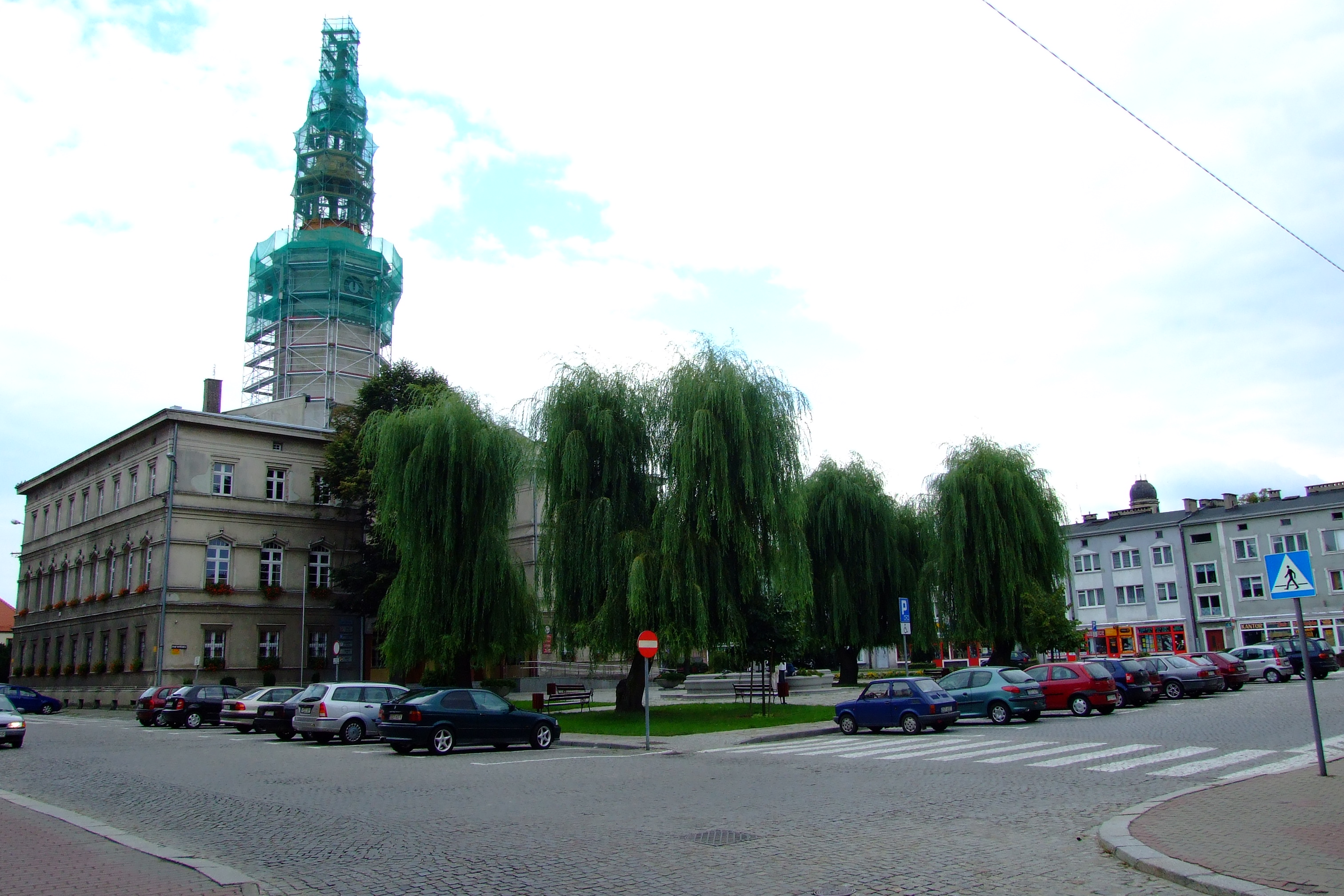
Praça principal

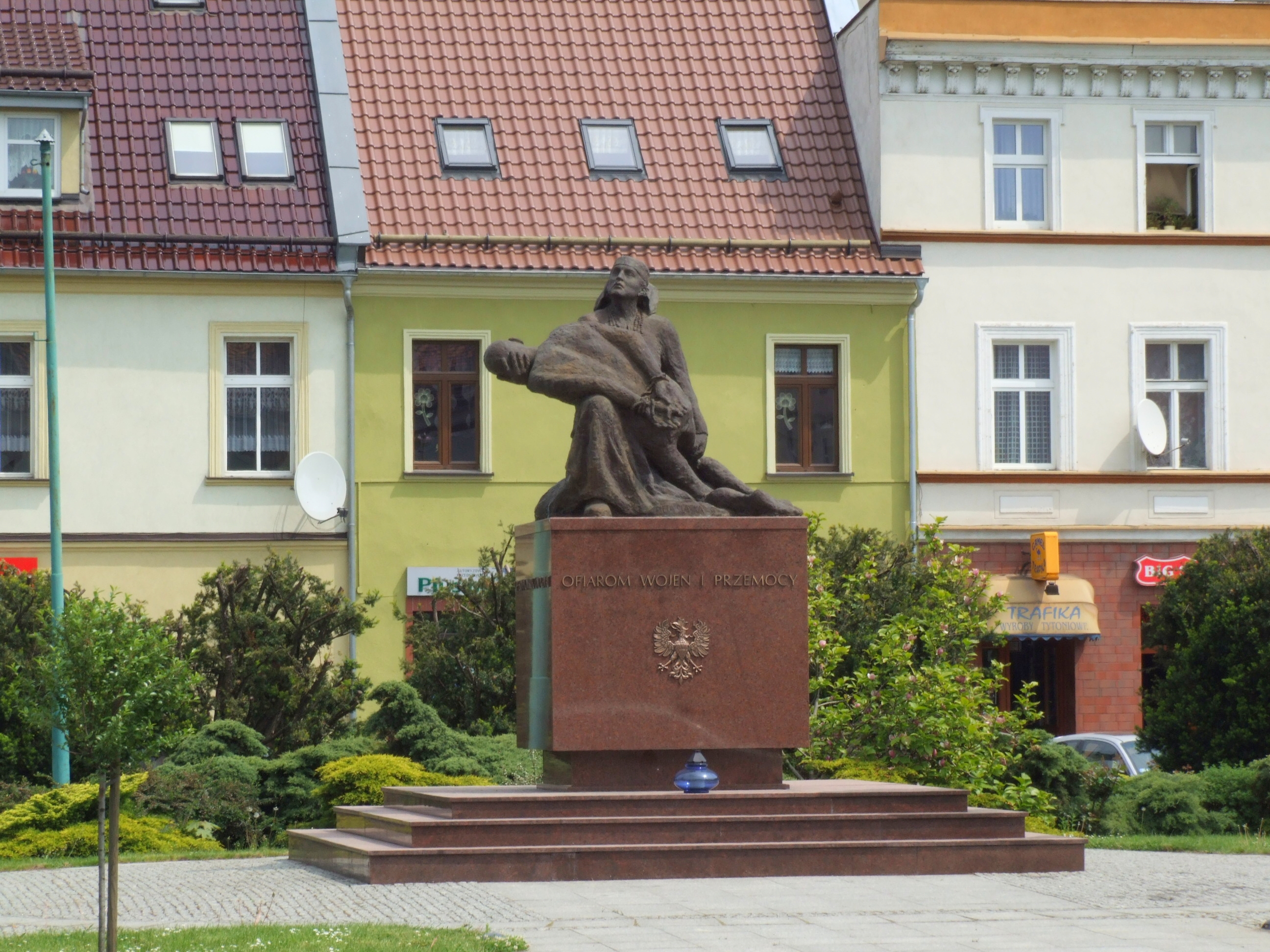
Monumento na Praça principal dedicado às Vítimas da Guerra e da Violência

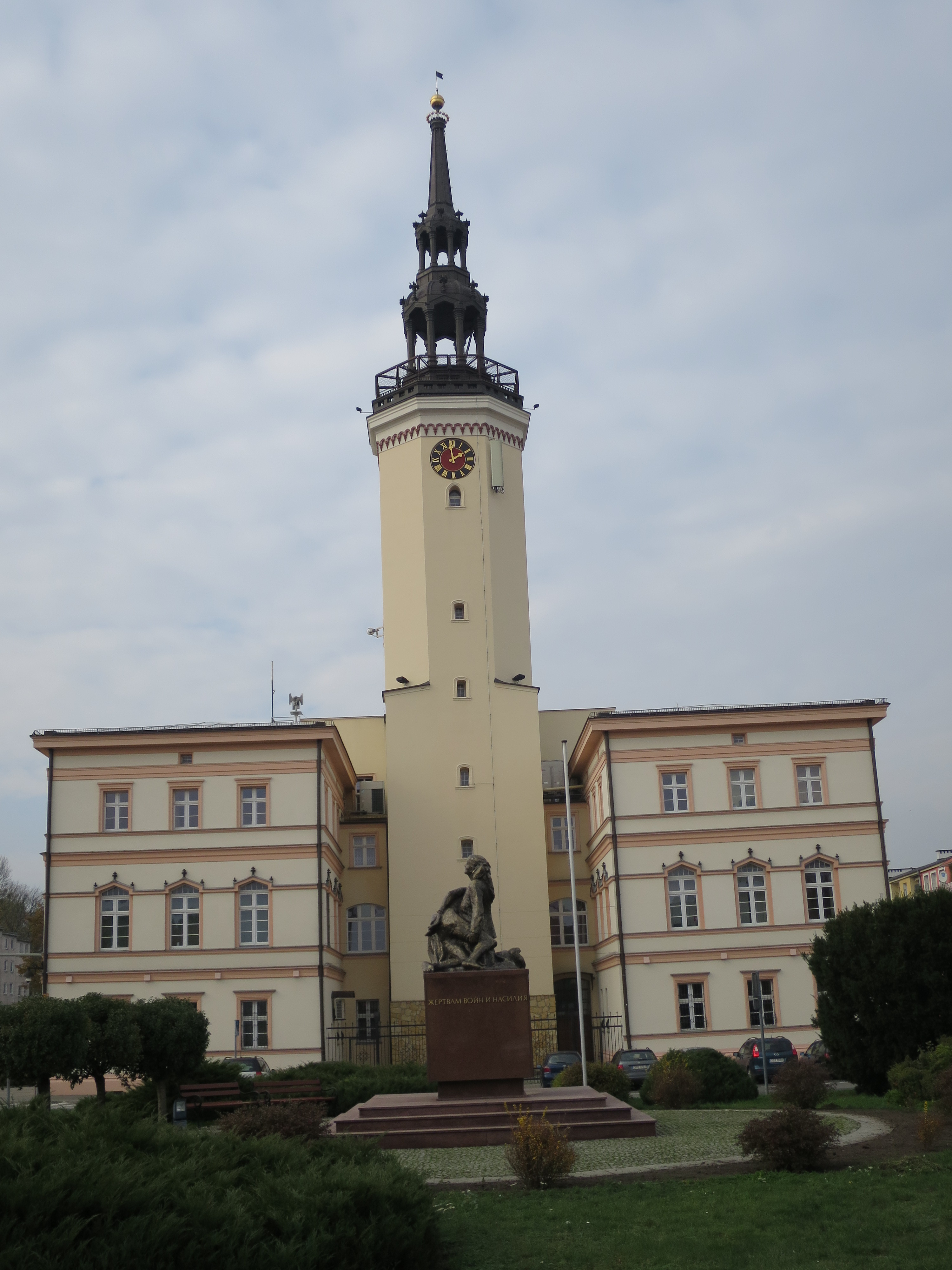
Prefeitura em Strzelce Opolskie

### Idade Média
A cidade de Strzelce Opolskie desenvolveu-se a partir de um assentamento de mercado florestal original, mencionado em documentos já no século XIII (1234, 1271, 1290). Quanto à fundação da cidade sob a lei alemã, não há certezas. Os dados de origem sugerem datas diferentes: 1290, 1305, 1320, 1362. Provavelmente, após a destruição do assentamento em outubro de 1273 durante a invasão de Boleslau, o Casto, Strzelec foi fundado em 1290 pelo príncipe piasta de Opole, Bolko I, que começou a construção da cidade, e em 1313 construiu um castelo de caça. Strzelce Opolskie estava situada na importante rota comercial Cracóvia—Breslávia—Dresden. Em 1327 a cidade foi cercada por muralhas defensivas com dois portões — Opole e Cracóvia. Em 1362 a cidade foi refundada, desta vez sob a Lei de Magdeburgo.
Depois que esta área se tornou um principado independente, cujo governante era o filho de Boleslau Opole — Albert Strzelecki (falecido por volta de 1366), Strzelce foi um principado administrado, na maioria das vezes, pelos duques de Opole ou de Niemodlin. O último príncipe de Strzelce foi o príncipe de Głogów e Prudnik, Bolko V Wołoszek (falecido em 1460), um dos líderes dos hussitas na Silésia.

### Séculos XVI a XX
Até 1532, a cidade foi propriedade dos duques Piastas. Após o fim da família, passou para o domínio austríaco.
Em 1562, o arquiduque Fernando I Habsburgo, em troca de dinheiro emprestado, alugou Strzelce e as propriedades vizinhas a Georg von Redern. A reconstrução do castelo em ruínas ocorreu nos anos 1562–1596. Foi um empreendimento muito caro. O Conselho de cidade financiou a compra de 40 mil tijolos. O filho do restaurador, Georg, o Jovem, em 1615 comprou Strzelce Opolskie, Leśnica e áreas adjacentes do Imperador Matias com o direito de herança masculina e feminina. Desta forma, a cidade ducal de Strzelce tornou-se uma cidade privada.
Durante a Guerra dos Trinta Anos, a cidade foi saqueada e incendiada várias vezes. Georg von Redern, o Jovem, morreu em 1637. Strzelce tornou-se propriedade de sua irmã e depois de sua filha, de quem Siegfried von Promnitz herdou, que por sua vez a legou a Gustavo, filho de Gaspar Colonna. Devido à sua pouca idade, inicialmente (a partir de 1651) seu pai esteve na administração da propriedade. Este foi o início do governo de 150 anos da família italiana Colonna na cidade.
A partir do século XVIII, a cidade esteve sob o domínio prussiano. No século XVIII, Strzelce Opolskie foi submetida a uma inspeção fiscal em Prudnik. Em 1759, a administração prussiana impôs uma grande contribuição à cidade, e o poder administrativo ficou limitado à família Colonna. Segundo os dados do registro imobiliário de 1786, todas as casas da vila, assim como todos os artesãos, pagavam ao castelo 1 grosso de renda. Havia três feiras por ano, e cada barraca pagava um centavo. Cada açougueiro dava quatro stones de sebo e 4 grossos por ano. Os padeiros assavam um ensopado de trigo para os feriados. O sapateiro pagava 9 grossos por ano e dava um par de sapatos. A guilda dos alfaiates devia enviar dois jovens mestres alfaiates para trabalhar no castelo. A população da cidade era, portanto, obrigada a pagar e trabalhar para o castelo, e qualquer tentativa de se opor à vontade do senhor era punida pelo menos com açoites, o que também era comum em outras propriedades. No próprio castelo trabalhavam apenas os escolhidos — as cozinheiras mais talentosas e as mulheres mais bonitas da cidade como criadas.
Após a morte do último representante dos Colonnas da Silésia sem deixar herdeiros, Filipe em 1807, uma disputa sobre seu legado começou. No final, Strzelce Opolskie foi para Andrzej Renard, o fundador da indústria moderna na Alta Silésia e em Zagłębie Dąbrowskie, que assumiu o poder sobre ela após atingir a maioridade em 1815.
Devido à construção da estrada de Opole a Bytom passando por Strzelce, a muralha da cidade entre o Portão de Opole e o castelo foi derrubada. Em 1826, foi concluída a construção da igreja protestante Corpus Christi no terreno doado por Renard. Em frente, junto às muralhas medievais, por volta de 1837, por iniciativa de sua esposa — Eufêmia, foi iniciada a construção de uma capela-mausoléu segundo projeto de Hermann Friedrich Wäsemann. As missas eram celebradas na capela para a família do conde e os habitantes do castelo, e o porão era o local de sepultamento para os membros da família Renard.

### Período entre guerras
A partir de 1919, Strzelce Opolskie pertencia à recém-criada província da Alta Silésia. A província foi liquidada em 1938 e restabelecida em 18 de janeiro de 1941.
Durante o plebiscito na Alta Silésia em 20 de março de 1921, 3 364 votos (85,7%) foram dados em Strzelce Opolskie para permanecer na Alemanha e 558 (14,2%) para incorporação ao Estado polonês. A participação foi de 98,4%. Quatro votos expressos foram considerados inválidos. No condado de Strzelce, 23 023 votos (50,7%) foram dados para incorporação ao Estado polonês, e 22 390 votos (49,3%) para permanecer na Alemanha.
Durante a Terceira Revolta da Silésia, os insurgentes dos condados de Strzelce, Prudnik, Toszecki e Kozielski pertenciam ao 7.º Regimento de Infantaria de Strzelce. O Batalhão Prudnik sob o comando de H. Kabela e o Batalhão Strzelce sob o comando de J. Faska participaram de pesadas lutas por Garb Chełm e Żyrowa. Após o levante, a cidade permaneceu na Alemanha.

### Segunda Guerra Mundial
Até 1945, o último proprietário da Strzelce foi um conde da família Castell-Castell. Durante a Segunda Guerra Mundial, houve um grande número de moradores aprisionados na cidade. Os reclusos estavam na prisão como parte da operação “Noite e névoa”. No final de janeiro de 1945, cerca de 500 prisioneiros foram evacuados via Brzeg para a prisão em Świdnica. Dos 500 evacuados, 200 chegaram ao destino. Alguns prisioneiros conseguiram escapar, alguns morreram durante os ataques aéreos e a maioria foi assassinada.
Em 21 de janeiro de 1945, as forças alemãs foram expulsas da cidade por unidades das 100.ª e 242.ª Brigadas Panzer do 31.º Corpo Blindado da 1.ª Frente Ucraniana (o Monumento de Gratidão foi erguido após a guerra na então Praça da Amizade polaco-soviética em memória dos soldados soviéticos mortos).
Depois que as tropas soviéticas entraram na cidade, eles incendiaram a cidade e o castelo. A destruição no centro atingiu 90%.

### Tempos modernos
Desde 1950, Strzelce Opolskie está situada nas fronteiras da voivodia de Opole, e essas eram três unidades administrativas diferentes operando em 1950–1975, 1975–1998 e modernas desde 1999.
Após as primeiras eleições para o governo local na Polônia, após sua restauração em 1990, Krzysztof Fabianowski tornou-se o prefeito da cidade.
Desde 7 de junho de 1995, Strzelce Opolskie é membro da Nova Liga Hanseática.
Como parte da reforma administrativa na Polônia em 1999, Strzelce Opolskie tornou-se novamente a sede do condado de Strzelce.

## Arquitetura e monumentos

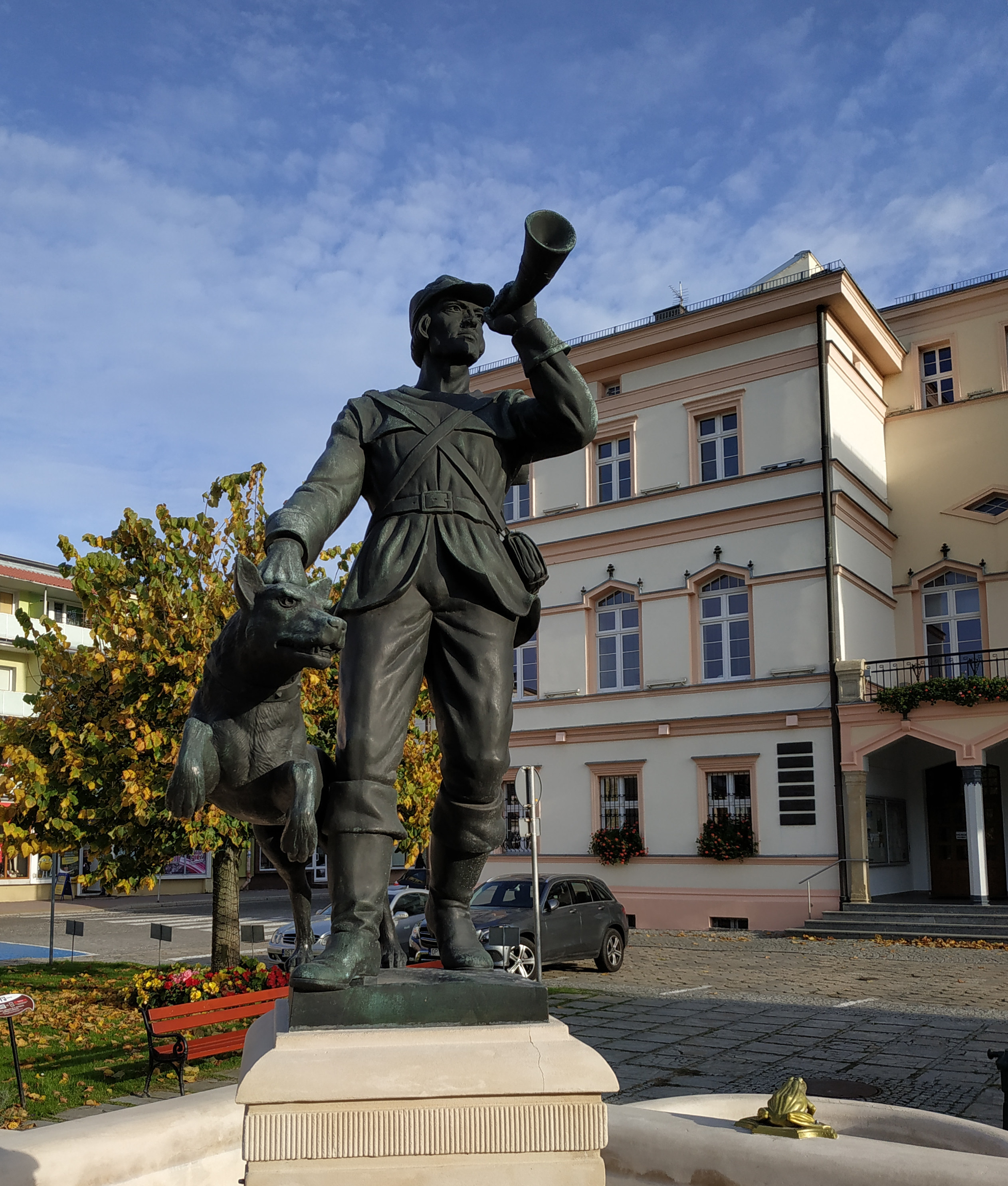
Estátua de bronze de um caçador (atirador) em frente à prefeitura de 1929

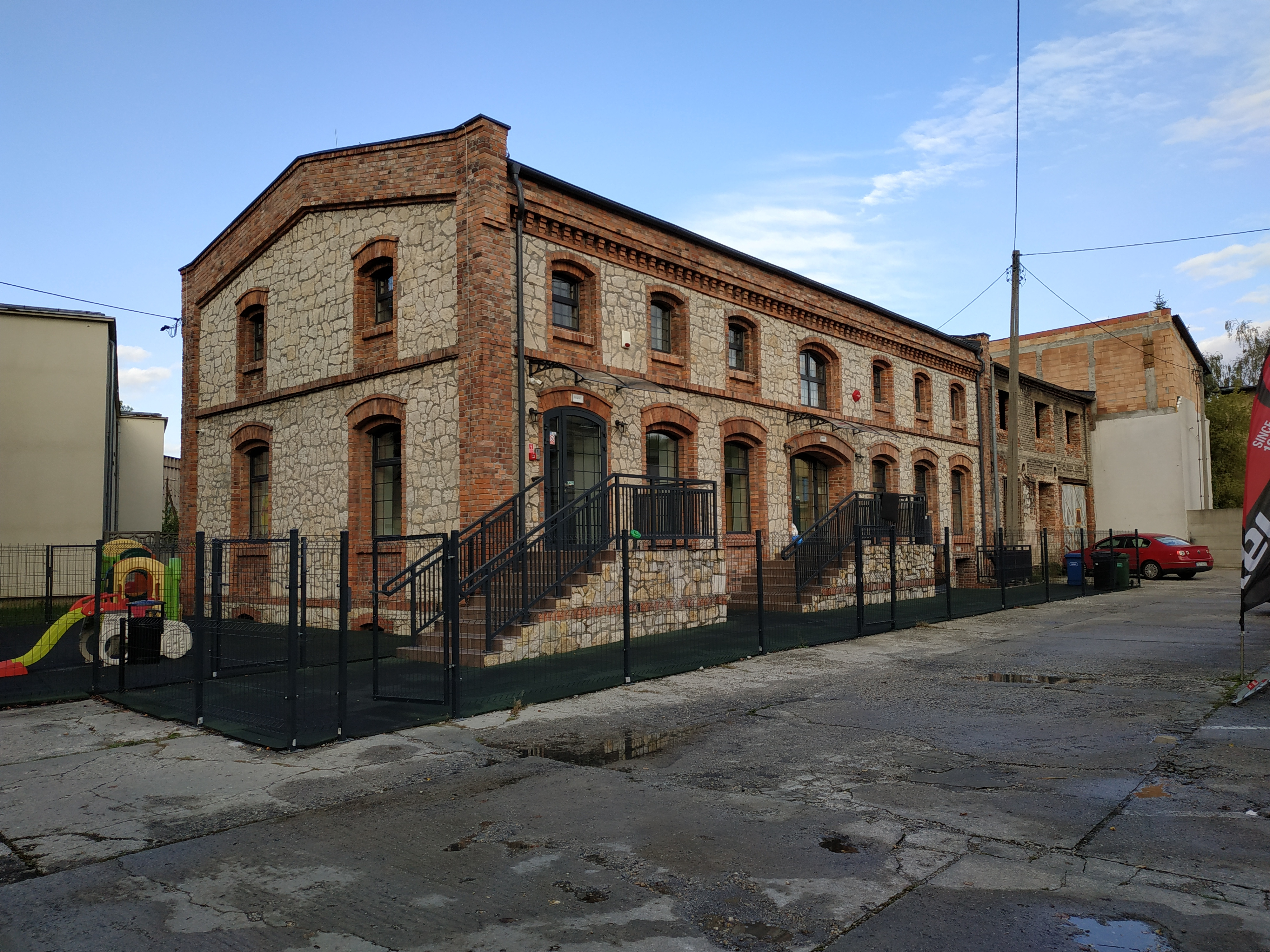
Edifício de uma creche particular, praça Copérnico

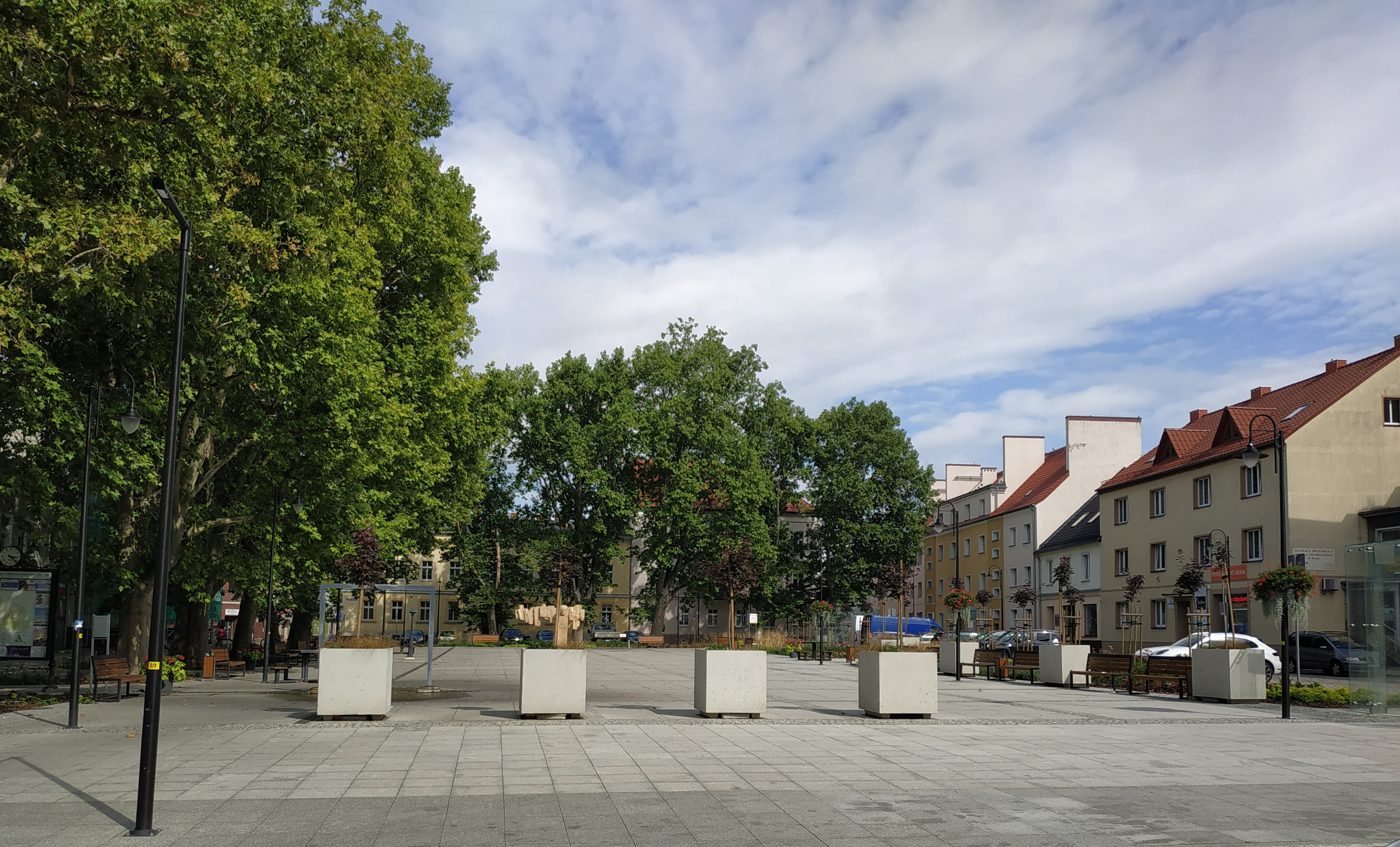
Praça Żeromskiego

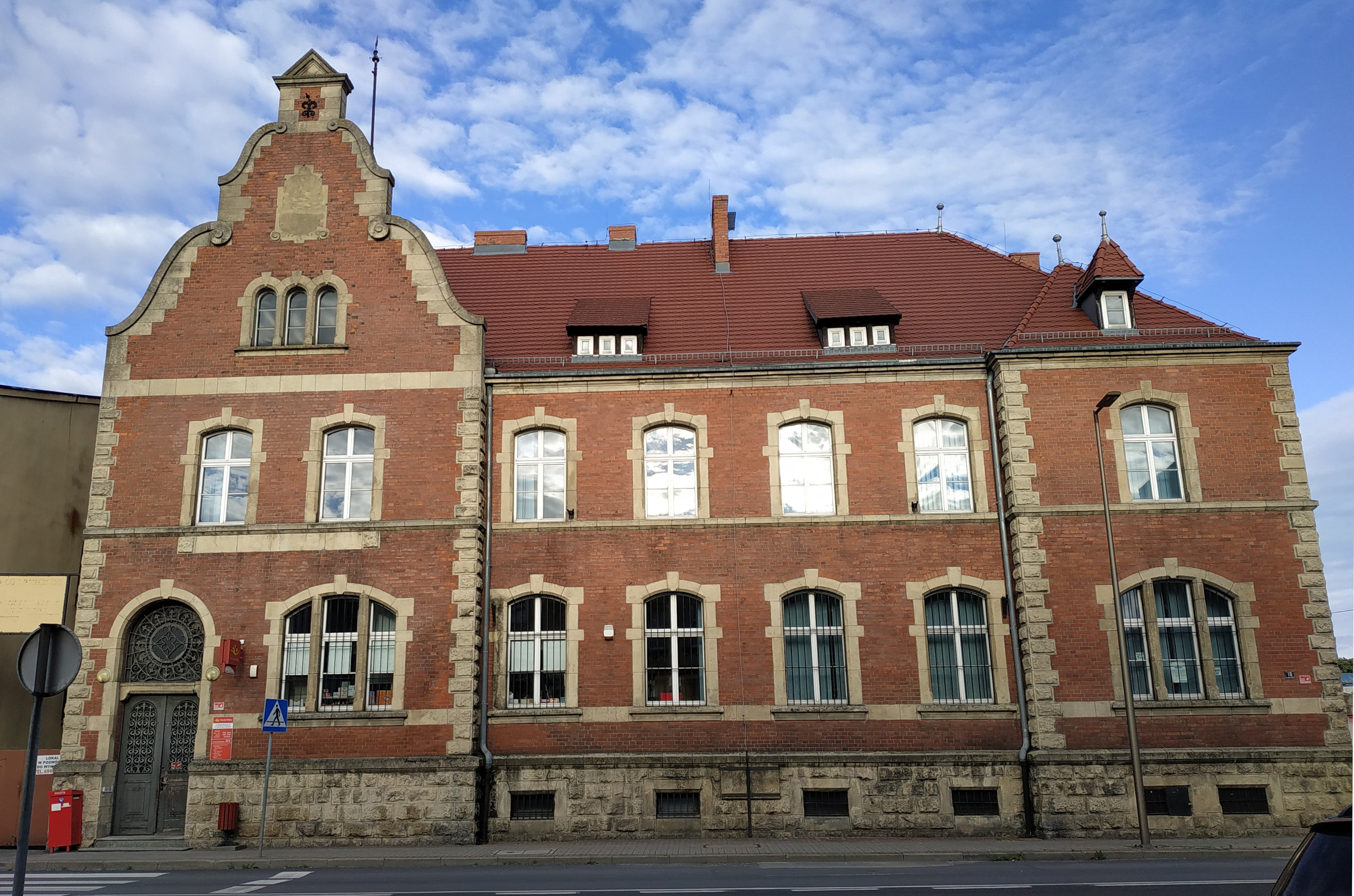
Correios 1, um edifício de tijolos do final do século XIX

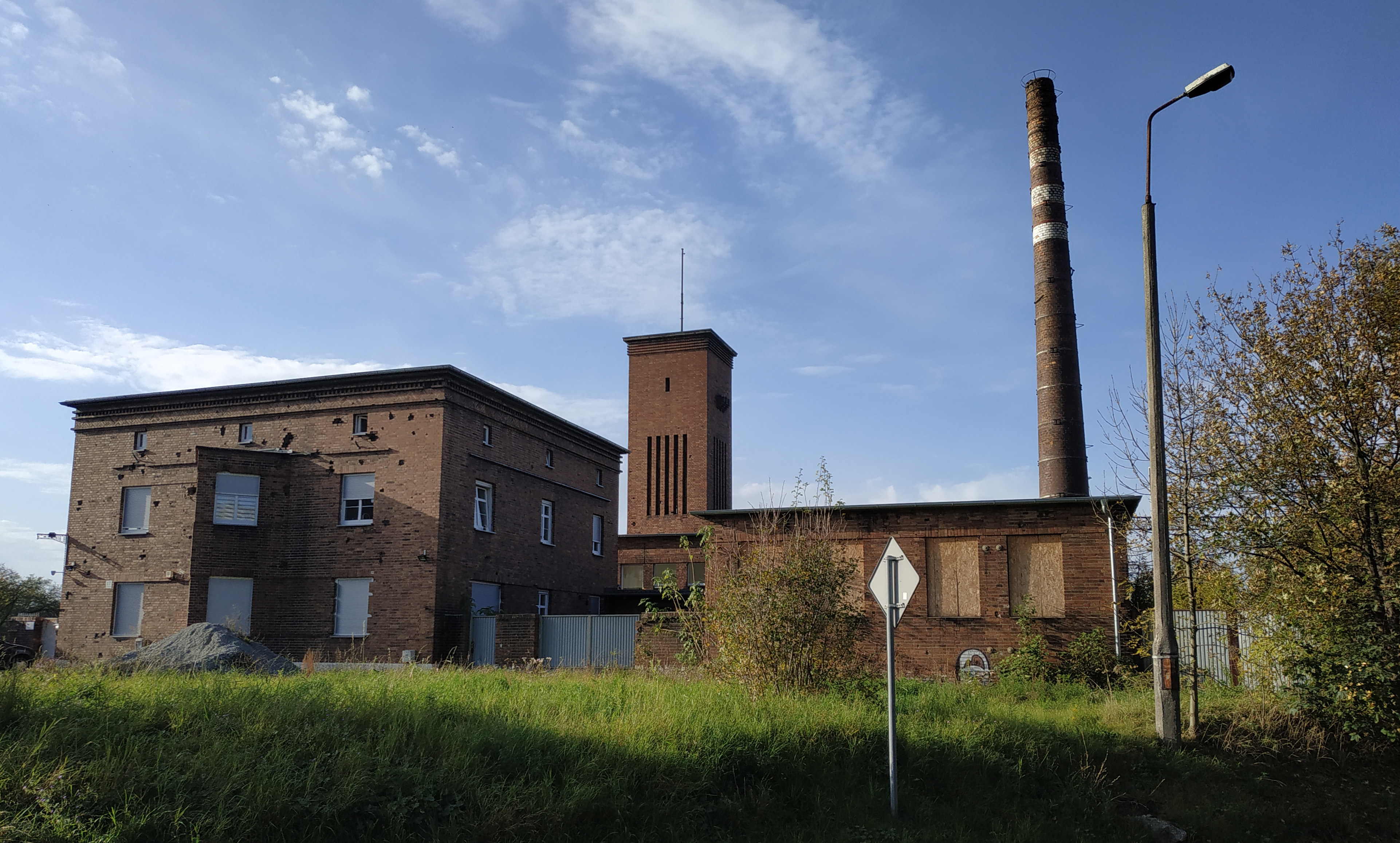
Edifício modernista do matadouro municipal.

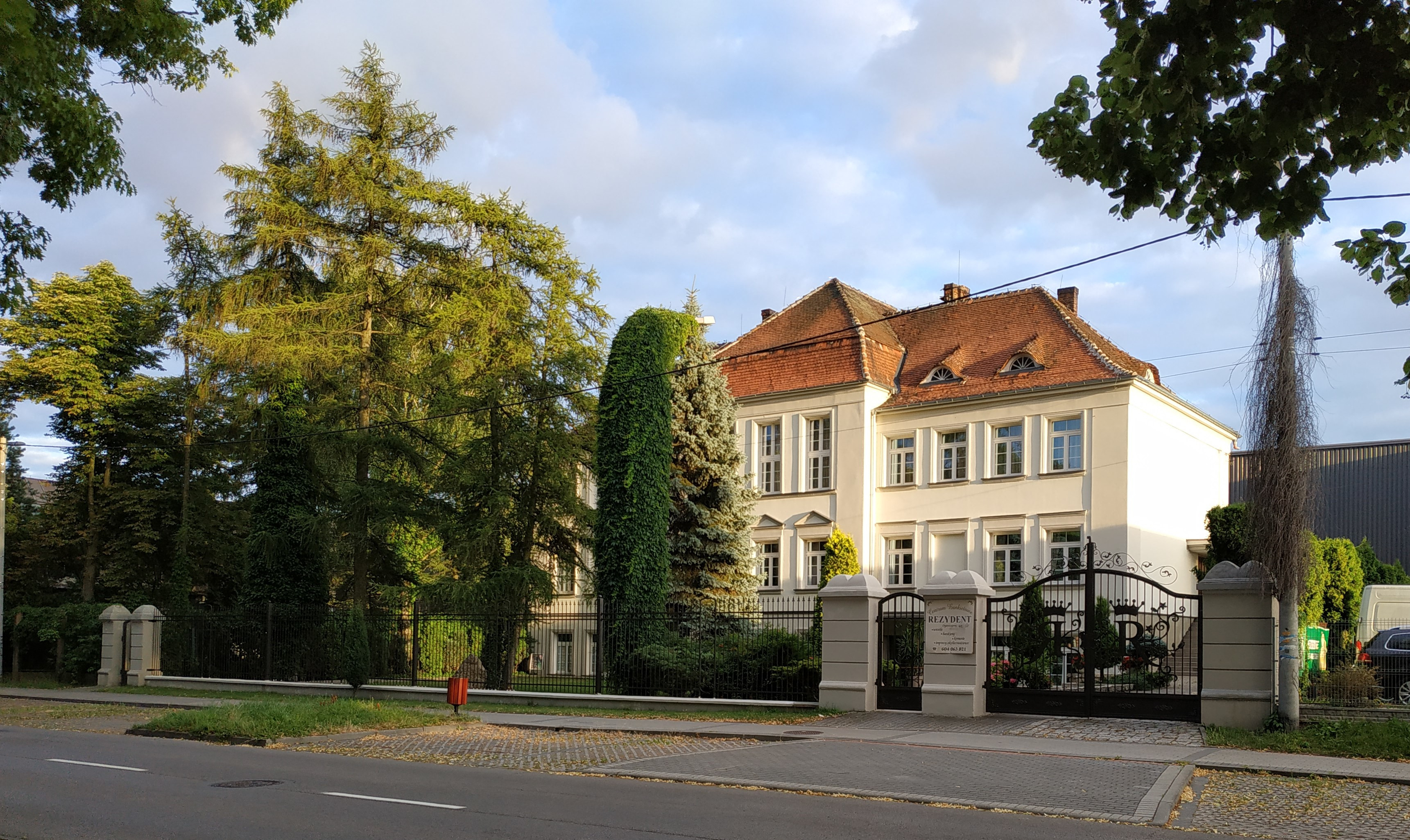
Edifício do restaurante, antiga escola

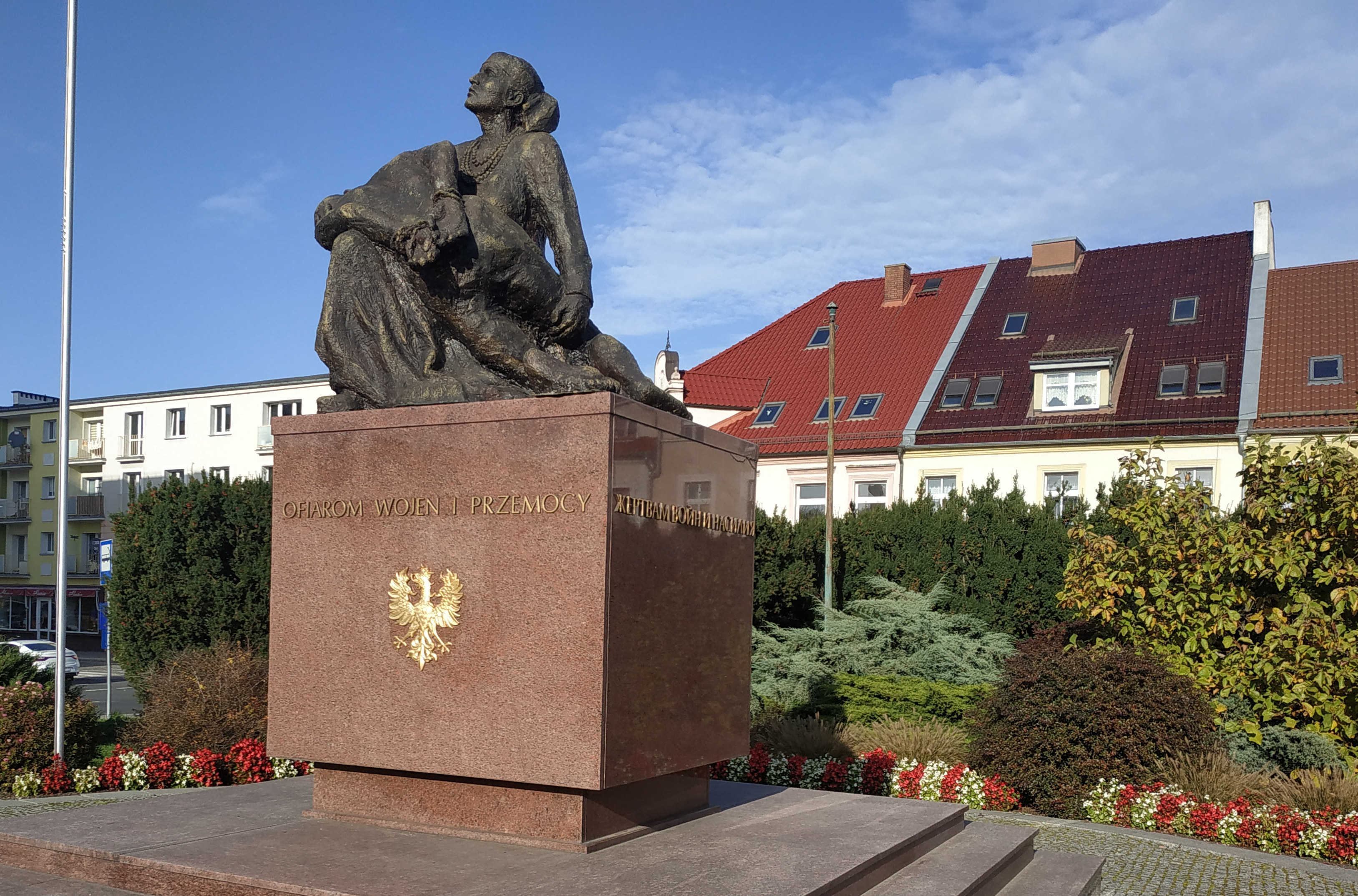
Monumento dedicado às “vítimas de guerras e violência” de 2005

As seguintes instalações da cidade de Strzelce Opolskie estão inscritos no registro de monumentos imóveis da voivodia de Opole:
- Centro histórico - medieval[57] (início do século XIV)[58] traçado urbanístico da cidade no interior das antigas muralhas[59] pertencente à zona de proteção de conservação estrita tipo “A”.[60] O traçado regular e quadriculado das ruas[61] foi parcialmente preservado, obliterado pelas demolições relacionadas com as operações em 1945.[59] Não há edifícios comerciais no lado leste, e as fachadas restantes foram desenvolvidas nos anos 1960–1970 sem levar em conta as divisões de parcelamento originais.[61]
- Igreja paroquial de São Lourenço - uma igreja neobarroca erguida nos anos 1904–1907 de acordo com o projeto de Arnold Güldenpfennig no lugar de uma igreja barroca de 1724[62] (a igreja original foi erguida antes de 1290).[63] Atualmente, é uma igreja de três naves com planta de basílica, com transepto[64] e abside voltada para o norte e ligeiramente saliente em frente à torre do lado sul. Há mostradores de relógio na torre. A igreja é construída em tijolo sobre um pedestal de pedra, tem uma fachada rebocada com detalhes neobarrocos.[5] Móveis barrocos da igreja anterior foram preservados no interior, incluindo o altar-mor de 1712 de Johann Könnig,[64] e na sua parte central – a pintura de Nossa Senhora das Neves de 1663 de Jan Trytius.[65] Além disso, há altares laterais barrocos com ornamentação de estilo auricular.[66]
- Igreja de Corpus Christi, 1825–1826 — originalmente uma igreja evangélica erguida consoante o projeto de Ernest Samuel Friebel[67][68] com correções feitas por Karl Friedrich Schinkel.[69] A torre foi construída por volta de 1888.[70] O estilo do edifício pode ser descrito como eclético,[66] a igreja de planta retangular com telhado de duas águas remetendo ao classicismo e uma torre neogótica.[64] No interior, existe um coro de madeira[66] sustentado por quatro pilares.[64] Em 1982 foi assumida pela comunidade católica.[68]
- Igreja de Santa Bárbara no cemitério católico da segunda metade do século XVII, rua Opolska - uma igreja de madeira com estrutura de toras sobre uma fundação. Foi mencionada em 1505, por volta de 1683–1690 foi reconstruída e desde então foi renovada várias vezes. Os telhados são cobertos com telhas. A torre ascendente é coberta por uma cúpula barroca com uma lanterna. A entrada e as aberturas das janelas são fechadas com um arco.[71] Os móveis barrocos do templo foram preservados[64]
- Casa da Comunidade da Bênção, antiga casa religiosa da Congregação das Irmãs de Santa Isabel, rua Powstańców Śląskich 8, de 1879[72]
- Túmulo dos aviadores da campanha de setembro de 1939 no cemitério católico da rua Gogolińska
- Capela à beira da estrada, rua Ujazdowska 27 — uma capela popular da virada dos séculos XVIII/XIX. É feita de tijolo, pedra calcária, rebocada, com janelas semicirculares e uma entrada. Acima da entrada está o monograma IHS. O telhado de quatro águas é coberto com telhas, e uma torre de madeira vazada com um sino e uma cruz forjada se ergue acima dela. No interior encontram-se imagens populares de Nossa Senhora da Conceição e de São João Nepomuceno[73][74]
- Ruínas do castelo — o castelo foi erguido no século XIV, foi a sede do governante durante a existência do Ducado de Strzelce.[75] Até 1532, os proprietários do castelo eram os duques Piastas. Mais tarde, mudou de proprietário com frequência — a família von Redern, von Promnitz, Colonna, Andrzej Renard e a família Castell-Castell.[76] No início do século XVI estava em ruínas,[64] foi reconstruída[77] nos anos 1562–1596 sob Georg von Redern,[76] ampliada[78] e convertida em residência.[64] Também foi totalmente reconstruída no século XIX.[64] durante os tempos de Andrzej Renard, como resultado do desaparecimento das características estilísticas anteriores.[77] Este proprietário fez florescer o castelo, ampliou-o e acrescentou uma torre.[78] Em 1945, as tropas soviéticas, incendiando a cidade, também arruinaram o castelo.[77] Até agora, apenas a torre do castelo foi reformada.[79]
- Portão do castelo — portão de entrada classicista tardio da segunda metade do século XIX. Nas laterais, nos nichos, encontram-se estátuas de pedra tardo-barrocas do século XVIII de São João Nepomuceno e de São Floriano.[66]
- Construção do complexo do castelo, rua Zamkowa 4,[80] por volta de 1900 — um edifício que faz parte de um complexo de edifícios auxiliares e instalações do castelo; depois de 1945 exerceu funções de escritório.[81] Piso térreo com detalhes em pedra[82] em arenito cinza.[82] O primeiro andar é uma estrutura esquelética com vigas de madeira dispostas decorativamente[81] imitando o arranjo de uma estrutura de enxaimel. Paredes de tijolo, rebocadas com rebocos lisos. Uma torre quadrada de três andares, coberta por um telhado em forma de tenda.[81]
- Mastalânia[83][84] (estábulo)[84] rua Zamkowa 9,[85] século XIX — um estábulo histórico localizado no complexo do castelo no parque, construído por iniciativa do Conde Andrzej Renard. Em 1825, o conde instalou um estábulo em Olszowa, que era então conhecido em toda a Europa,[83] pois ele queria manter os animais mais valiosos perto dele no estábulo do palácio.[86] Aqui foram mantidos cerca de 50 cavalos, incluindo garanhões puro-sangue importados da Inglaterra, destinados a pistas de corrida,[83] que venceram muitas competições de prestígio.[87] O edifício foi adaptado para servir como uma instalação de espetáculos e gastronomia.[83]
- Parque municipal (Parque Renard) — um parque histórico do século XIX no estilo inglês da variedade romântica com uma área de 65 hectares[22] localizado no centro da cidade. A construção começou por volta de 1832.[88] Foi construído por quase 30 anos em nome de Andrzej Renard[89] nas zonas úmidas ao sul do castelo. Tem lagoas e uma rede de canais. Possui grande valor botânico, histórico e compositivo.[22] O parque inclui as ruínas do castelo, a mastalânia, as fundações da capela do mausoléu de Renard, a antiga fazenda de criação de faisão e a torre de observação de Ischl.[90]
- Antiga fazenda de criação de faisão da primeira metade do século XIX[56] na rua Rychla, 14[91] no parque[92] — propriedade que consiste em um prédio residencial e de serviços públicos e um anexo,[91] de tijolo, o outro (parcialmente) de madeira.[93] Além disso, há também um edifício residencial histórico.[56]
- Prefeitura, 1844–1846 — edifício de estilo neogótico classicista, erguido segundo projeto do construtor Roch.[94] As primeiras menções à Prefeitura datam do século XVI.[95] e provavelmente a torre também vem desse período. O neogótico domina os detalhes arquitetônicos, o neogótico são os remates da cúpula da torre[94] e o pórtico encimado por terraço.[96] O classicismo se manifesta na estabilidade, simetria, divisão da fachada.[94] O edifício da Prefeitura desenvolve-se em planta retangular com amplo corpo de vanguarda nas laterais de ambas as fachadas. A torre é parcialmente embutida no corpo, quadrada na parte inferior e octogonal na parte superior.[66]
- Torre, atualmente campanário da igreja de São Lourenço, século XV[56] — uma torre defensiva que remonta ao século XV, reconstruída em campanário de igreja na virada dos séculos XVII e XVIII. Na parte inferior, tem formato retangular,[74] e os dois andares superiores são octogonais.[97] O telhado é octogonal, em forma de tenda, quebrado, coberto de ardósia.[74]
- Casas, rua Karola Lange 3, 5 do primeiro quarto do século XIX[56]
- Edifício residencial, rua Parafialna 1, de 1875 — edifício de estilo eclético com elementos neobarrocos, com arquitetura característica dos edifícios da praça do mercado no quarto quarto do século XIX.[58]
- Antigo presbitério, atualmente uma casa residencial, rua Parafialna 2, século XVIII[56] — um prédio residencial construído em planta retangular, de dois andares, com telhado de quatro águas[98]
- Casas, Rynek 15, 16, 17, 18 da primeira metade do século XIX[56] — pertencem a prédios residenciais e mansões que formavam os edifícios oitocentistas do centro da cidade, típicos das pequenas cidades da época[98]
- Edifício prisional com muro e torres (prisão n.º 1), rua Karola Miarki 1,[56] 1885–1889 — um edifício prisional projetado por Karl Friedrich Endell, representando Rundbogenstil. As paredes são feitas de tijolos com ligação cruzada.[99] O edifício foi construído em planta de cruz isósceles.[100]
- Prisão n.º 2, rua Klonowa 3, 1893–1896 — um complexo de prédios prisionais, incluindo dois pavilhões prisionais, uma cozinha e um muro com guaritas.[56] Ambos os pavilhões são erguidos no plano da letra “T”, cobertos com telhados de quatro águas. Paredes rebocadas, cornijas de tijolo com motivo de mísulas de tijolo. Entre os pavilhões existe uma cozinha inferior,[100] de dois andares, construída em planta retangular semelhante a um quadrado.[101]
- Antiga cervejaria, rua Kościuszki 4, depois de 1897–1900 — um complexo compacto de edifícios da antiga cervejaria[102] construído com elementos de Rundbogenstil e neogótico. As paredes são feitas de pedra calcária com ligação poligonal, enquanto os detalhes arquitetônicos são feitos de tijolo cerâmico vermelho. A projeção assimétrica consiste em vários retângulos adjacentes.[103] O edifício é um monumento representativo da arquitetura regional.[54][103] Atualmente, abriga um hotel, restaurante, pub, pista de boliche, brinquedoteca para crianças e salas de bem-estar.[54]

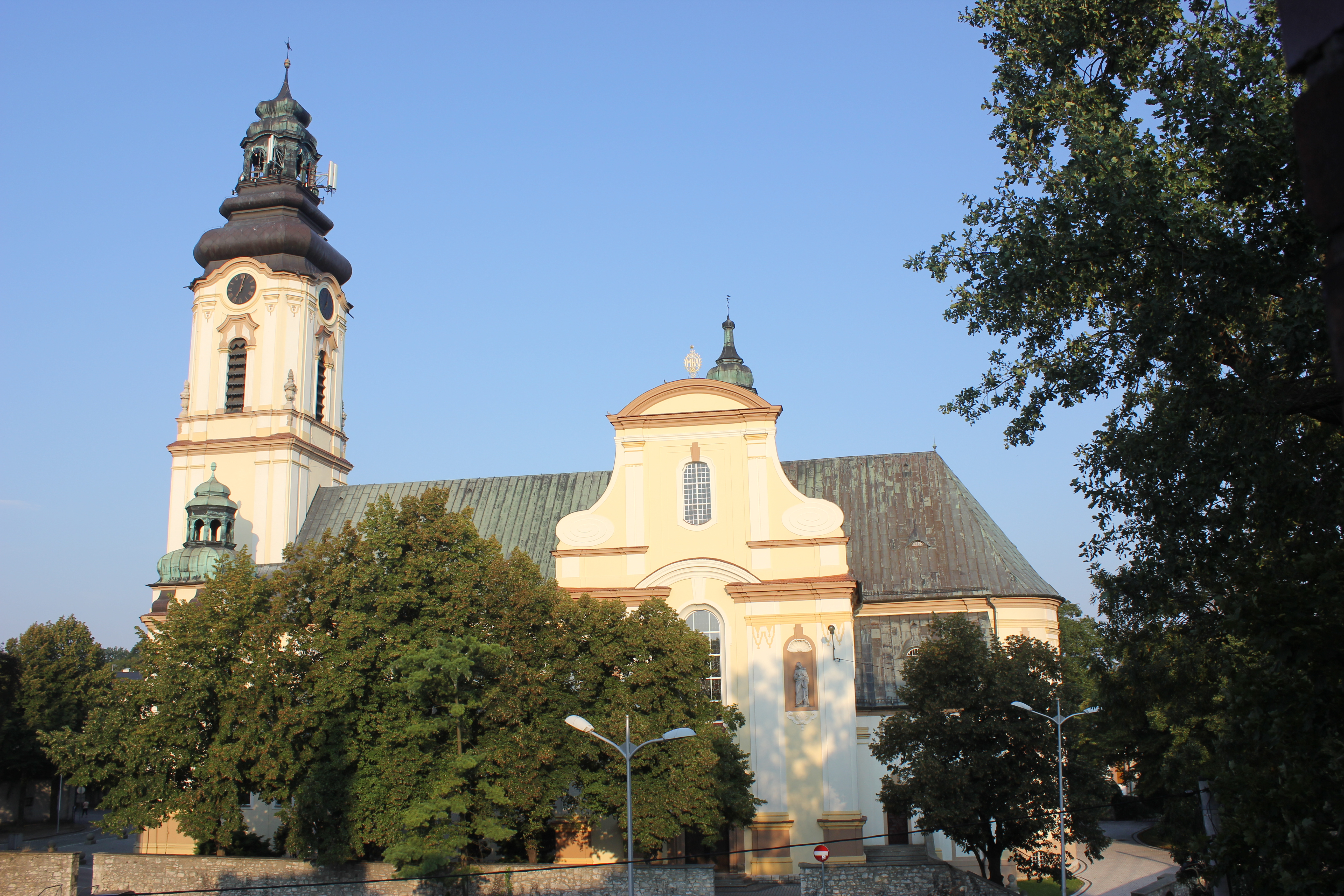
Igreja de São Lourenço
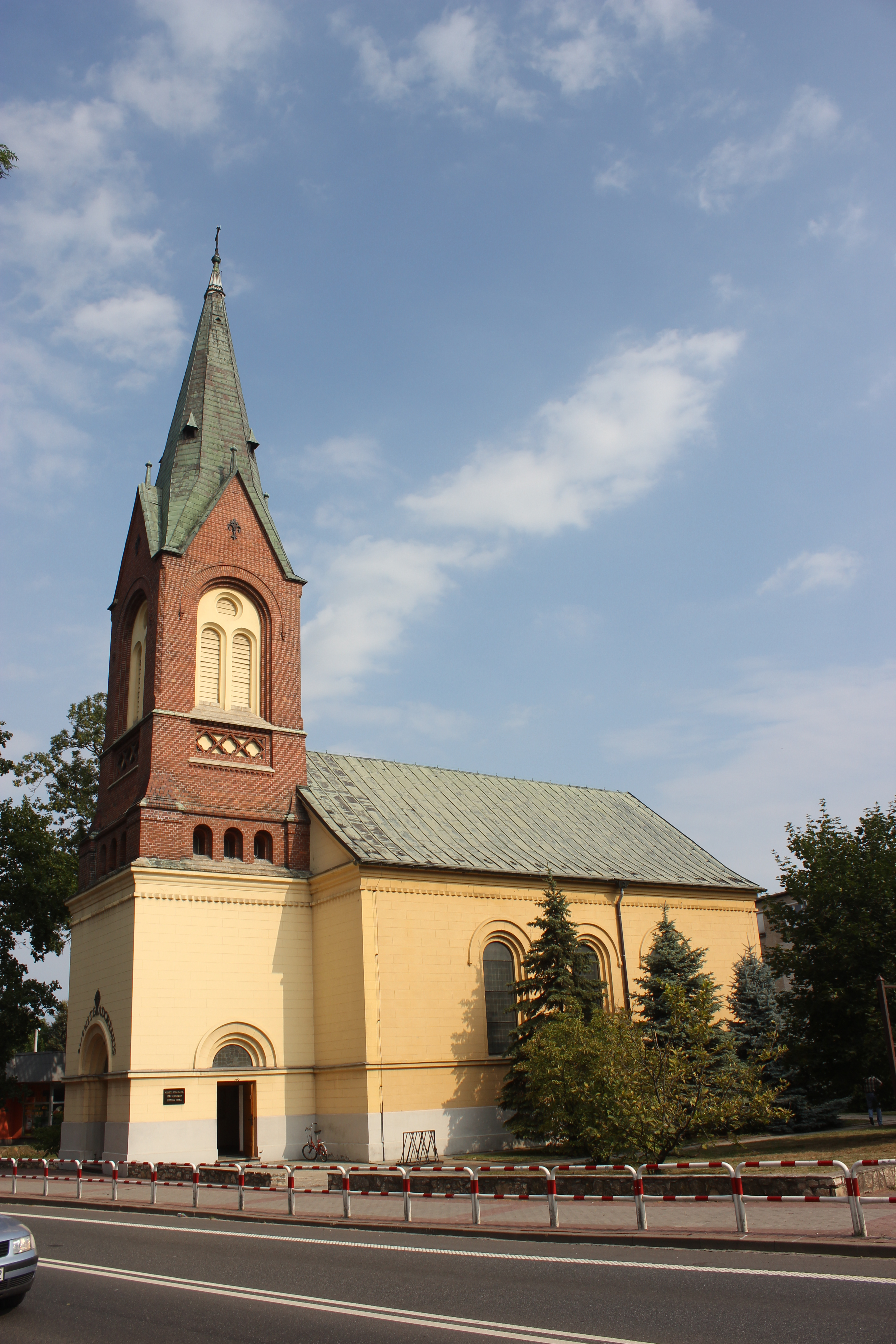
Igreja de Corpus Christi
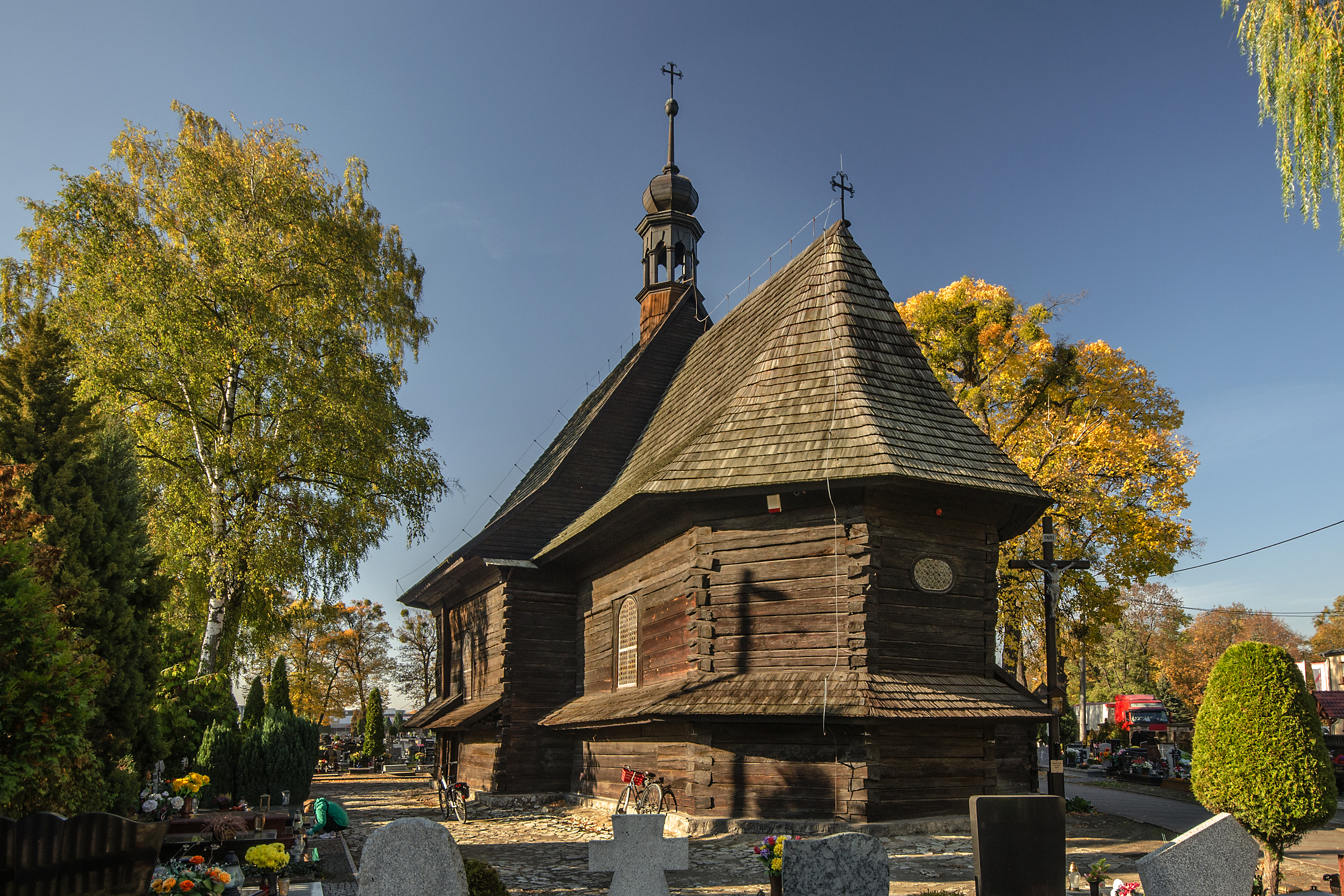
Igreja de Santa Bárbara
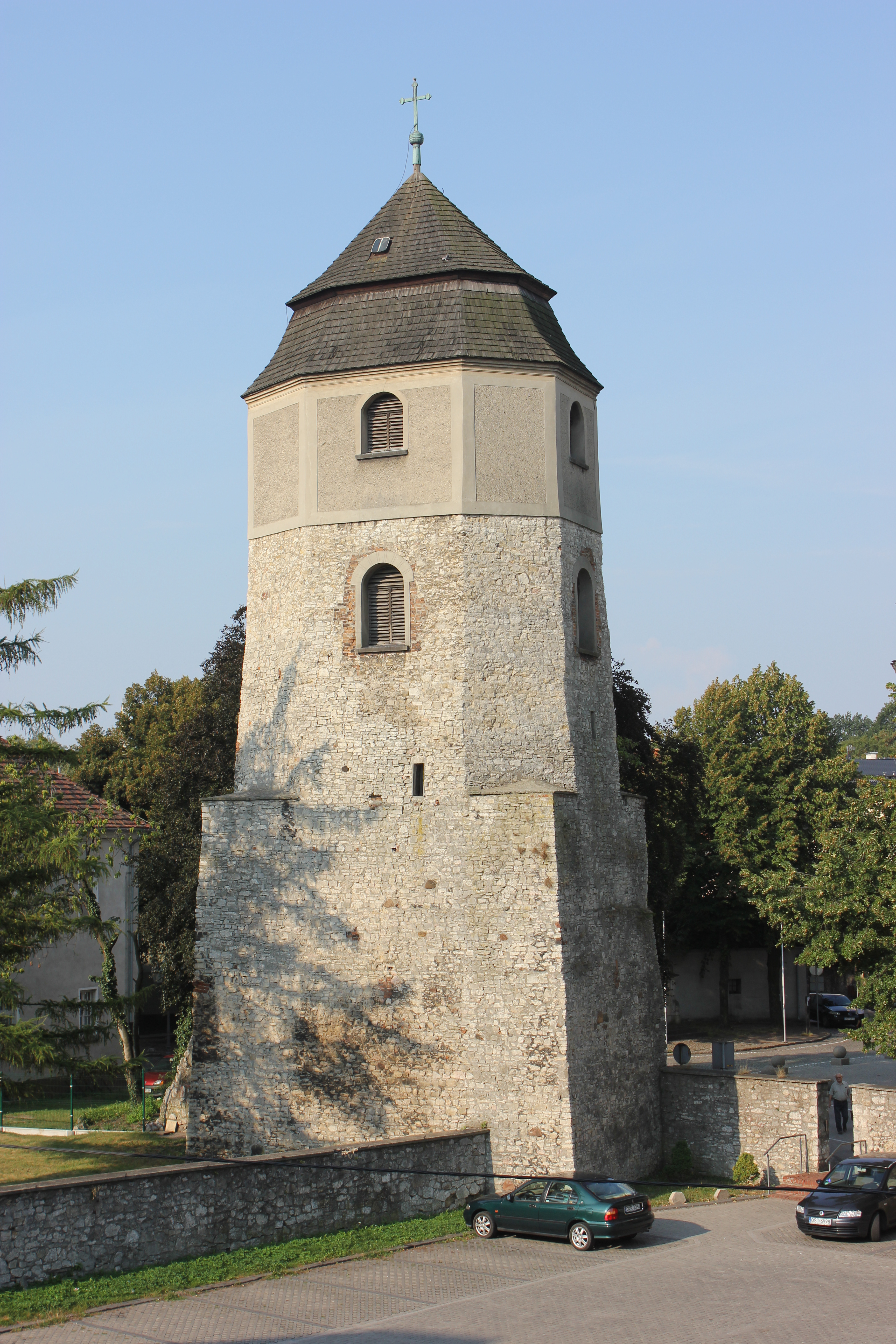
Torre
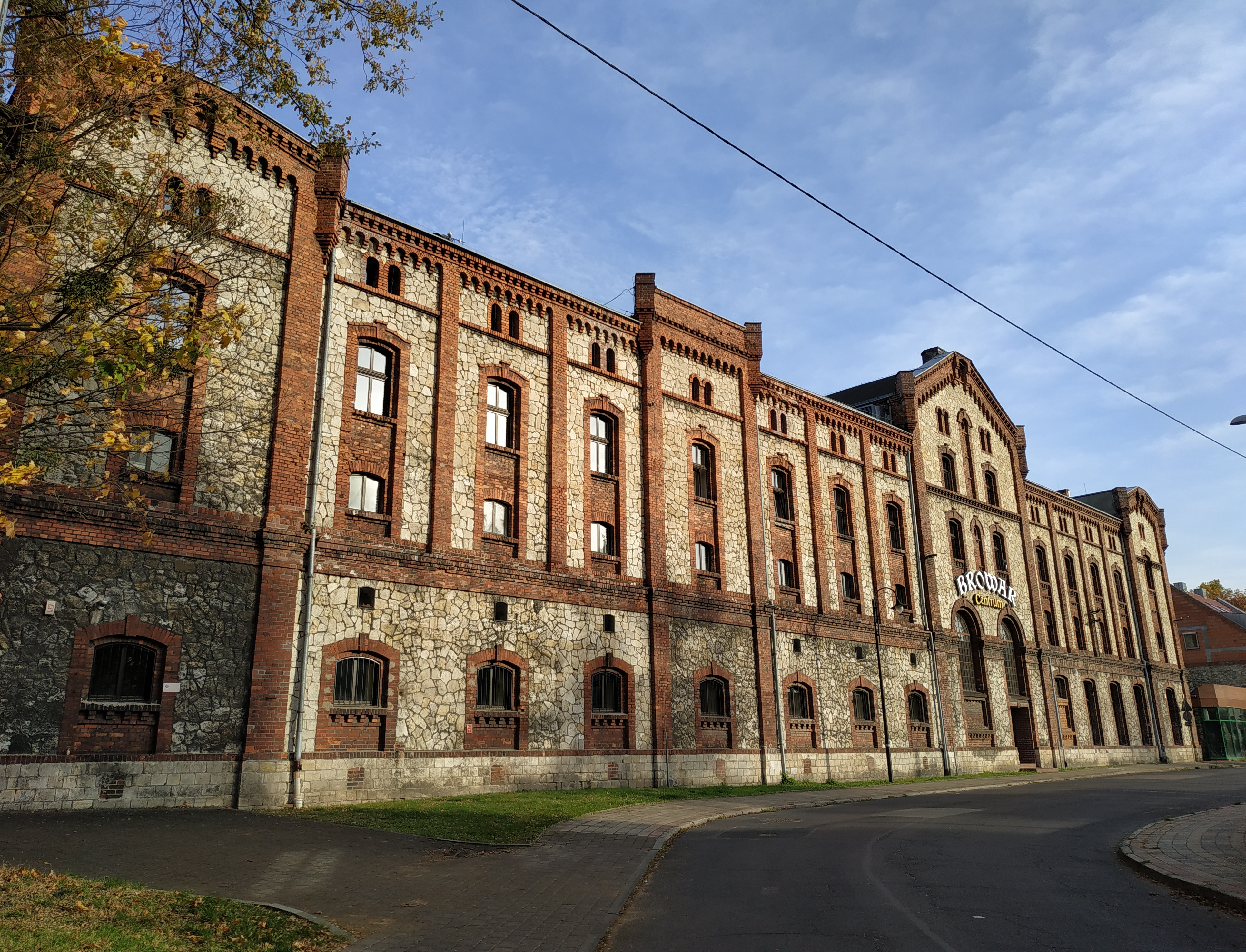
Antiga cervejaria
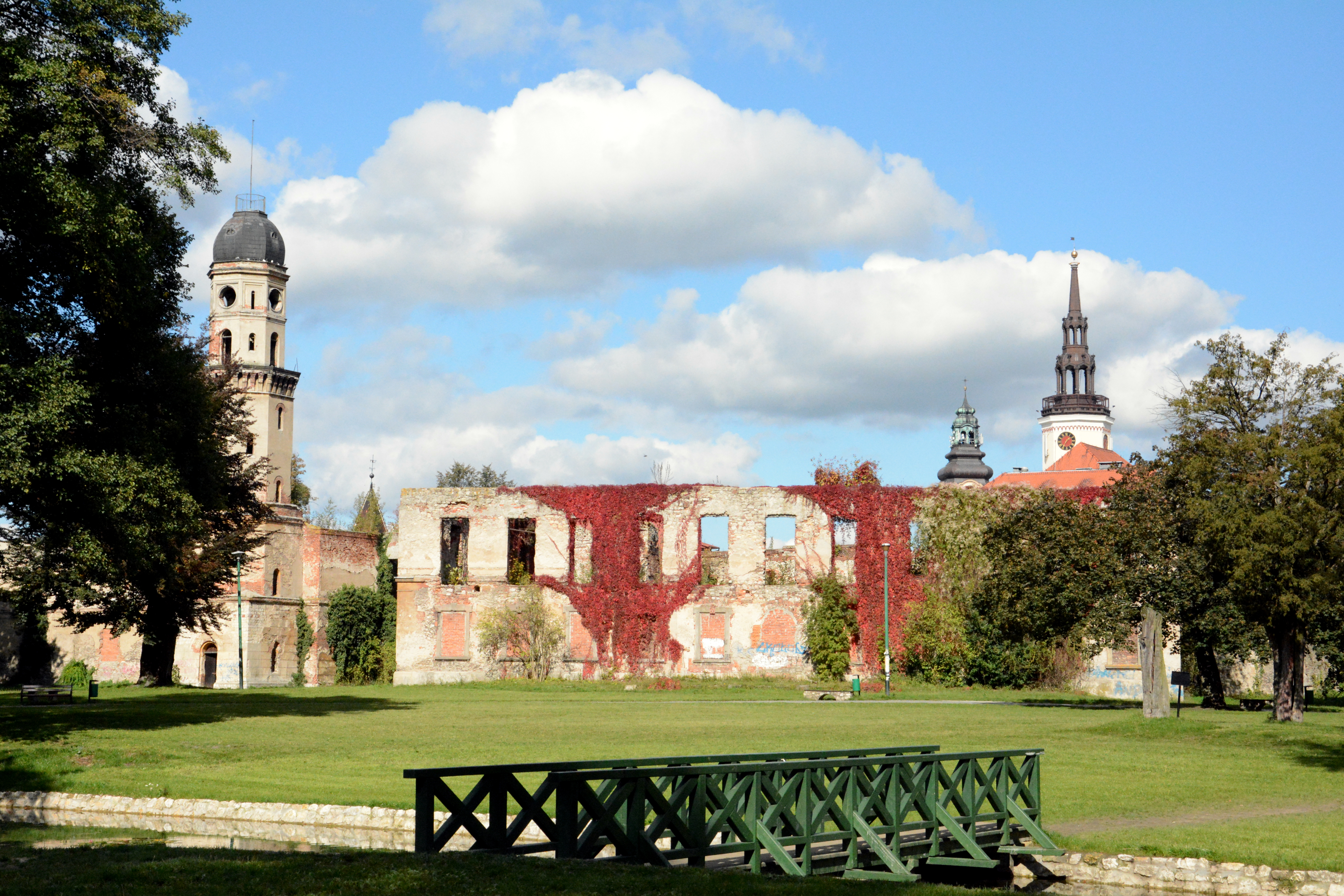
Ruínas do castelo
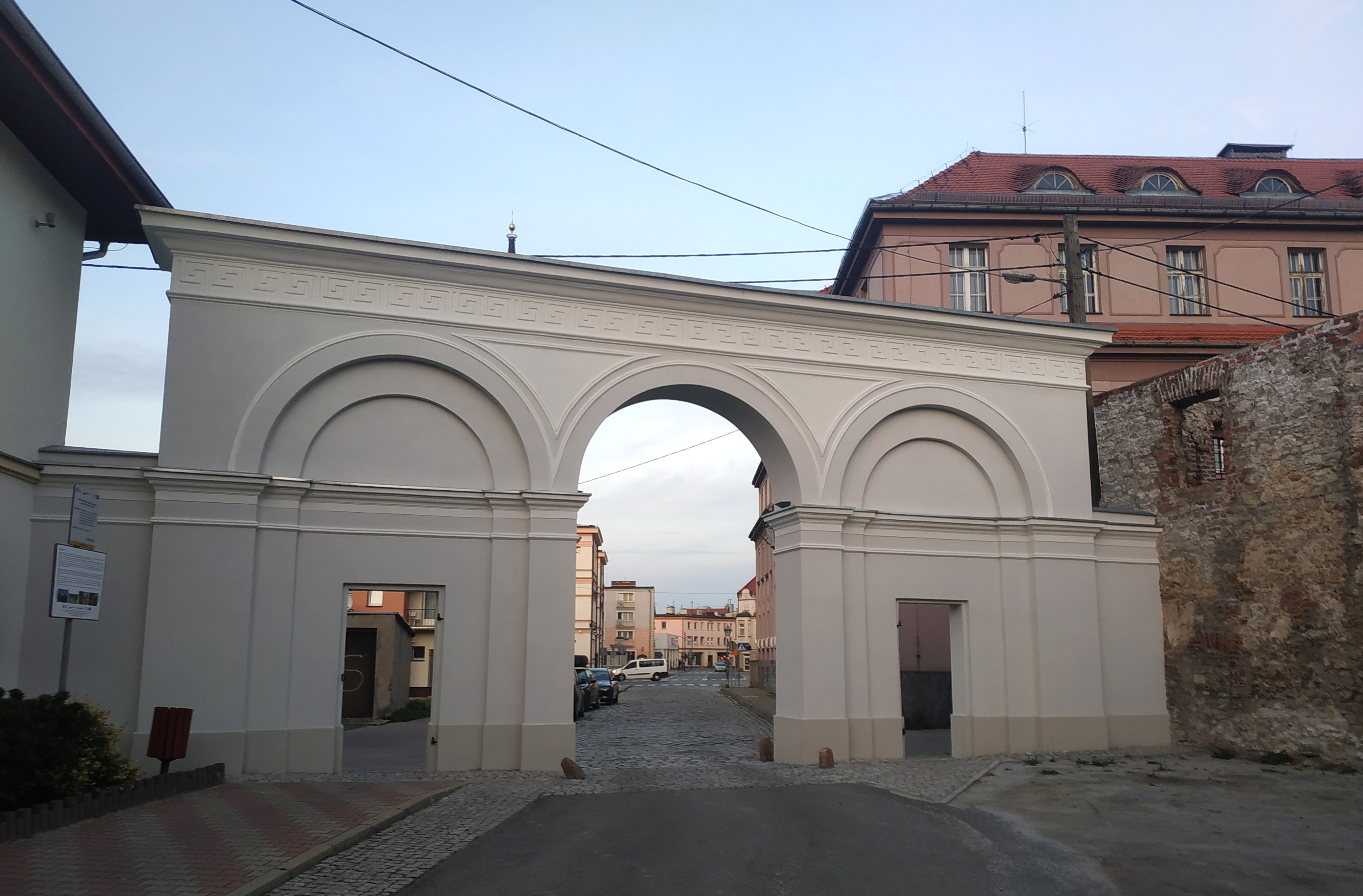
Portão do castelo
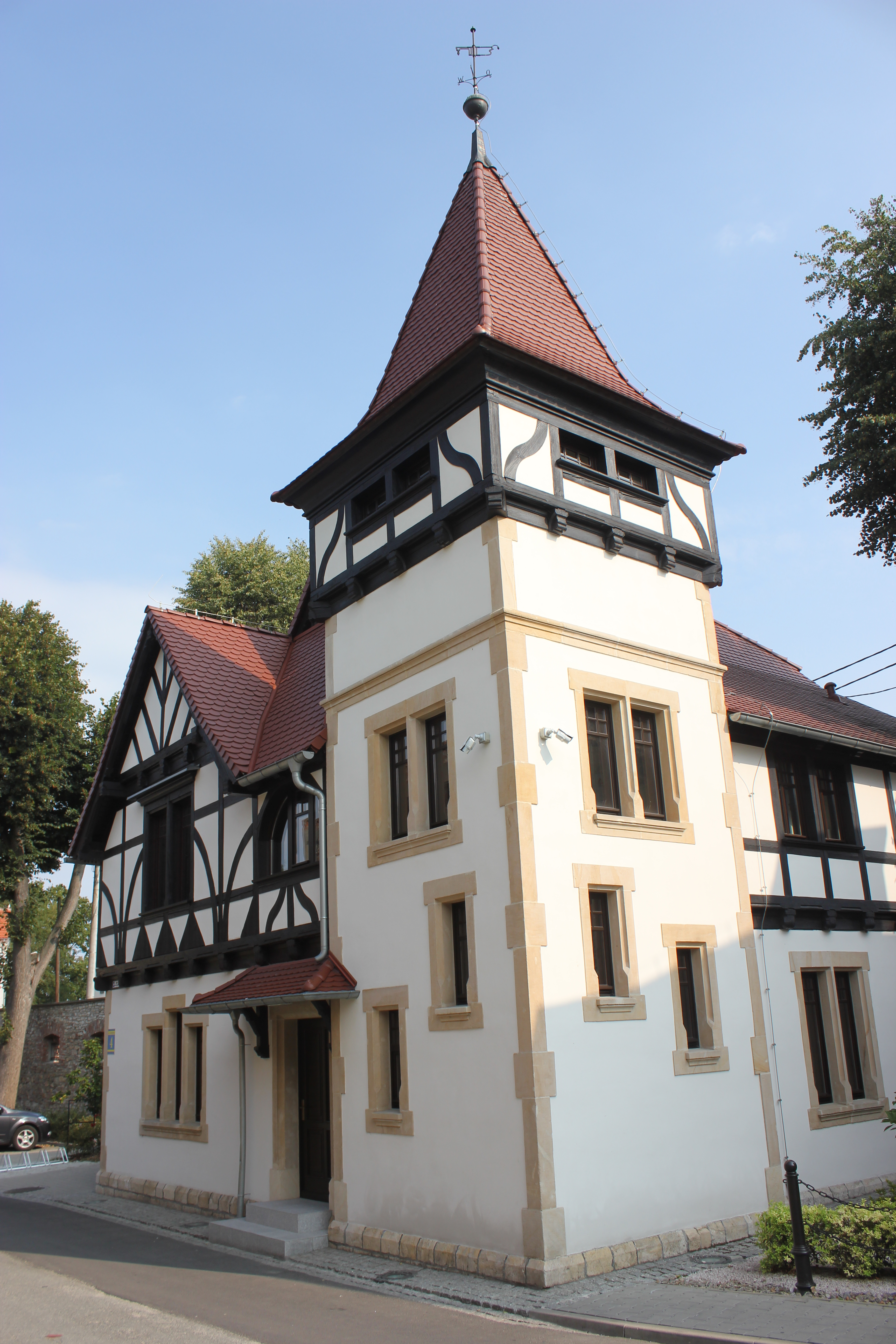
Dependência do castelo
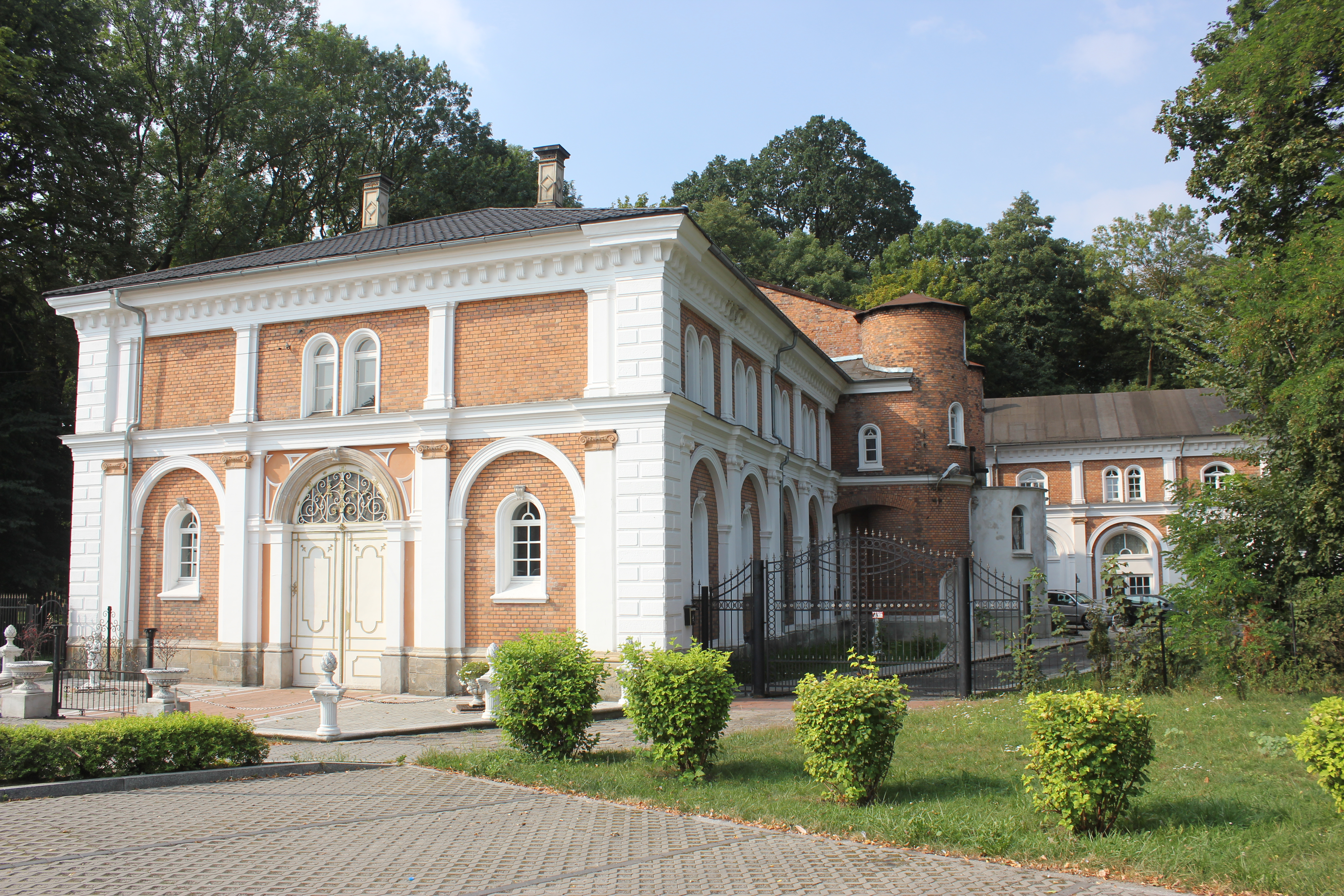
Mastalânia (antigo estábulo)
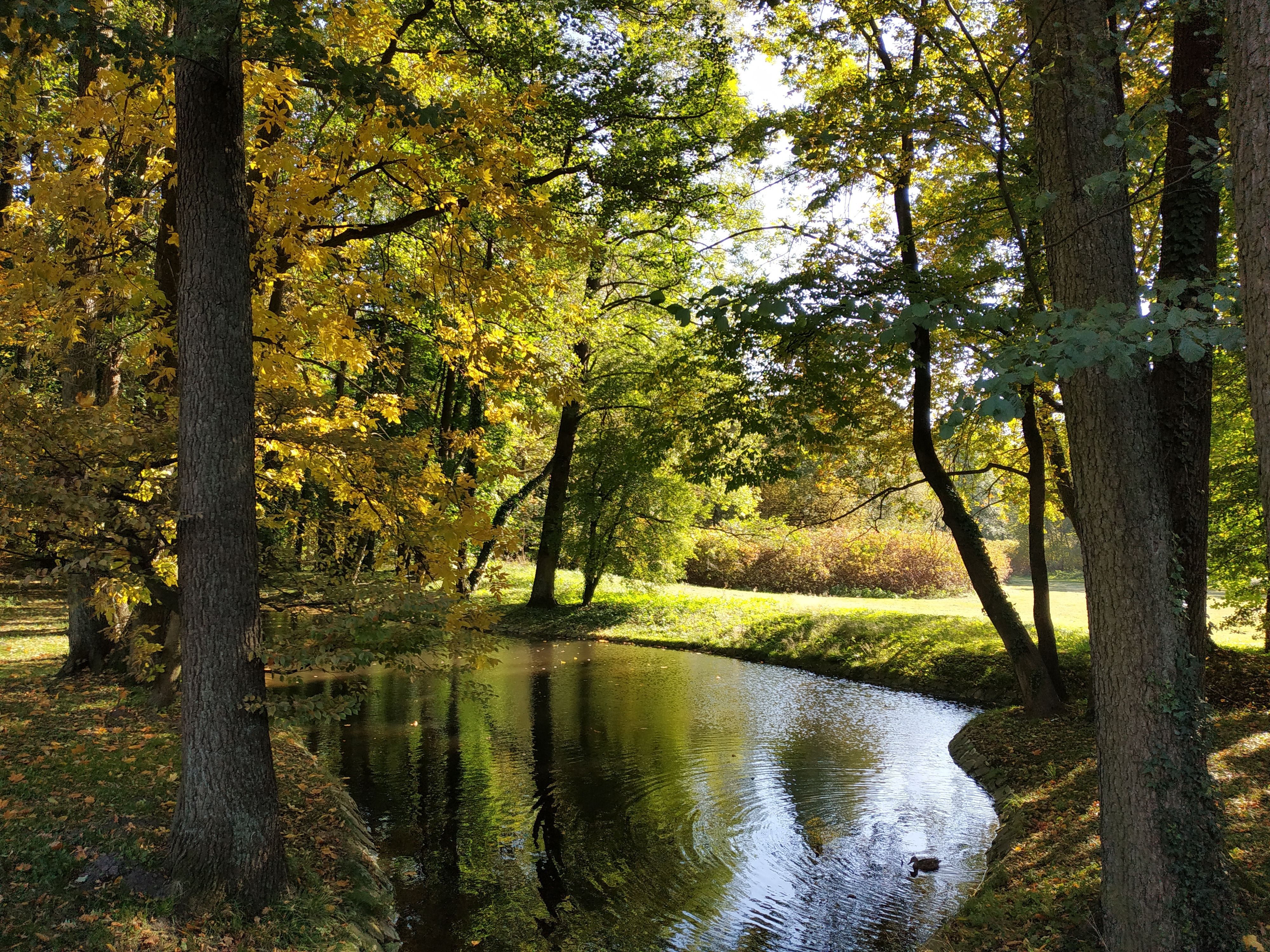
Parque urbano histórico (Parque Renard)
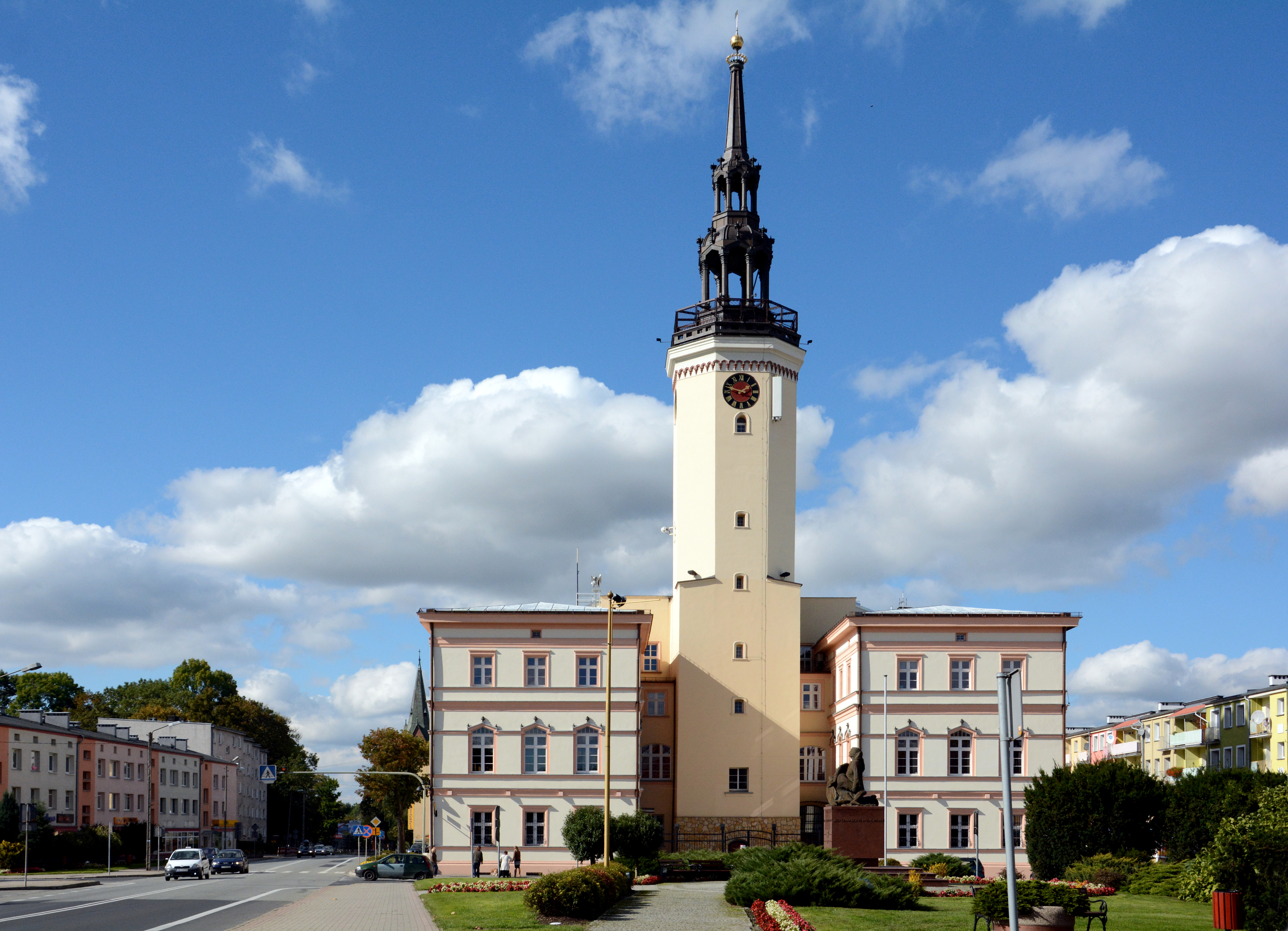
Prefeitura

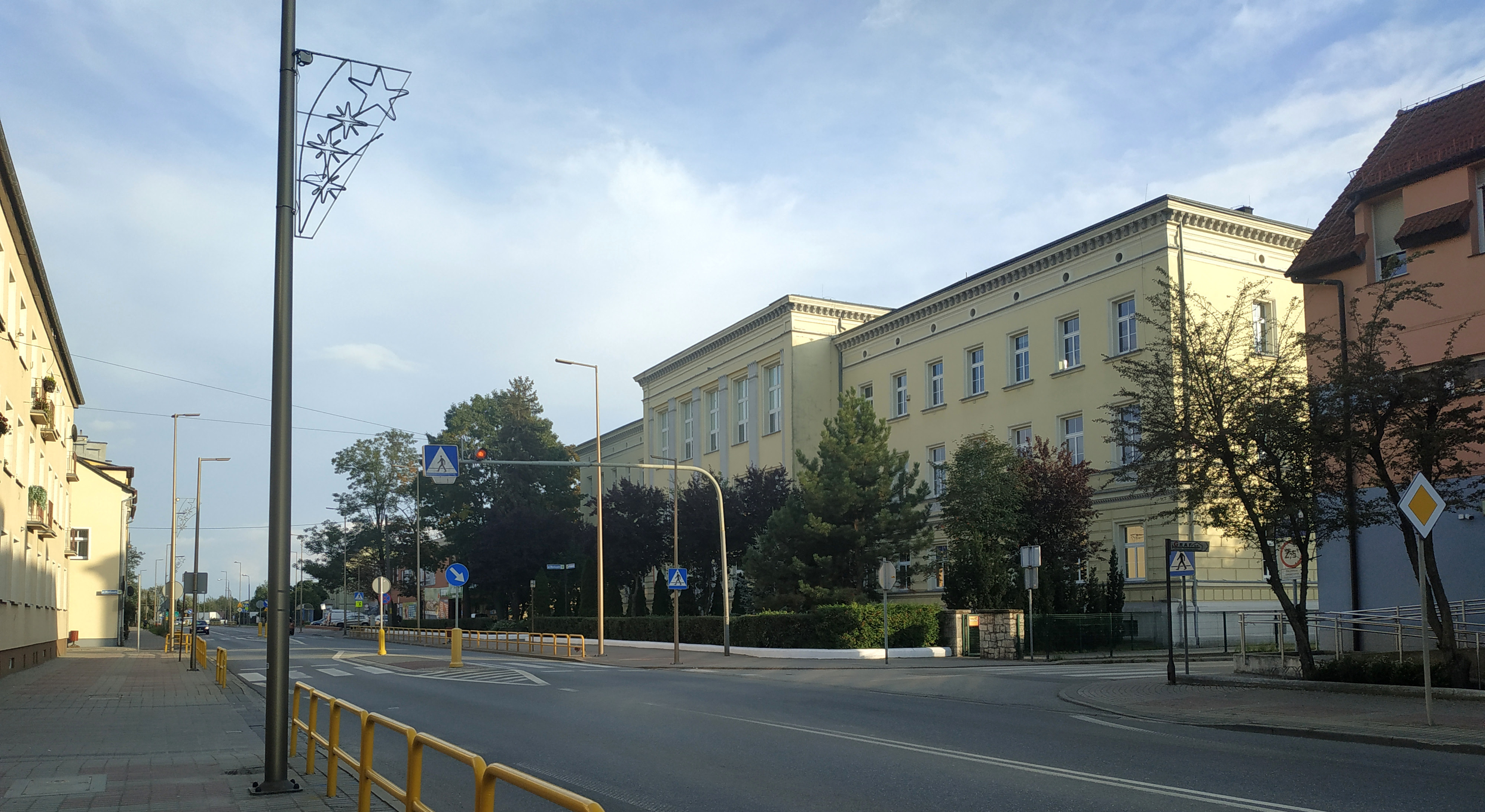
Prédio do ensino médio de 1872

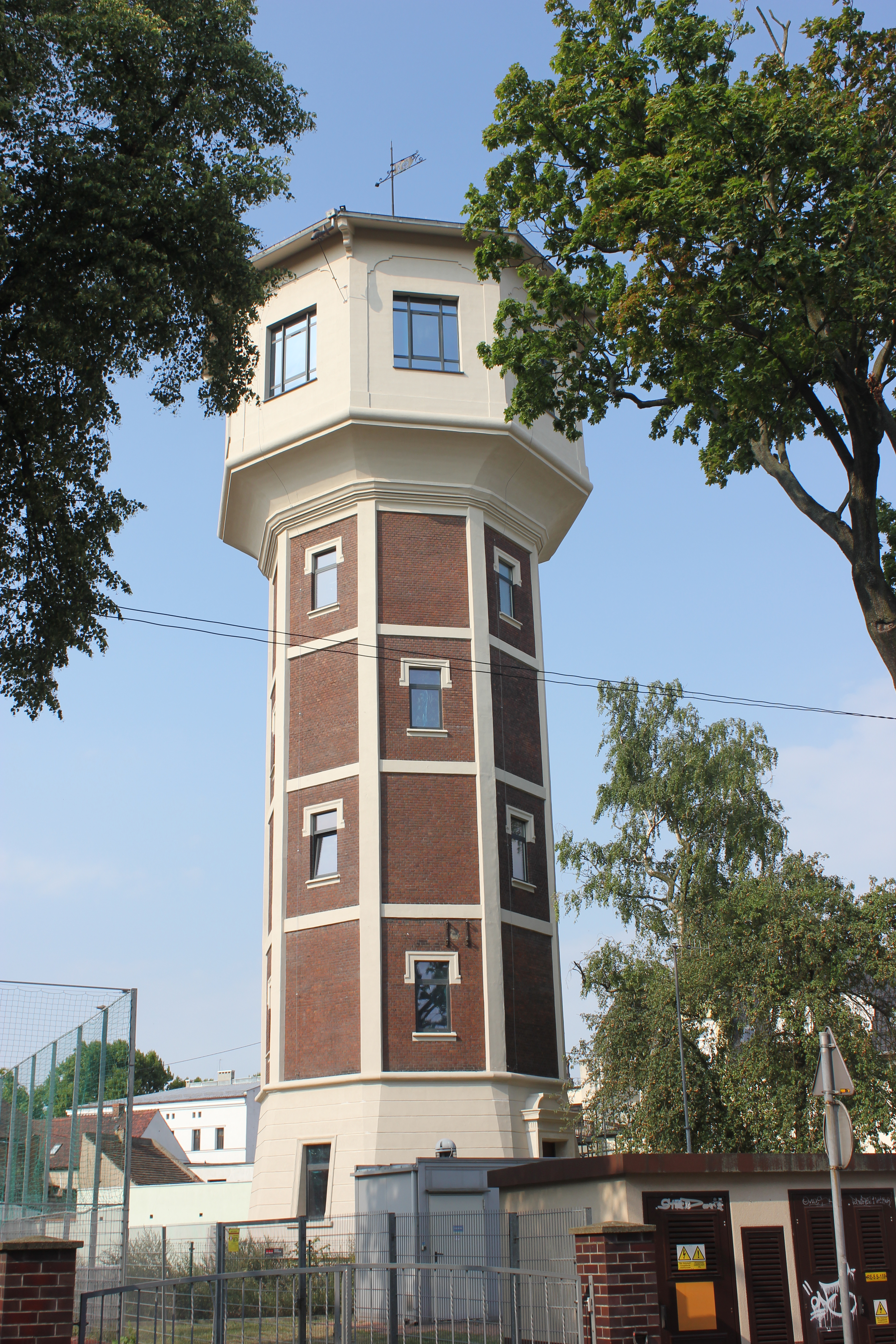
Torre de abastecimento de água de 1906, uma das primeiras edificações desse tipo construídas em tecnologia de concreto armado

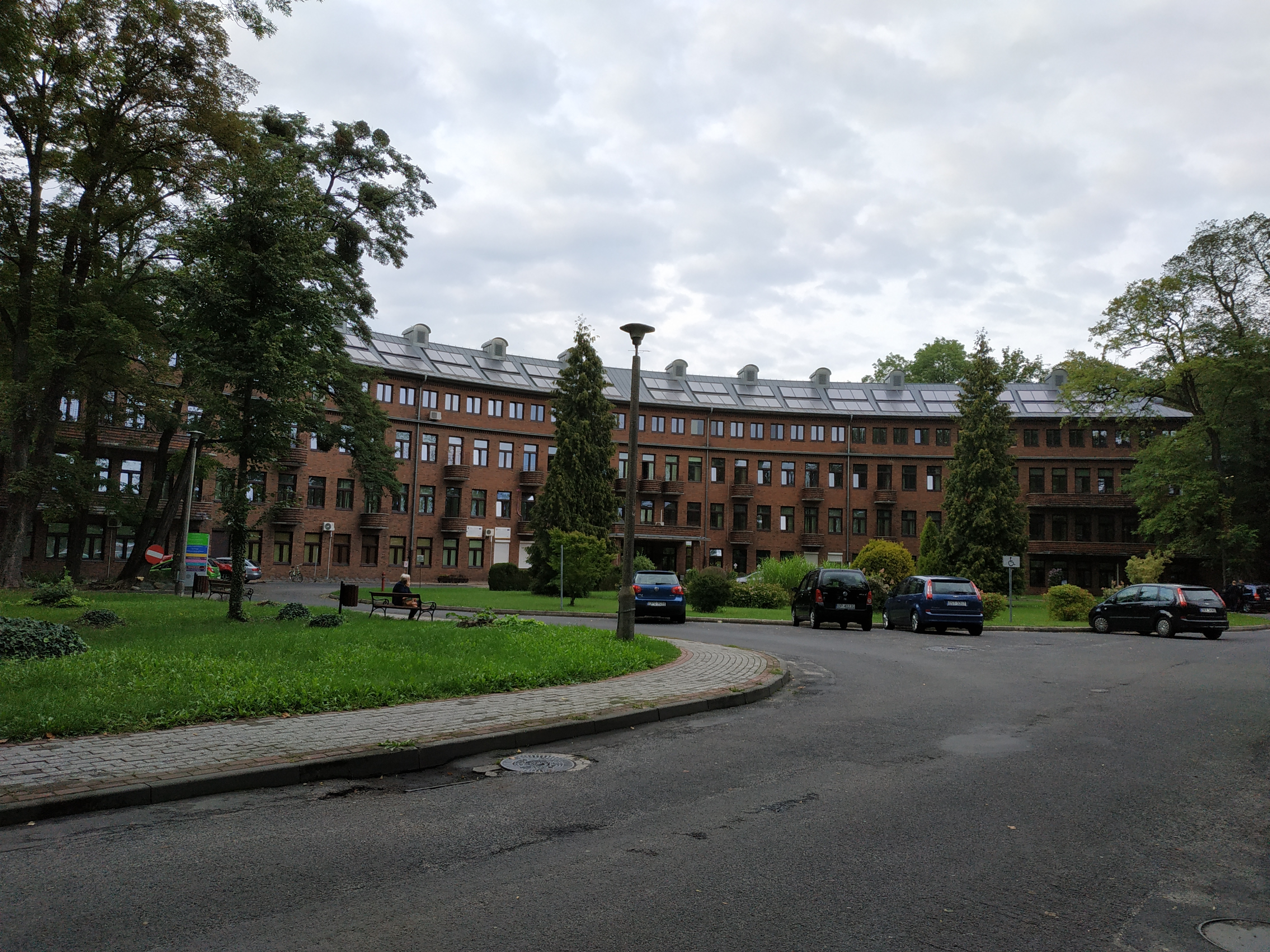
Edifício modernista de tijolos do hospital distrital de 1930

O calcário é um material de construção tradicional na região. A grande disponibilidade de calcário na Terra de Strzelce significava que no passado havia relativamente poucas igrejas de madeira aqui. Em 1687, dos 20 templos da região, apenas 4 eram construídos em madeira. O estilo característico dos edifícios na região de Strzelce Opolskie, especialmente para edifícios agrícolas de grande volume, pressupõe o uso de calcário local quebrado nas paredes e tijolo vermelho para detalhes arquitetônicos.
A atual configuração espacial da cidade foi criada como resultado da fusão de várias unidades de povoamento com planta e origem diferentes. O centro é um layout parcialmente obliterado e modificado de uma cidade medieval com limites delineados por um castelo, uma igreja e antigas muralhas da cidade. A área da cidade original era pequena - a distância entre os portões de Opole e Cracóvia era de 250 m. Além disso, a Strzelce contemporânea inclui, entre outros, a antiga Krakowskie Przedmieście e Lublinieckie com prédios em um layout de rua, assim como as antigas aldeias de: Adamowice (mencionada pela primeira vez em 1235), Suche Łany (1333), Mokre Łany (1333) e Nowa Wieś (1783).
A zona de proteção de conservação tipo “B” inclui:
- Przedmieście Opolskie, Lublinieckie e Krakowskie parcialmente preservadas, com a fronteira ao longo das ruas Krakowska, Marka Prawego e Powstańców Śląskich - existem edifícios urbanos da virada dos séculos XIX e XX com o centro em torno da praça Żeromski;
- A área suburbana da antiga vila de Adamowice ao longo da rua 1 Maja - existem edifícios agrícolas da virada dos séculos XIX e XX com parcelamento histórico;
- A área suburbana da antiga vila de Suche Łany na rua Kozielska - existem edifícios agrícolas da segunda metade do século XIX, viradas do século XIX/XX e início do século XX, com parcelamentos históricos.[111]

## Demografia
Conforme os dados do Escritório Central de Estatística da Polônia (GUS) de 31 de dezembro de 2024, Strzelce Opolskie é uma cidade pequena com uma população de 16 857 habitantes (7.º lugar na voivodia de Opole e 249.º na Polônia), tem uma área de 30,0 km² (5.º lugar na voivodia de Opole e 188.º lugar na Polônia) e uma densidade populacional de 562 hab./km² (18.º lugar na voivodia de Opole e 551.º lugar na Polônia). Nos anos 2002-2024, o número de habitantes diminuiu 18,5%.
Os habitantes de Strzelce Opolskie constituem cerca de 23,77% da população do condado de Strzelce, constituindo 1,81% da população da voivodia de Opole.
| Descrição                         | Total      | Total    | Mulheres   | Mulheres | Homens     | Homens   |
| --------------------------------- | ---------- | -------- | ---------- | -------- | ---------- | -------- |
| unidade                           | habitantes | %        | habitantes | %        | habitantes | %        |
| população                         | 16 857     | 100      | 8 738      | 51,8     | 8 119      | 48,2     |
| superfície                        | 30,0 km²   | 30,0 km² | 30,0 km²   | 30,0 km² | 30,0 km²   | 30,0 km² |
| densidade populacional (hab./km²) | 562        | 562      | 291,1      | 291,1    | 270,9      | 270,9    |

Em Strzelce Opolskie, semelhante à voivodia de Opole, há uma situação demográfica desfavorável - a população está diminuindo sistematicamente, o número de nascimentos está diminuindo e o processo de envelhecimento da sociedade está se aprofundando. O fluxo migratório, principalmente para o exterior, especialmente entre os jovens e pessoas com instrução superior, permanece alto. O saldo das migrações estrangeiras em Strzelce Opolskie nos anos 1976–2014 foi de -4788, o que em relação à população em 2014 (18373) dá um saldo percentual de -26,1%.
Na comuna de Strzelce Opolskie, a população de nacionalidade polonesa é de longe a mais numerosa. Um grupo relativamente grande é a população que declara a nacionalidade alemã, embora seu número tenda a diminuir. A comuna não está listada no “Registro oficial de comunas onde uma língua auxiliar é usada” e nomes de localidades em uma língua minoritária não são permitidos. No entanto, elas estão presentes nas comunas vizinhas pertencentes ao condado de Strzelce.
Há uma porcentagem significativa de nativos da Silésia (nascidos nessas terras antes da Segunda Guerra Mundial ou com tais ancestrais), para quem o sentimento de pertencimento nacional é uma escolha pessoal. Alguns deles declaram a nacionalidade polonesa, alguns se identificam com a nacionalidade alemã e outros ainda reconhecem a existência da nacionalidade silesiana.

## Símbolos
O brasão de Strzelce Opolskie é também o brasão da comuna de Strzelce Opolskie. Do lado esquerdo, sobre fundo azul, apresenta meia águia dourada, e do lado direito, sobre fundo amarelo, um ramo de videira colocado em diagonal. As cores de fundo do brasão, azul e amarelo, também aparecem na bandeira da comuna de Strzelce Opolskie. A bandeira é um pedaço retangular de tecido com proporções laterais de 3:5 na diagonal dividida por uma diagonal. O brasão de Strzelce pode ser colocado no campo triangular amarelo superior da bandeira.
O brasão de Strzelce de 1362 representava metade da águia da Alta Silésia e um galho de lúpulo colocado na diagonal, que então era cultivado nessas terras. No sinete mais antigo da cidade, de 1396, em vez de um raminho de lúpulo, havia um raminho com três folhas - uma de tília e duas em forma de folhas de videira.

## Política

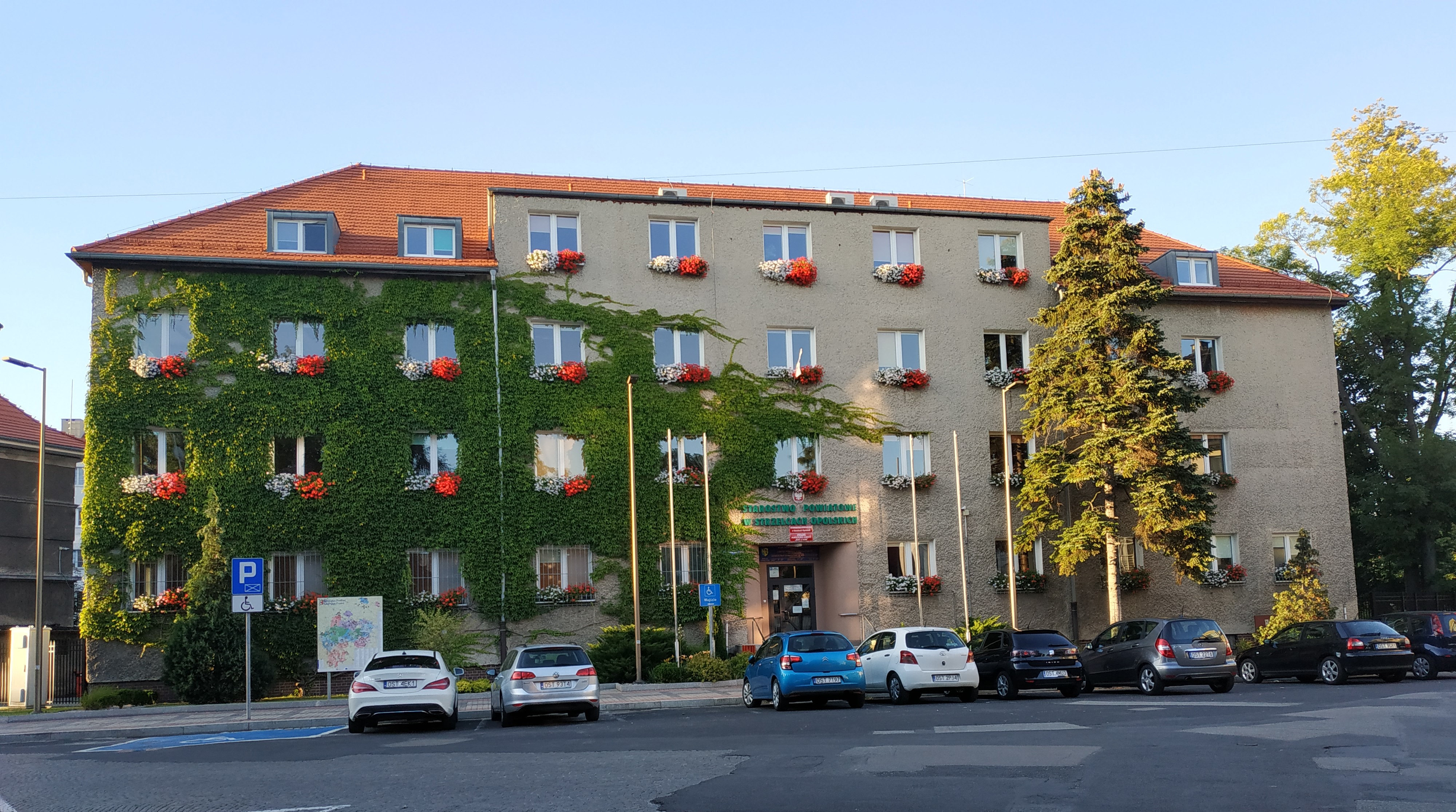
Sede do gabinete do condado

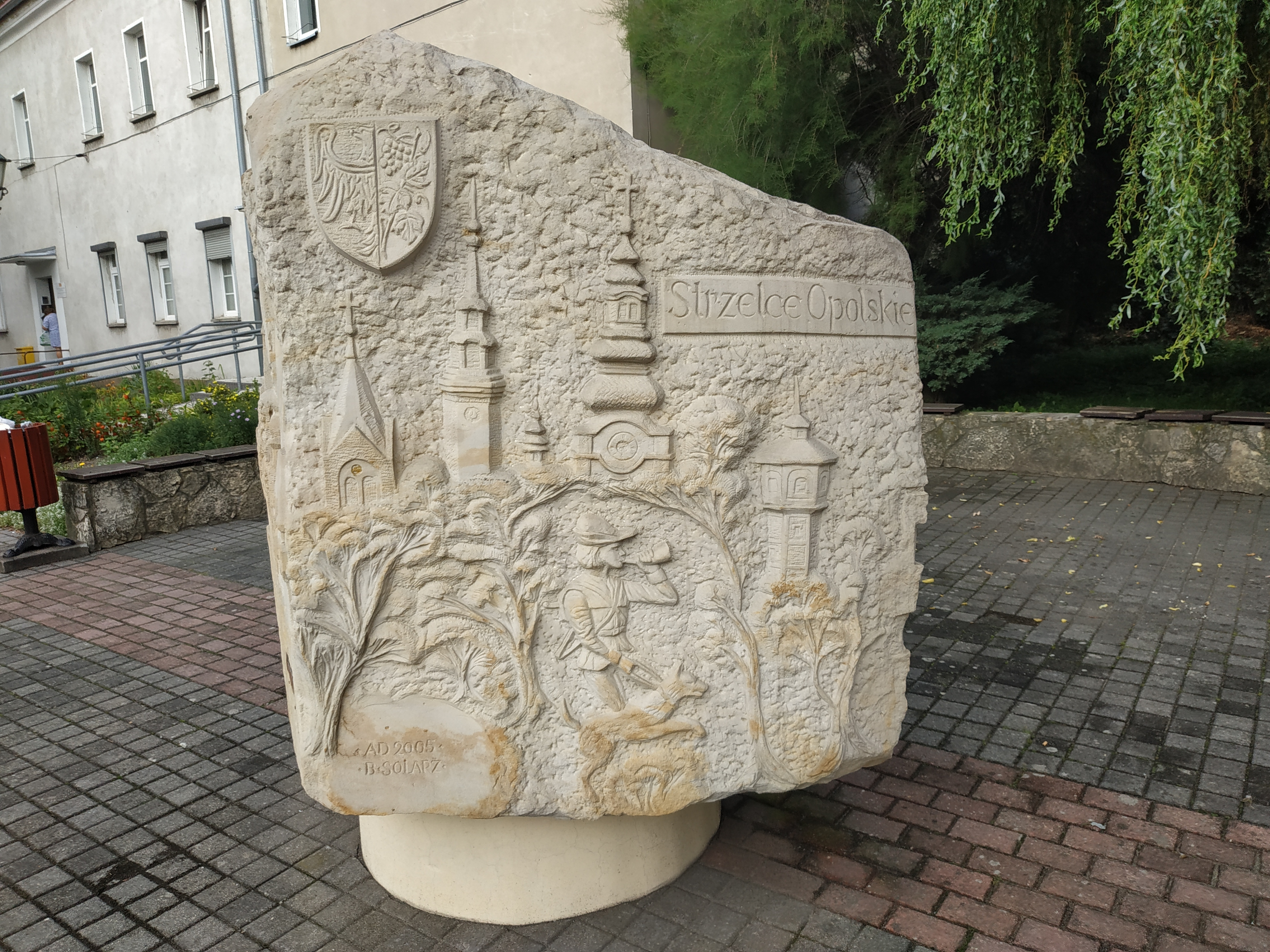
Monumento apresentando as cidades parceiras de Strzelce Opolskie

A cidade de Strzelce Opolskie é a sede das autoridades municipais — a comuna urbano-rural de Strzelce Opolskie, e a sede das autoridades do condado — o condado de Strzelce. Havia 27 conselhos de aldeia na comuna, incluindo 5 conselhos de aldeia municipais: Mokre Łany, Suche Łany, Adamowice, Nowa Wieś e Farska Kolonia. Estas aldeias são partes da cidade.
Desde 1950, Strzelce Opolskie está nas fronteiras da voivodia de Opole, mas eram três unidades administrativas diferentes funcionando nos anos 1950–1975, 1975–1998 e modernas desde 1999.
O prefeito é o órgão executivo da comuna e implementa resoluções do conselho da cidade. A Prefeitura de Strzelce Opolskie é composta por 21 vereadores eleitos em 3 distritos. Os dois primeiros distritos contêm eleitores da cidade. O distrito n.º 3 inclui eleitores de áreas rurais (de conselhos de aldeia fora da cidade de Strzelce Opolskie) sendo representado por 8 vereadores. Nas eleições para o Conselho do condado de Strzelce, os eleitores de Strzelce Opolskie votam no círculo eleitoral n.º 1, abrangendo a cidade e a comuna de Strzelce Opolskie e a comuna de Izbicko. Este eleitorado tem 9 cadeiras em 19. Nas eleições para o Sejmik da voivodia de Opole, a cidade pertence ao distrito n.º 3 (incluindo os condados de  Strzelecki e Kędzierzyn-Kozielski).
Nas eleições para o Sejm da República da Polônia, Strzelce Opolskie pertence ao círculo eleitoral n.º 21 (cobrindo a voivodia de Opole). Nas eleições para o Senado da República da Polônia, a cidade pertence ao distrito n.º 53 (incluindo, entre outros, o condado de Strzelecki). Nas eleições para o Parlamento Europeu, Strzelce pertence ao círculo eleitoral n.º 12 (cobrindo as voivodias de Opole e Baixa Silésia).
Desde 12 de junho de 1998, Strzelce Opolskie é membro da Nova Hansa.

## História da economia

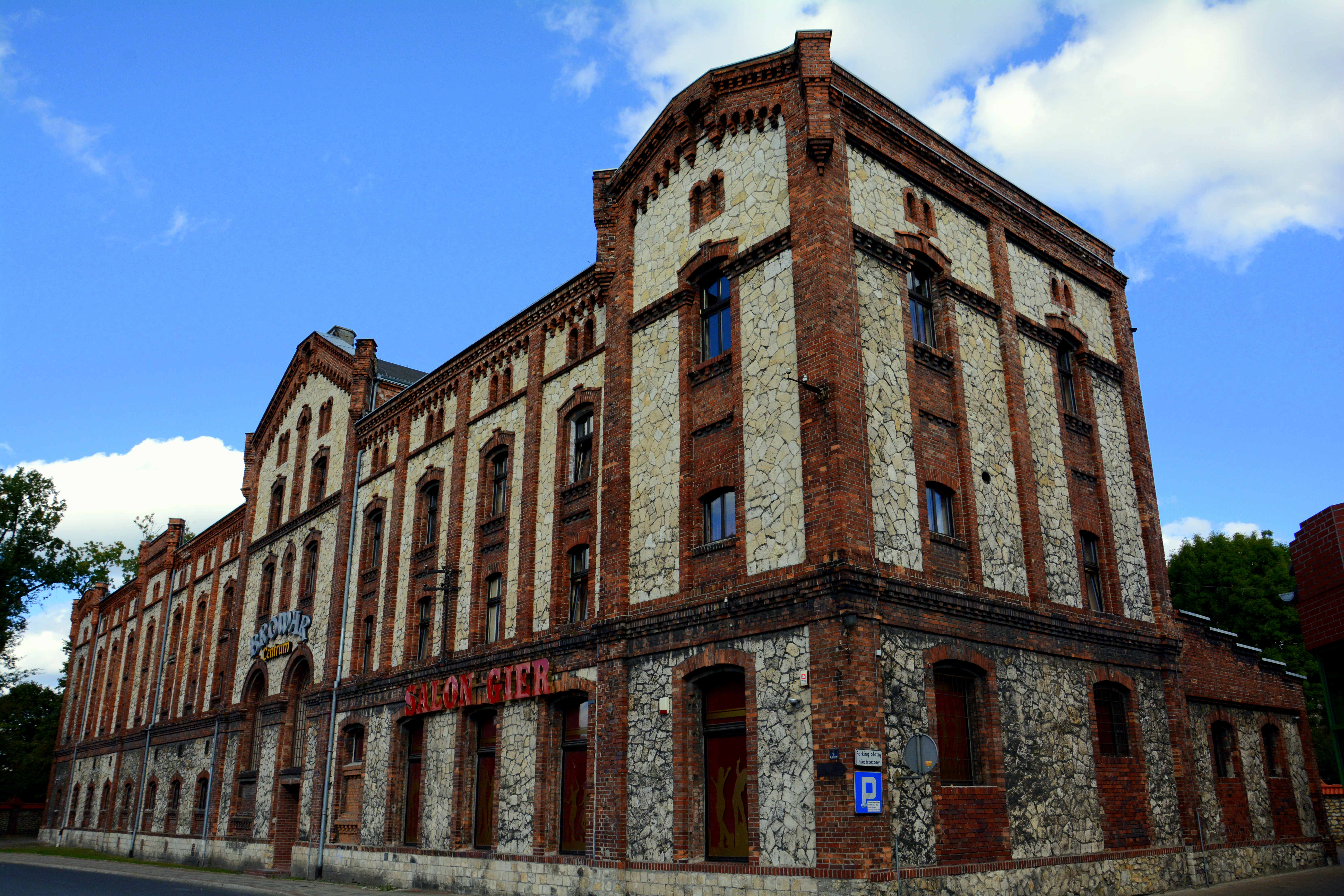
Cervejaria (século XIX)

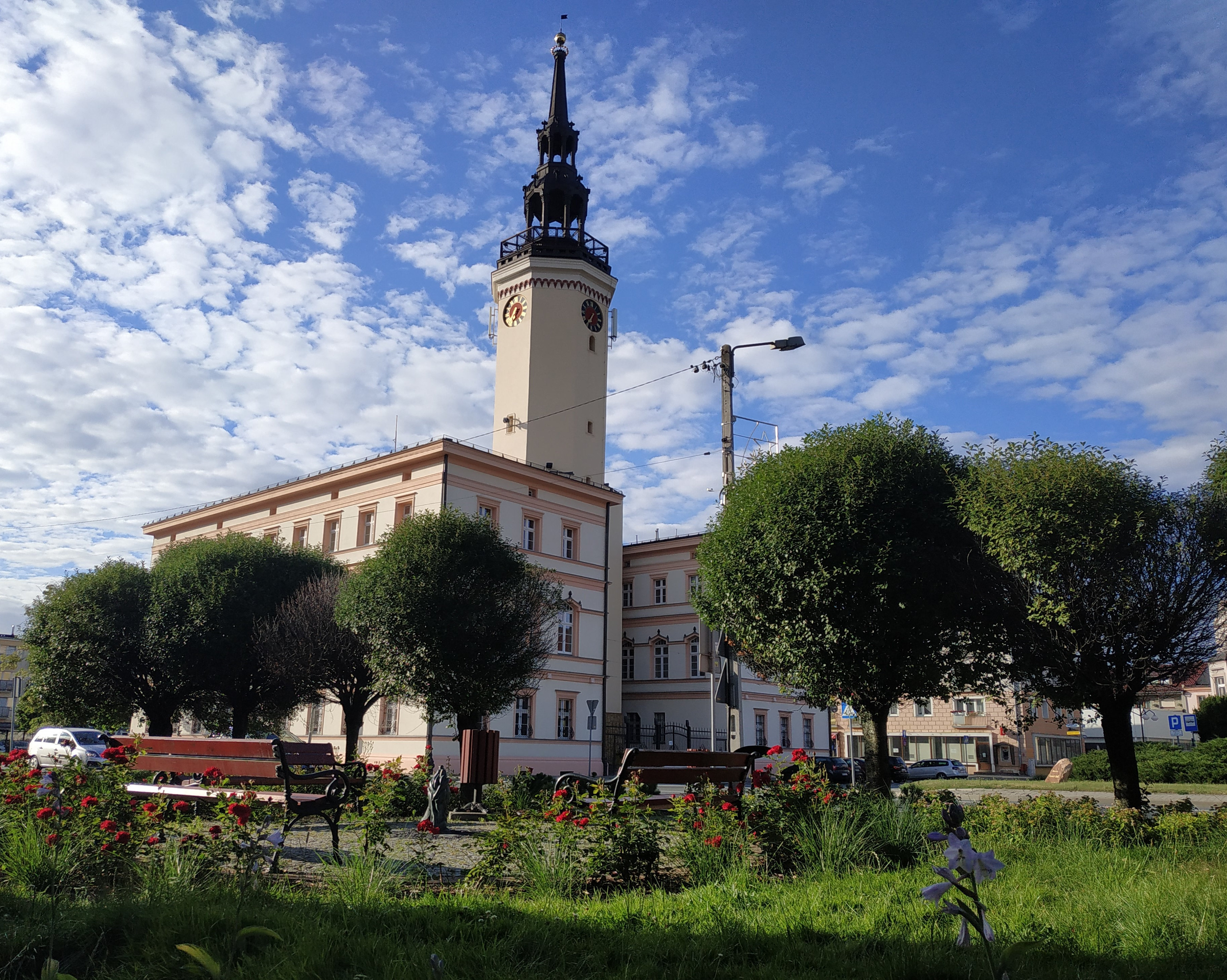
Escultura de sapato em frente à prefeitura em homenagem ao sapateiro Gabor, fundador de uma empresa internacional de calçados

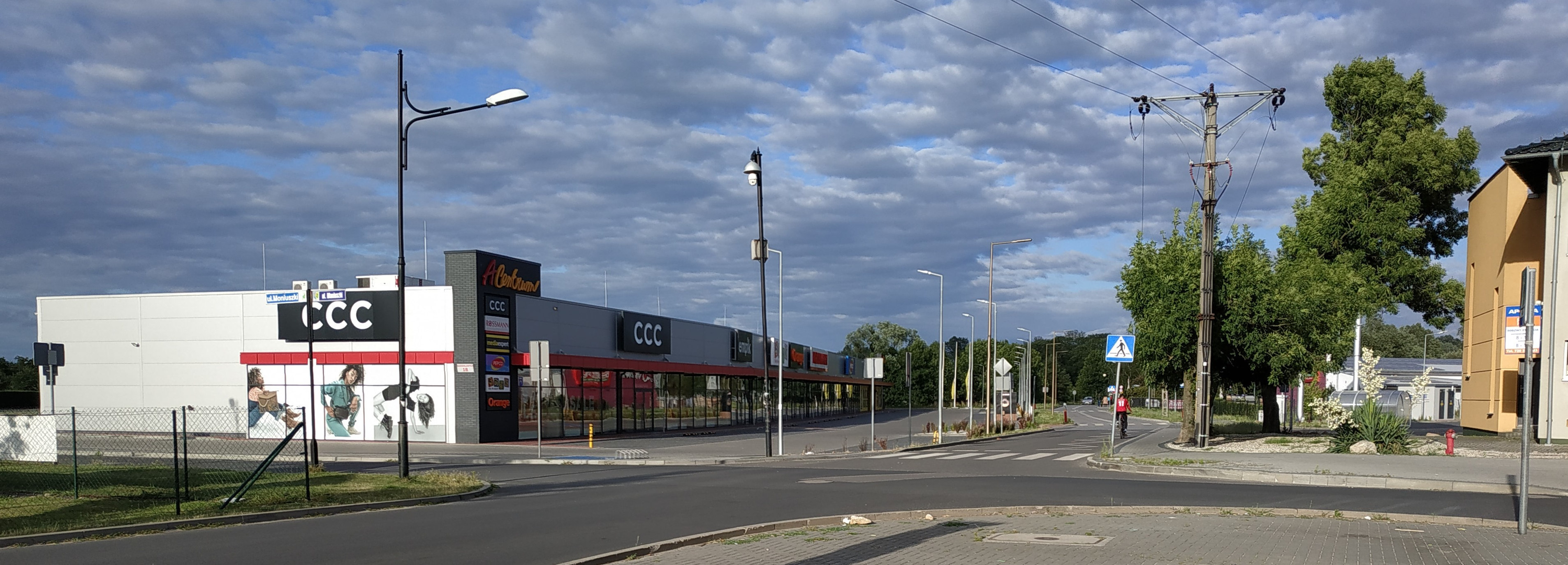
Centro de compras “A Centrum”

Na segunda metade do século XIX, a indústria desenvolveu-se intensamente em Strzelce Opolskie. Naquela época, havia cervejarias e fábricas de charutos, meias, papel para telhados, máquinas, cimento com a indústria de cal. As duas empresas de tipo capitalista mais antigas da cidade são a fábrica de gás (1865) e a fábrica de máquinas agrícolas, fundição de ferro e a serraria dos irmãos Prankel (empresa fundada em 1869). O renascimento econômico também foi relacionado à abertura da linha ferroviária Opole-Bytom em 1880. Novos edifícios públicos foram construídos e a infraestrutura municipal foi desenvolvida.
Com o desenvolvimento da indústria, o número de artesãos diminuiu. A cidade tinha 2 122 habitantes em 1845, 5 779 em 1900. Em 1933, o número de habitantes era de 11 000, mas esse aumento deveu-se principalmente à expansão territorial da cidade.
Em 1945, o exército soviético saqueou e destruiu edifícios industriais, econômicos, residenciais e instituições públicas. Os soviéticos desmantelaram e retiraram o equipamento tanto das grandes fábricas quanto das pequenas oficinas artesanais. Havia um regulamento segundo o qual todos os objetos poderiam ser tratados como troféus de guerra antes da opinião da administração polonesa.
Nos anos do pós-guerra, a indústria foi reconstruída na região de Strzelce, a força de trabalho migrou para as cidades e o emprego na agricultura diminuiu. As fábricas mais importantes em Strzelce Opolskie durante os tempos da República Popular da Polônia eram:
- Fábrica de equipamentos agrícolas “Agromet”. Inaugurada oficialmente em 1948 no lugar da quase totalmente destruída fábrica dos irmãos Prankel; antes de 1973 era chamada “Pionier”;[141]
- Fábricas da indústria de cal.[138] A mineração de calcário e a queima de cal nas terras de Strzelce ocorrem há cerca de 500 anos,[142] e a história da fábrica de Strzelce remonta à segunda metade do século XIX.[137] A fábrica de cimento[138] construída em 1972–1977[143] foi de grande importância.

Em 1960, os locais de trabalho em Strzelce criaram uma cooperativa habitacional, que originalmente pretendia construir 7 blocos de lajes de concreto pré-fabricadas para melhorar as condições de vida dos funcionários. Em última análise, durante o período até a década de 1990, várias dezenas deles foram construídos.

## Modernidade
O condado de Strzelce, em comparação com outros condados da voivodia de Opole, é um dos mais industrializados e com a menor porcentagem de pessoas trabalhando na agricultura. No início da transformação, a cidade de Strzelce Opolskie tinha um caráter industrial e de serviços, mas depois de 1990 transformou-se gradualmente em um centro com dominante caráter de serviço. Segundo dados de 2017, no setor agrícola, havia 60 entidades cadastradas no REGON na comuna de Strzelce Opolskie, das quais 16 estavam localizadas na própria cidade. O setor agrícola na cidade é dominado pela agricultura e pecuária (13 entidades em 16 em 2017). O setor industrial é fortemente dominado pela manufatura. O setor de serviços é dominado pela seção G — atividade comercial, especialmente comércio varejista. Há uma tendência de desenvolvimento no caso da indústria e uma regressão na atividade agrícola.
Em Strzelce, estão localizadas a área da Zona Econômica Especial de Katowice e a Área Econômica de Strzelce, abrangendo as áreas da antiga fábrica de máquinas agrícolas. Além disso, o vasto Parque Industrial Strzelecki com uma área total de aproximadamente 500 hectares fica ao lado da cidade, adjacente à zona econômica na comuna de Ujazd. Outra área de investimento está localizada na rua Dziewkowicka.
Os maiores empregadores da cidade incluem fábricas que produzem feixes de cabos, produtos à base de madeira, produtos químicos domésticos, construções metálicas e elementos plásticos.  Em 2021, a taxa de desemprego no condado de Strzelce foi de 4,2% e foi inferior ao valor médio da voivodia de Opole (6,0%) e da Polônia (5,4%).

## Infraestrutura social e serviços administrativos

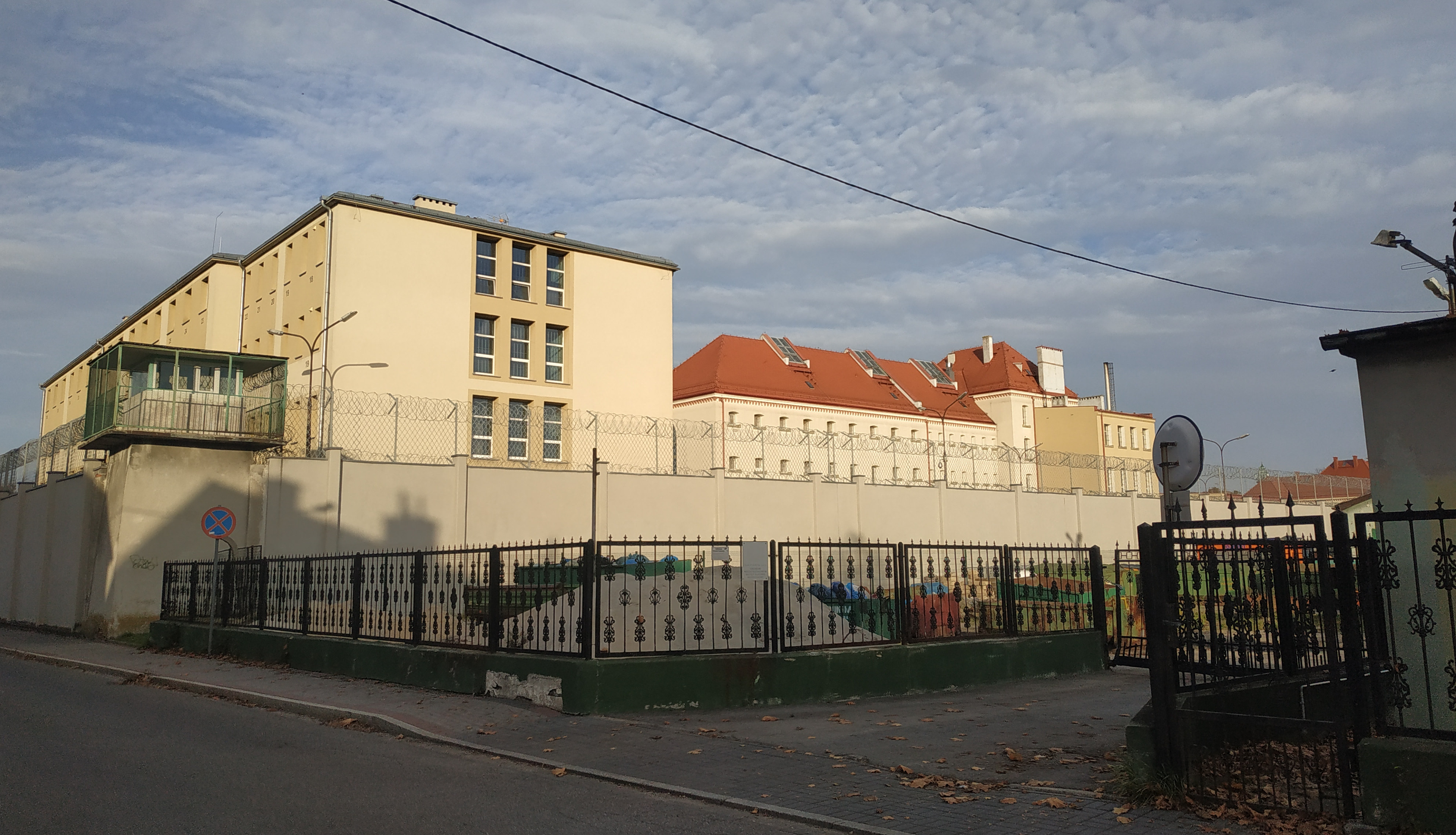
Penitenciária n.º 2

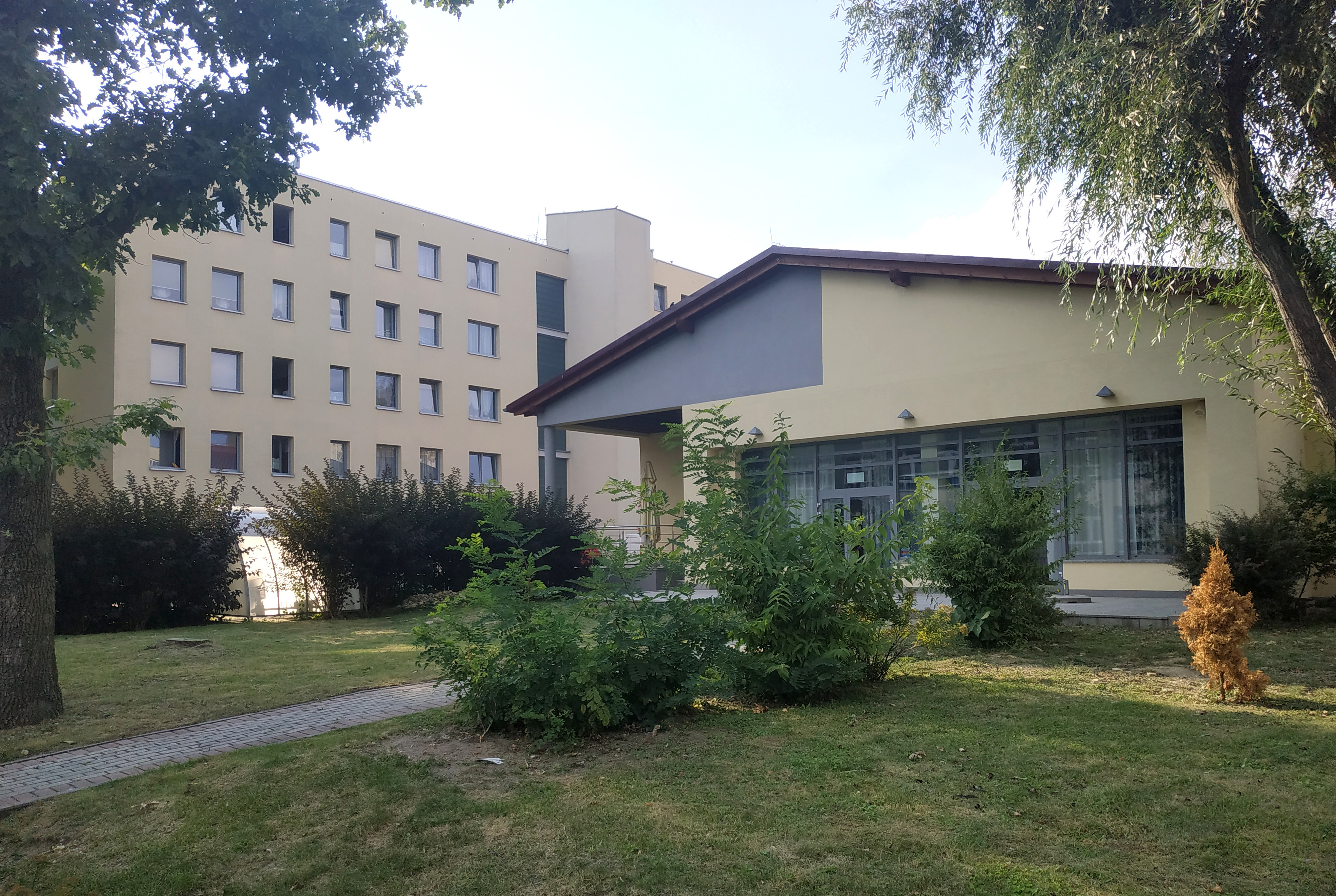
Sede da Cooperativa Social de Tiro e a cantina

A sede das seguintes instituições está localizada em Strzelce Opolskie: Secretaria Municipal, Secretaria Distrital, Tribunal Distrital, Ministério Público Distrital, Inspeção Florestal de Strzelce Opolskie, Instituição de Seguro Social, KRUS, Administração Fiscal, Inspeção Distrital de Supervisão de Obras, Inspetor Veterinário Distrital, Inspetor Sanitário Distrital e a Estação Epidemiológica, o Gabinete do Trabalho do condado, um ramo da Agência para a Reestruturação e Modernização da Agricultura, uma unidade do Corpo de Bombeiros do Estado e a Sede da Polícia do condado.  Há também dois presídios na cidade, o que é um traço característico.
Várias tarefas confiadas à comuna são realizadas, por exemplo, pelo Conselho de Gestão dos Bens Comunais (GZMK), pelo Departamento de Serviços da Unidade de Gestão Comunitária (GZOJ), pelo Centro de Ação Social (OPS), pela Empresa Municipal e de Serviços de Habitação Spółka z o.o. (PUKiM), Companhia de Água e Esgotos (SWiK), Casa de Autoajuda Comunitária, Cooperativa Social de Strzelce Opolskie.
Toda a população da cidade tem acesso à rede pública de abastecimento de água, e 89% (desde 2018) tem acesso à rede de esgoto sanitário. O esgoto é lançado em uma estação de tratamento de esgoto biológico localizada na cidade. O Ponto de Coleta Seletiva de Resíduos que atende a cidade e a comuna está localizado em Szymiszów. A transmissão e distribuição de eletricidade é organizada por uma operadora — Tauron Dystrybucja S.A. com filial em Opole. O sistema de fornecimento de aquecimento centralizado baseia-se numa central de aquecimento propriedade da ECO S.A. localizado na cidade na rua Strzelców Bytom. O proprietário da rede é a Energetyka Cieplna Opolszczyzny S.A. baseada em Opole. Quase toda a área da cidade está ao alcance das redes de distribuição de gás. Sua operadora é Polska Spółka Gazownictwa sp. z o.o.

## Transportes

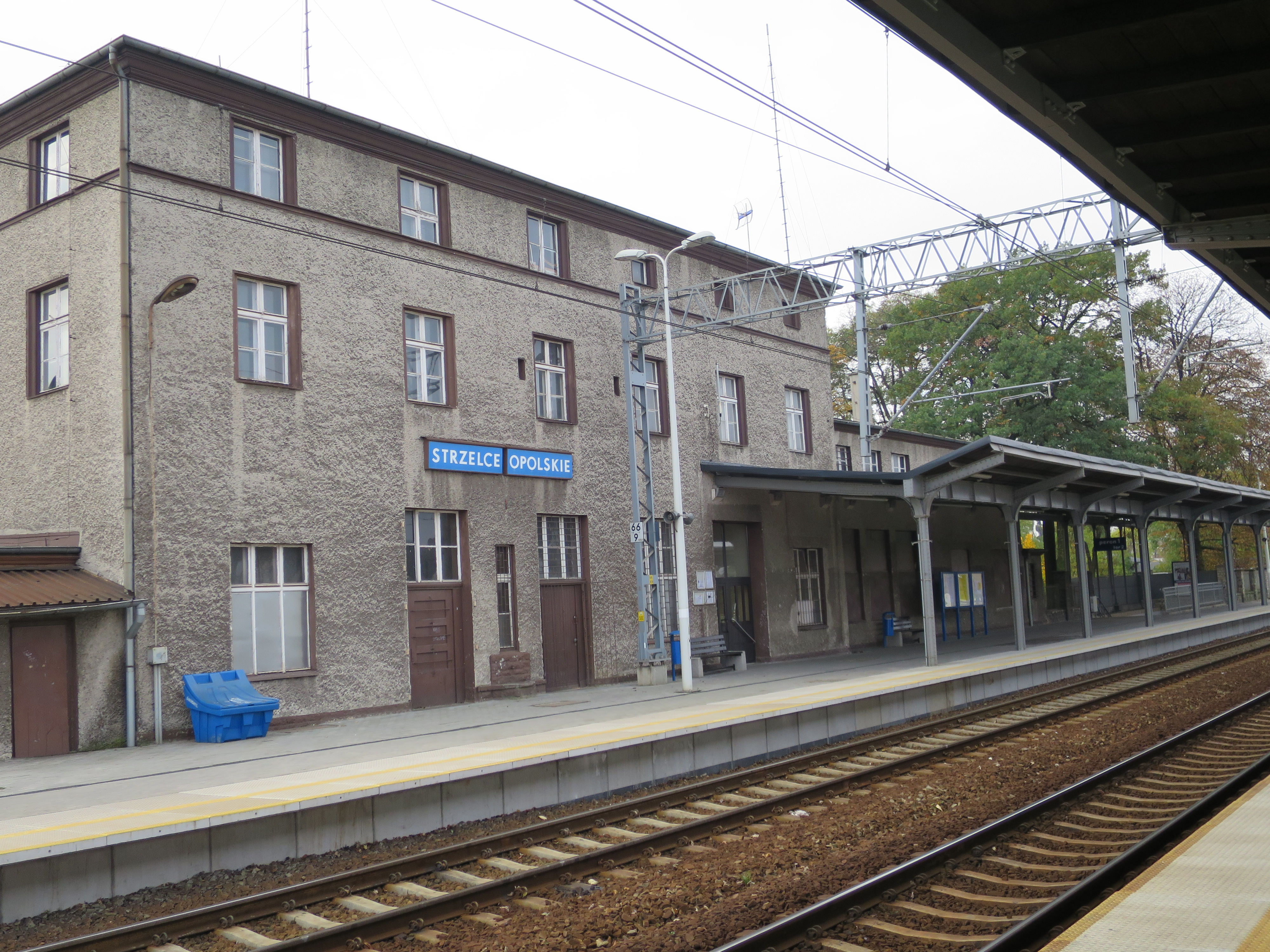
Estação ferroviária em Strzelce Opolskie

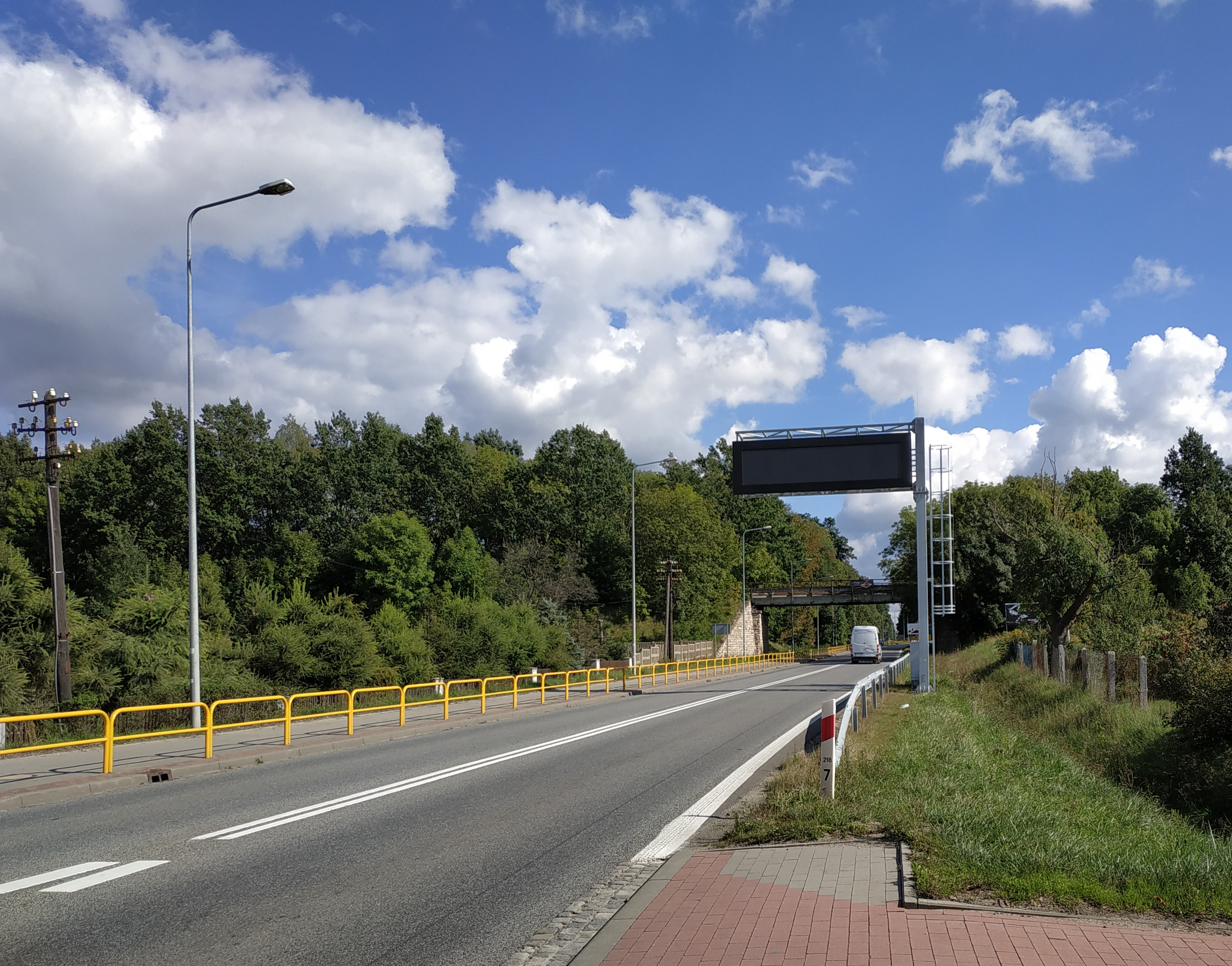
Estrada nacional n.º 94 da cidade junto à rotatória que a liga à estrada nacional n.º 88. São também visíveis as infraestruturas relacionadas com a linha ferroviária fechada n.º 175

As seguintes estradas nacionais passam por Strzelce Opolskie:
- Strzelce Opolskie — trevo Strzelce Opolskie — trevo Kleszczów — Gliwice — Bytom
- Bolesławiec — Krzywa — Chojnów — Legnica — Prochowice — Breslávia — Brzeg — Opole — Strzelce Opolskie — Toszek — Pyskowice — Bytom — Będzin — Sosnowiec — Dąbrowa Górnicza — Olkusz — ... — Tarnów — Rzeszów — Jarosław — Radymno — estrada 1698R

A rede é complementada por estradas da voivodia:
- Dębina – Strzelce Opolskie
- Zawadzkie – Sławięcice

A artéria próxima mais importante no sistema de transporte rodoviário é a autoestrada A4. Strzelce Opolskie está conectada a ela pela junção Kędzierzyn-Koźle (Olszowa), alcançada pela estrada provincial n.º 426, e pela junção Strzelce Opolskie (Nogowczyce), alcançada pela estrada nacional n.º 88.
A estrada nacional n.º 94 corre paralela à autoestrada A4 e é uma rota alternativa gratuita a ela. É o principal eixo de comunicação da cidade com tráfego intenso. Na área da cidade, na estrada n.º 94, o tráfego de trânsito, o tráfego para entroncamentos de autoestrada e o tráfego intra-urbano se sobrepõem. No caso de dificuldades frequentes na autoestrada (o trecho Góra św. Anny - Wysoka é um dos trechos mais conflituosos desta estrada), ocorre os congestionamentos. Portanto, postula-se a construção de um anel viário sul, sendo adicionalmente essencial para o desenvolvimento espacial da cidade.
O transporte público é feito principalmente por trem (linha 132) e transporte de ônibus operado pela PKS Strzelce Opolskie e transportadoras privadas.
Há um ponto de pouso para helicópteros de resgate na cidade. O aeroporto internacional mais próximo é o Katowice-Pyrzowice (cerca de 60 km de distância). No entanto, não há infraestrutura relacionada ao transporte aquaviário.
A principal linha ferroviária n.º 132 passa por Strzelce Opolskie, de Bytom — Strzelce Opolskie — Opole — Breslávia, que faz parte do corredor transeuropeu de transporte RTE-T, parte da rota E 30 (CE-30). Esta linha está na lista de linhas ferroviárias de importância nacional, é coberta pelo acordo AGTC, enquanto no trecho que passa por Strzelce não é coberto pelo acordo AGC. Segundo dados de 2017, a troca diária de passageiros na estação Strzelce Opolskie está na faixa de 700–999.
Uma linha ferroviária de primeira classe n.º 175 passa por Strzelce, de Kędzierzyn-Koźle (Kłodnica) a Strzelce Opolskie — Fosowskie — Kluczbork. Em 2000, foi fechada para o tráfego de passageiros, alguns anos depois a tração elétrica foi liquidada e em 2007 foi retirada dos registros do PLK. Em 2016, o trecho de Strzelce em direção a Rozmierki foi reativado para o tráfego de carga para a indústria. Além disso, esta linha na comuna foi praticamente desmantelada e a infraestrutura que a acompanha foi bastante degradada.

## Cultura

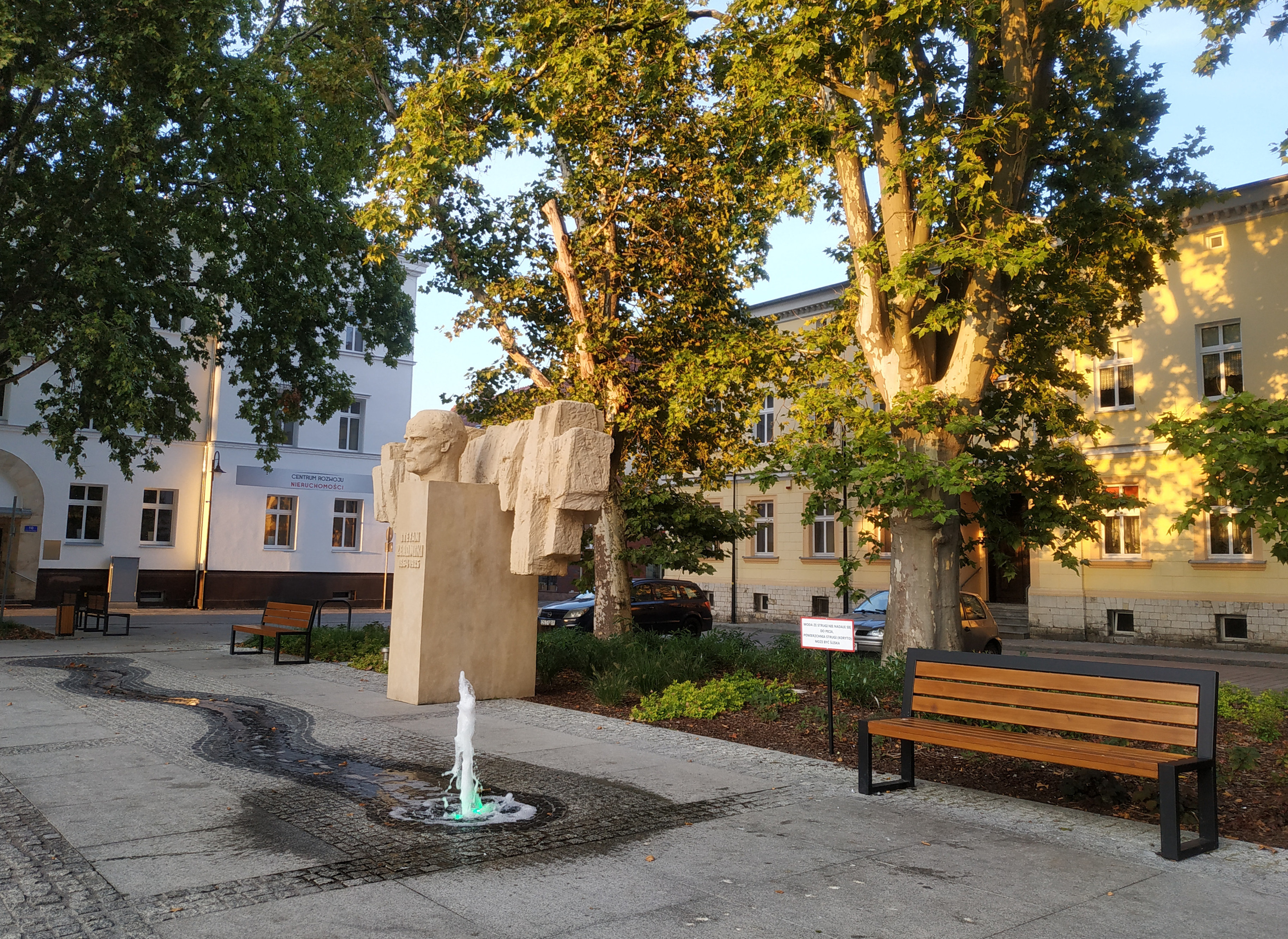
Monumento a Stefan Żeromski do início dos anos 1960, localizado na praça com o seu nome

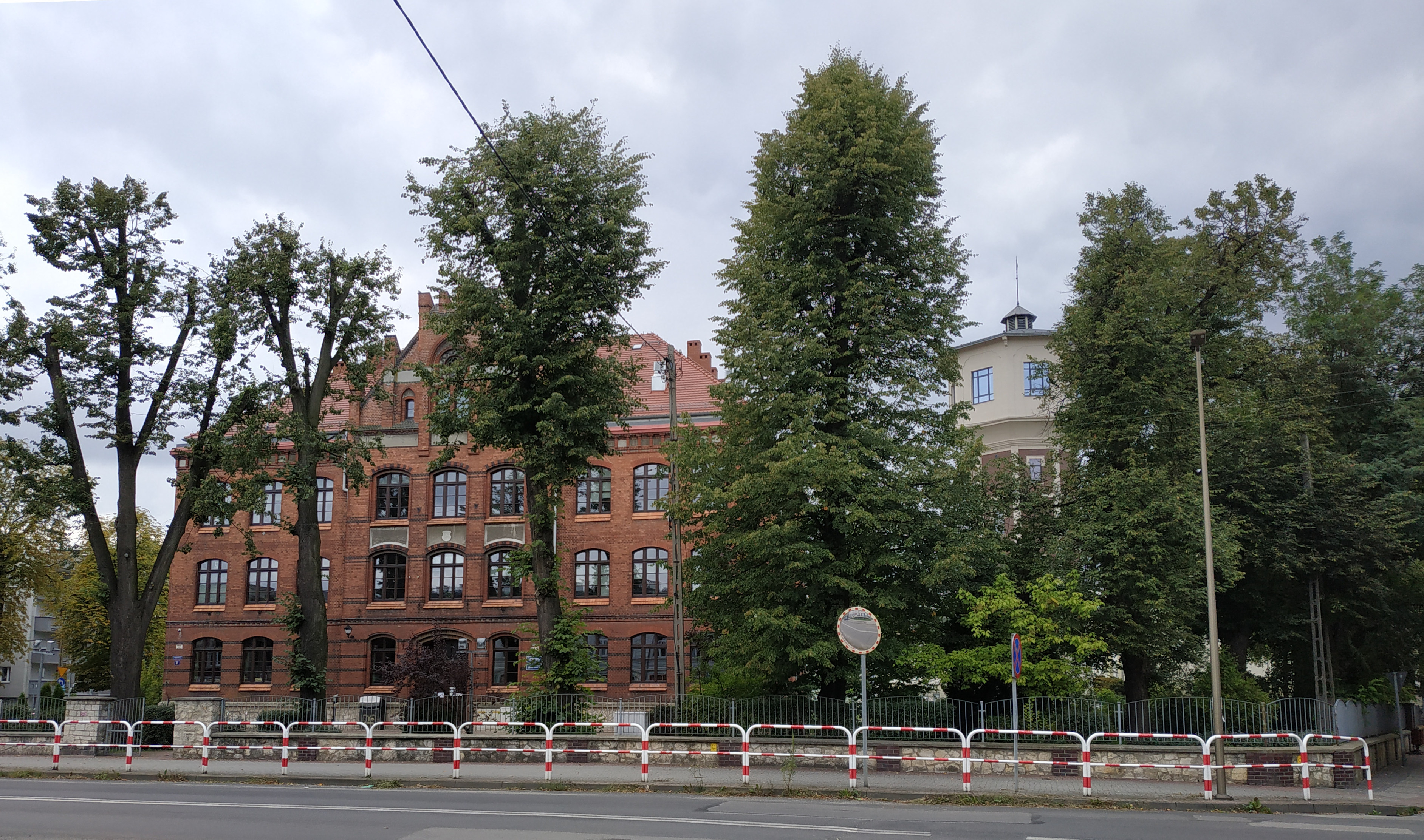
Biblioteca Pública Municipal e Comunitária; edifício de 1898

O Centro Cultural de Strzelce (SOK) opera na cidade, atuando no campo da proteção do patrimônio cultural e na formação do ambiente cultural. Está subordinado à Biblioteca Pública Municipal e Comunal Powstańców Śląskich com seis filiais na comuna, incluindo uma no conjunto habitacional Piastów Śląskich na cidade. A SOK também administra 18 centros comunitários, por exemplo, em Mokry Łany e Nowa Wieś. Tem um auditório com capacidade para 200 lugares, gere um café artístico e organiza diversos eventos. Isso inclui os Dias anuais da Terra de Strzelce — o maior evento ao ar livre do condado, que acontece no parque municipal.
O Centro Cultural Distrital (PCK) em Strzelce Opolskie também realiza extensas atividades culturais, que também possui uma biblioteca, um auditório e organiza vários eventos. O PCK abriga a Câmara Regional de Tradição e a Galeria “III Filária”. A cidade hospeda evento ao ar livre a “Festa do Pão. Piquenique em família” e Gala Lauri, durante o qual alunos, professores e empresários são premiados por conquistas especiais e empenho no campo da educação e negócios. Em dezembro, a Corrida de rua de Strzelce é realizada com várias centenas de participantes.
Em Strzelce, o semanário Strzelec Opolski é publicado, tratando dos assuntos da cidade e do condado de Strzelce. A comuna de Strzelce Opolskie publica uma revista mensal gratuita de informação e cultura “Informator Strzelecki”, e o autogoverno do condado de Strzelce — uma revista quinzenal gratuita “Powiat Strzelecki”.

## Educação
Em Strzelce Opolskie existem: 4 creches, 6 jardins de infância, 3 escolas primárias, 3 entidades de ensino secundário (incluindo uma escola secundária geral, uma escola profissionalizante, 2 escolas técnicas), uma escola de música. Além disso, existe um complexo escolar de educação especial (com um ponto pré-escolar, uma escola primária e uma escola pós-primária).
| Creches - Creche em Strzelce Opolskie, rua Kardynała Wyszyńskiego 14 - Creche particular “Szkrabuś”, rua Henryka Pobożnego 1 - Creche particular “Krasnoludek”, rua Jordanowska 1A - Creche particular “Puchatek”, praça Kopernika 1 Jardins de infância - Jardim de infância público n.º 4 Maria Konopnickiej, rua Piłsudskiego 7 - Filial do jardim de infância público n.º 4, rua 1 Maja 26 - Jardim de infância público n.º 5, rua Strzelców Bytomskich 2 - Jardim de infância público n.º 8, rua Kardynała Wyszyńskiego 6 - Jardim de infância público n.º 9, rua Kardynała Wyszyńskiego 12 - Jardim de infância público n.º 10 Jana Brzechwy, rua Asnyka 6 Escolas primárias - Escola primária pública n.º 1, rua Marka Prawego 19 - Escola primária pública n.º 4 Janusz Korczak, rua 1-go Maja 26 - Escola primária pública n.º 7, rua Kardynała Wyszyńskiego 2 |  | Escolas secundárias - Escola secundária geral com filiais bilingues Władysław Broniewskiego, rua Krakowska 38 - Escola secundária para adultos, rua Powstańców Śląskich 3: - Escola técnica em Strzelce Opolskie - Escola industrial de primeiro grau - Escola industrial de segundo grau - Escola secundária para adultos em Strzelce Opolskie - Centro de Educação Continuada que oferece cursos em formas extraescolares para pessoas que cumpriram a obrigação escolar - Escola particular de comércio em Strzelce Opolskie, rua Jana Matejki 21 Outras - Complexo de Instituições de Ensino “Ósemka”, rua Ks. Wajdy 3, dos quais são compostos: - Ponto pré-escolar para crianças com deficiência - Escola primária especial particular em Strzelce Opolskie - Escola particular de treinamento profissional em Strzelce Opolskie - Escola Primária Estatal de Música, rua Matejki 1 |

## Religião

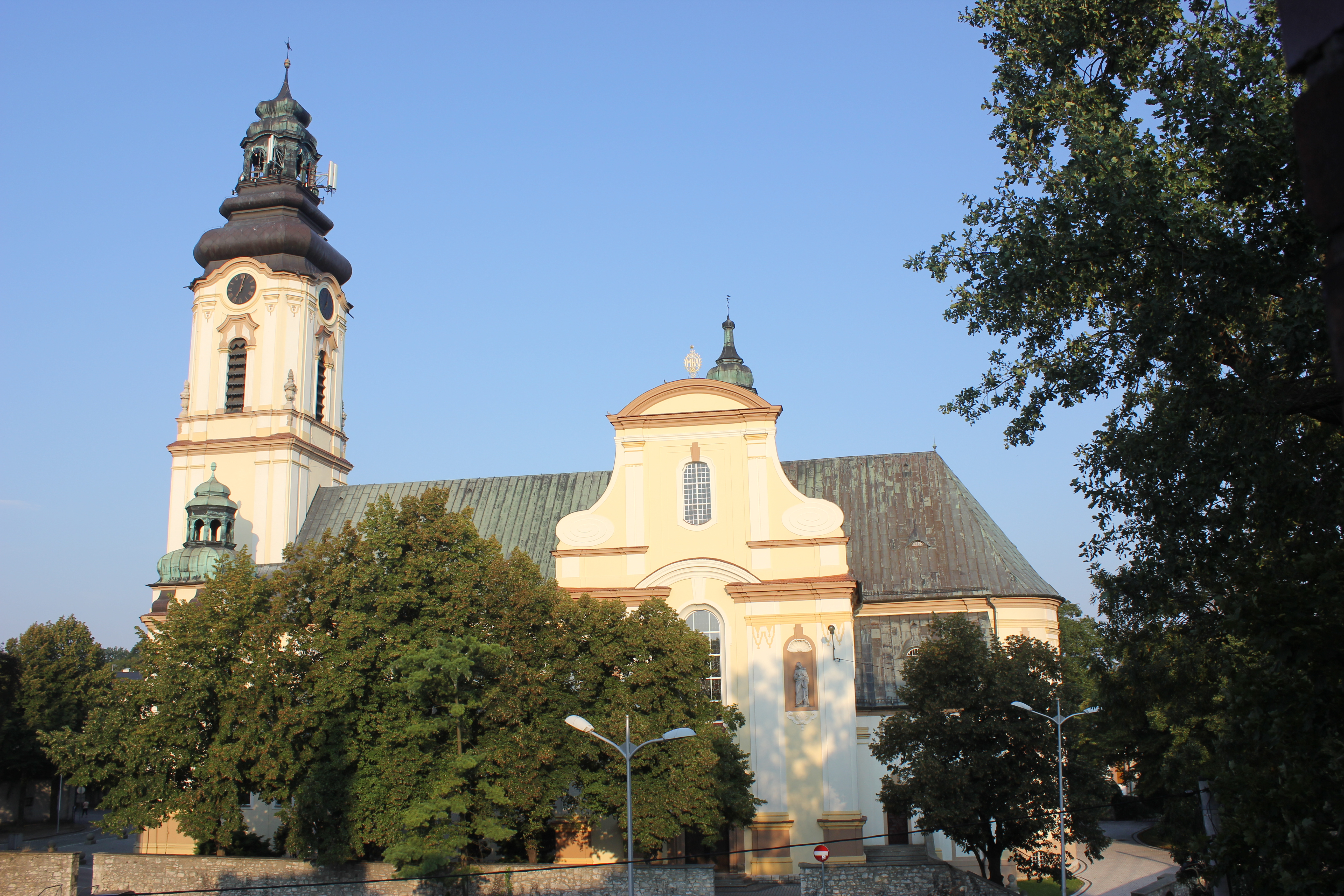
Igreja de São Lourenço (1904–1907)

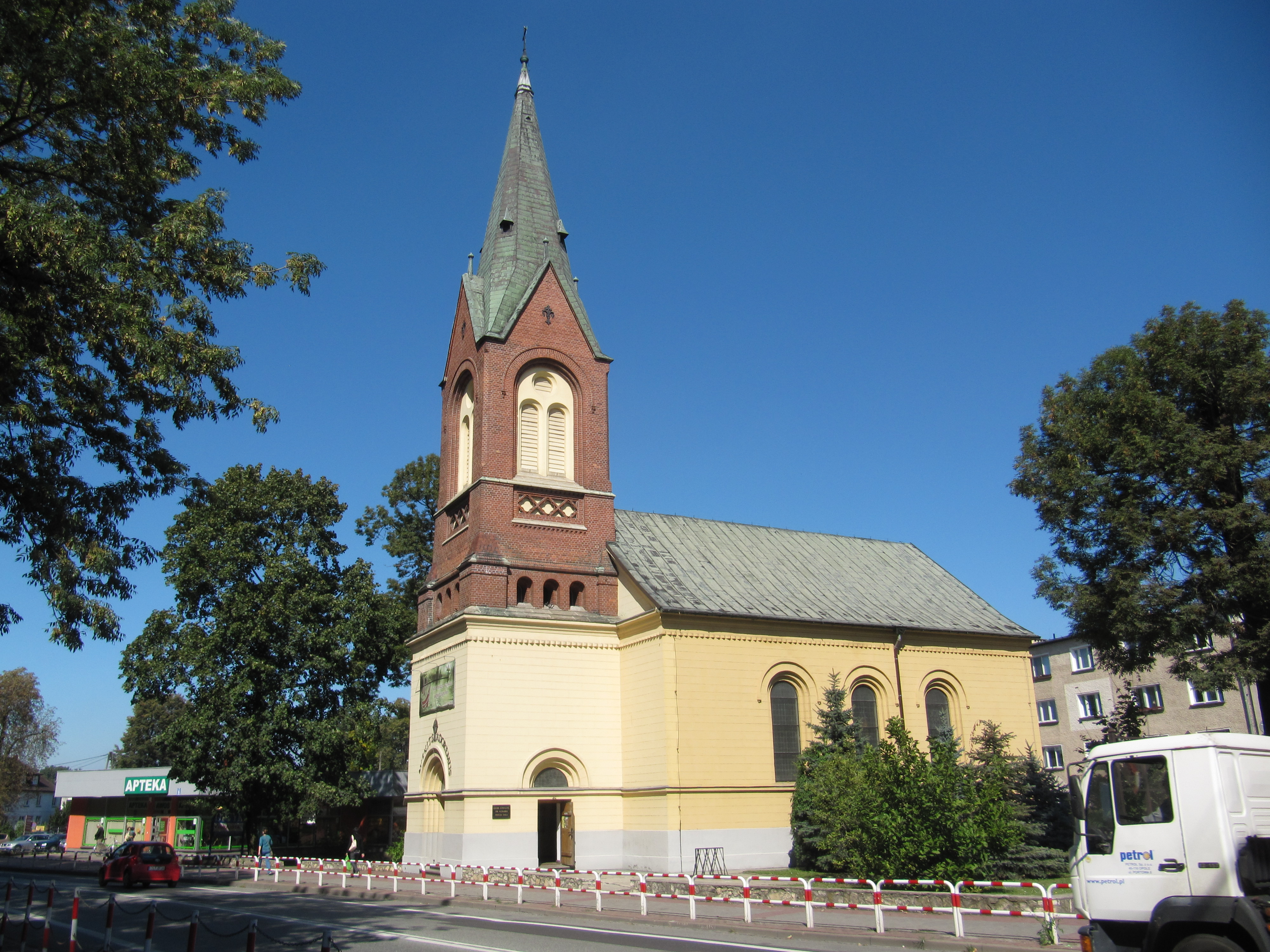
Igreja de Corpus Christi (século XIX)

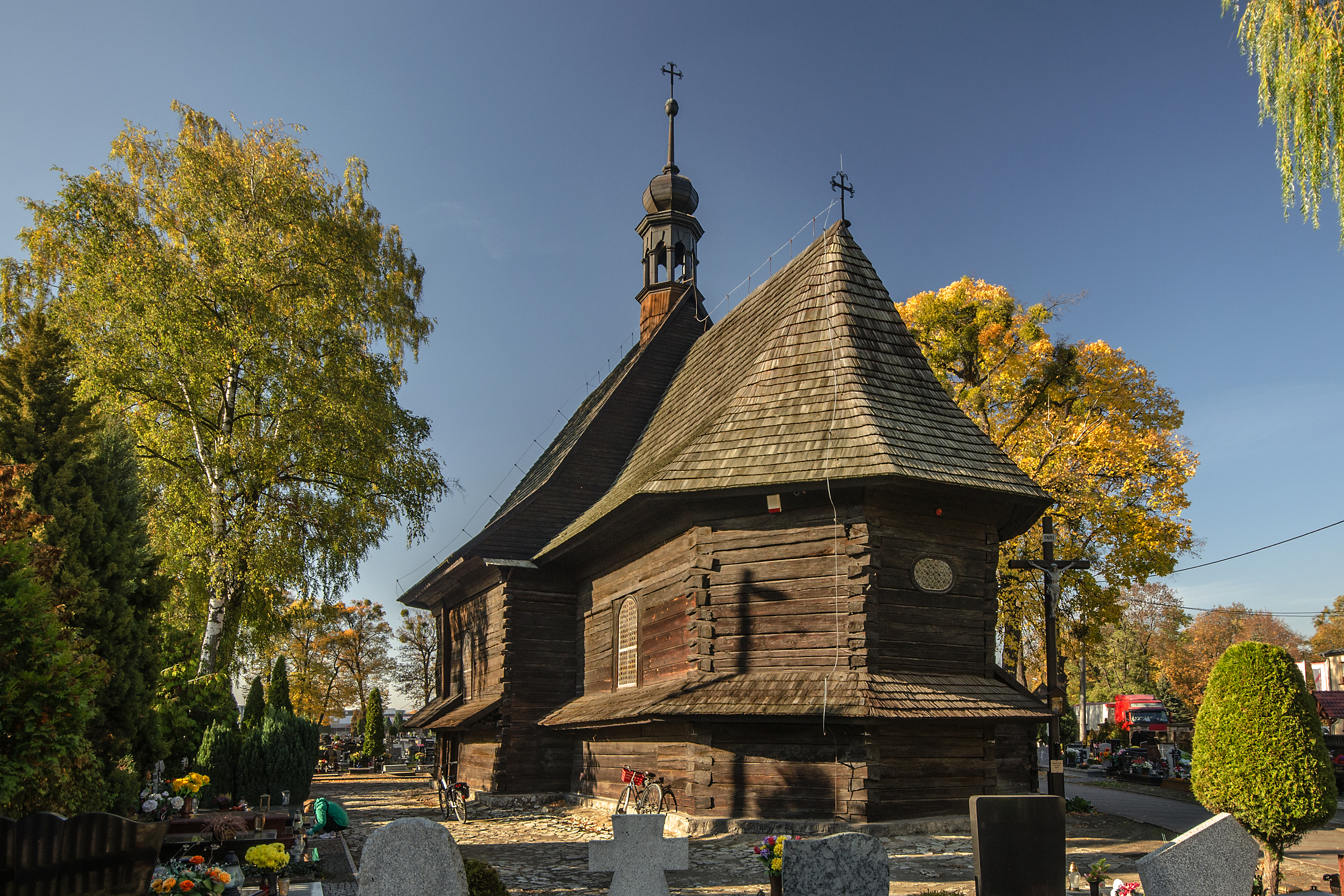
Igreja de Santa Bárbara (meados do século XVII)

### Comunidades religiosas

#### Igreja Católica na Polônia
Forania de Strzelce Opolskie
- Paróquia da Exaltação da Santa Cruz (rua Bursztynowa 5)
  - Igreja da Exaltação da Santa Cruz (rua Bursztynowa 5)
- Paróquia de São Lourenço (rua Kołłątaja 9)
  - Igreja de São Lourenço (rua Kołłątaja 9)
  - Igreja de Corpus Christi (rua Opolska 4)
  - Igreja de Santa Bárbara (rua Gogolińska 1)

#### Igreja de Deus na Polônia
- Igreja de Deus “Casa das Graças” em Strzelce Opolskie (rua Mickiewicza 6a)[192]

#### Comunidade Evangélica Pentecostal
- Comunidade Evangélica Pentecostal em Strzelce Opolskie (rua Krakowska 30)[193]

#### Testemunhas de Jeová
- Igreja em Strzelce Opolskie (incluindo o grupo de língua ucraniana) — Salão do Reino

### Cemitérios
Existem dois cemitérios na cidade, um comunitário e outro paroquial, ambos na rua Gogolińska. Além disso, há um cemitério evangélico fechado, fechado para enterro, cercado e arborizado. No passado, havia também um cemitério judeu (agora uma praça) e uma sinagoga (agora um pavilhão esportivo).

## Esporte e recreação
Em Strzelce Opolskie, as tarefas no domínio do esporte e recreação são realizadas pelo Departamento de Esportes e Recreação da Câmara Municipal de Strzelce Opolskie, pelo Centro Esportivo Interescolar em Strzelce Opolskie (MOS) e pelo Centro de Recreação e Esporte Aquático “Strzelec”.
Existe na cidade um clube Piast, fundado em 2002 por inspiração de pessoas que viram grande procura devido à dissolução do clube Pionier.
Até 2010, existia também um clube Budowlani.
As instalações esportivas da cidade são:
- Ginásio de esportes na Escola Pública Primária n.º 1 na rua Kozielska[199] com 694 lugares na plateia[200]
- Estádio municipal com um campo de futebol em tamanho real, um campo de treino de futebol, um campo polivalente com gramado artificial e uma pista de corrida completa[199]
- Campo esportivo “Orliki” na Escola Pública Primária n.º 7 e no Centro de Educação Profissional e Continuada em Strzelce Opolskie[201]
- Campo esportivo em Mokry Łany[202]
- Pista de gelo “Biały Orlik” na Escola Pública Primária n.º 7, aberta no inverno
- Centro Recreativo e Esportivo Aquático “Strzelec”, que inclui uma piscina interior e uma piscina exterior de verão[201]
- Ginásio de esportes na praça Żeromski[201] (antiga sinagoga)
- Academias ao ar livre (parque municipal, conjunto habitacional Piastów Śląskich, Mokre Łany)[202]
- Quadras de tênis cobertas em Rybaczówka[201] e outras quadras[202]
- Pavilhões esportivos em escolas primárias - Escola Pública Primária n.º 1 (na rua Wawrzyńca Świerzego em Mokry Łany), n.º 4 e n.º 7[203]
- Praça de esportes e recreação Street Workout Park no conjunto habitacional Piastów Śląskich[202]
- Colina “Kaśka” no parque municipal funcionando no inverno.[202]

Além disso, em Koszyce (e na vizinha Szymiszów) cavalos são criados e passeios a cavalo são organizados.
O ginásio de esportes na rua Kozielska é a sede do clube de voleibol ZAKSA Strzelce Opolskie, descrito como uma “reserva” do clube ZAKSA Kędzierzyn-Koźle, um dos clubes de voleibol mais bem-sucedidos da Polônia.
Formas de recreação e relaxamento são fornecidas por áreas verdes abertas, especialmente o parque municipal (Parque Renard), a área recreativa Rybaczówka e o Parque Leśny (rua Opolska), e também o jardim Jordan (rua Jordanowska), parques infantis (por exemplo, Mokre Łany, Nowa Wieś, Rybaczówka, conjunto habitacional Piastów Śląskich, jardim Jordan, rua Sosnowa) e hortas urbanas.

Instalações esportivas selecionadas
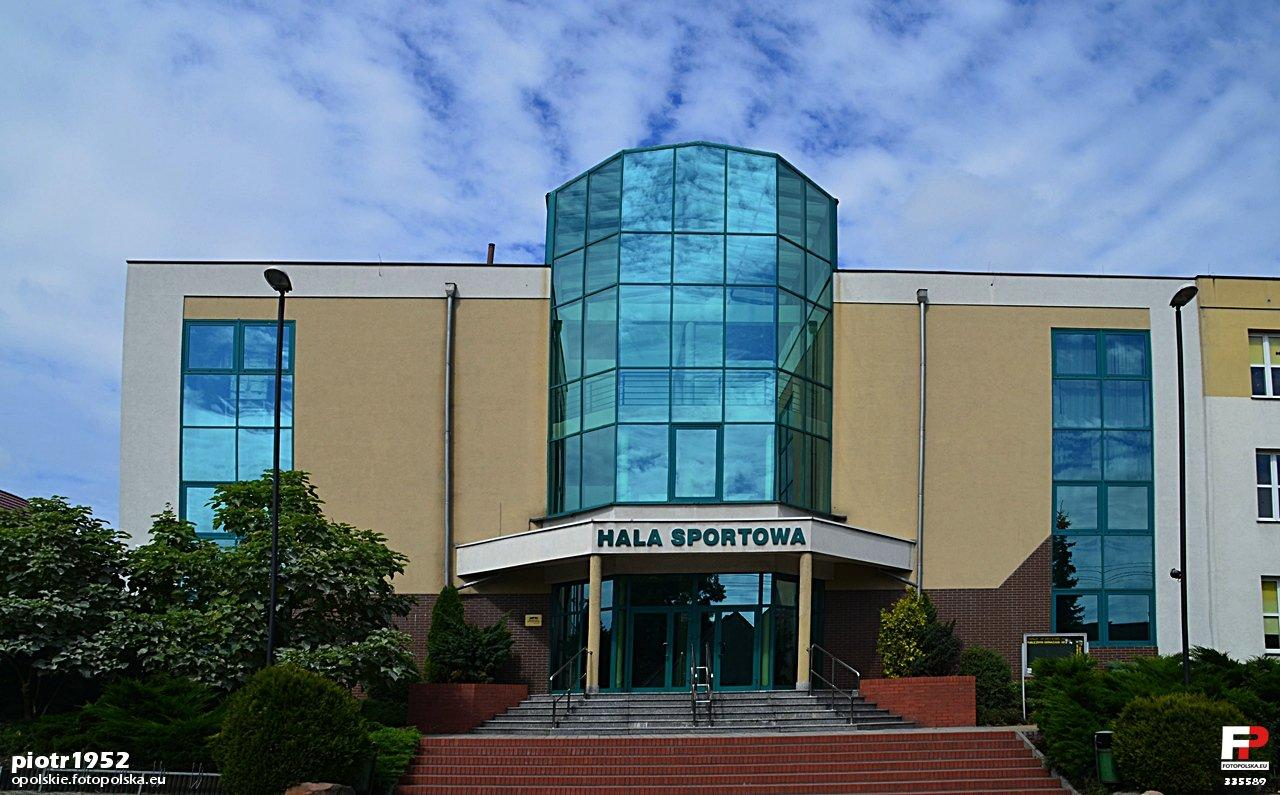
Ginásio de esportes na rua Kozielska
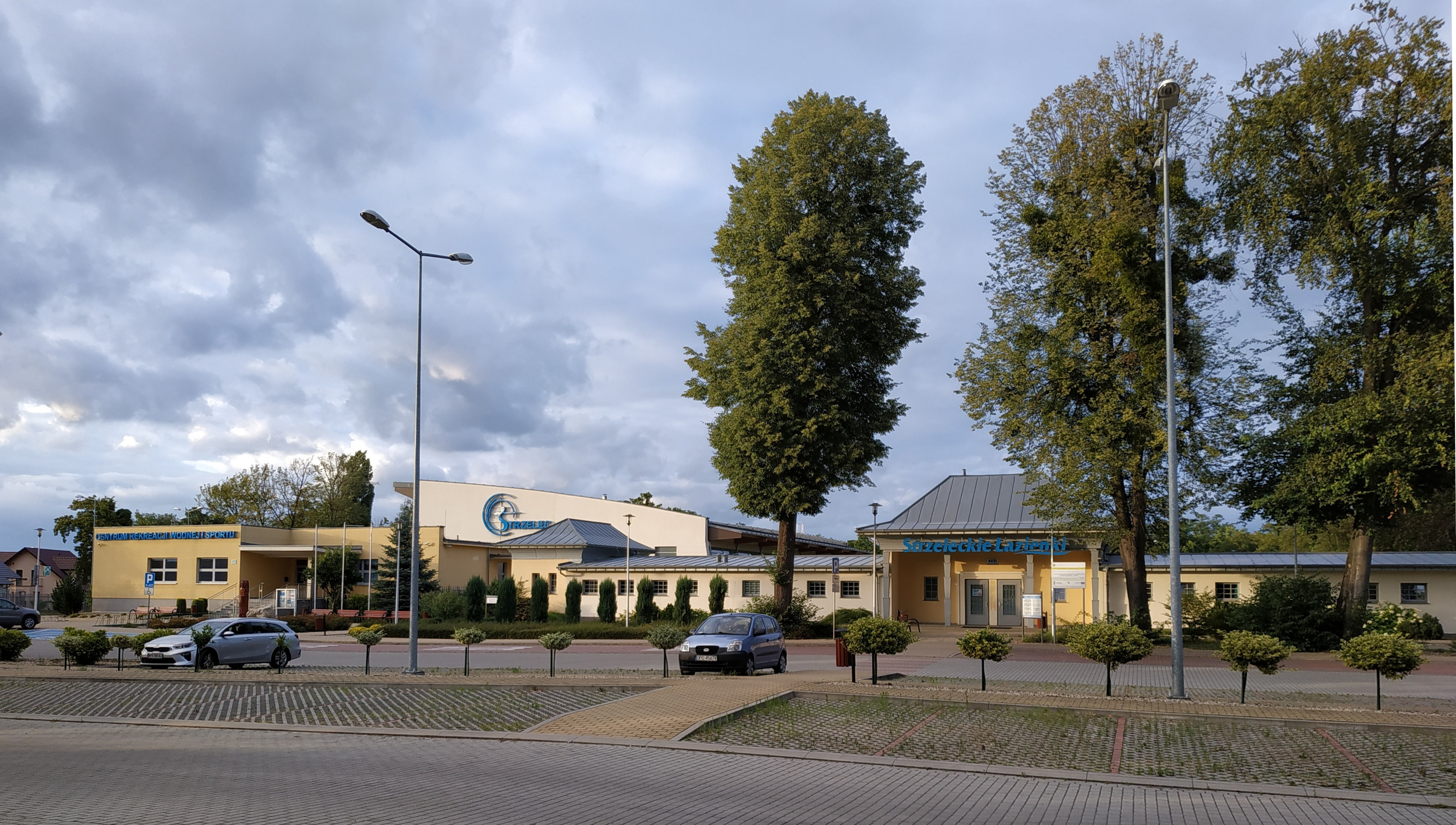
Centro Recreativo e Esportivo Aquático “Strzelec”
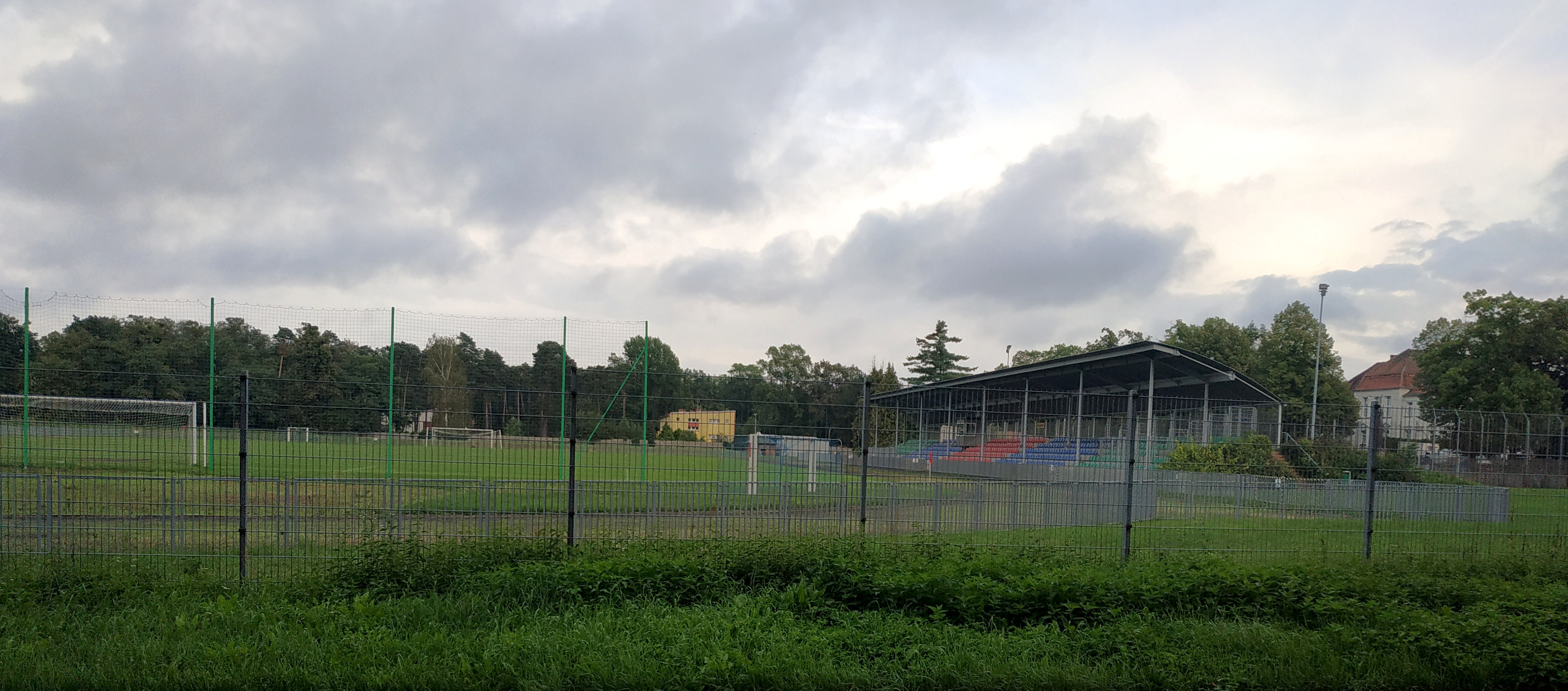
Estádio Municipal
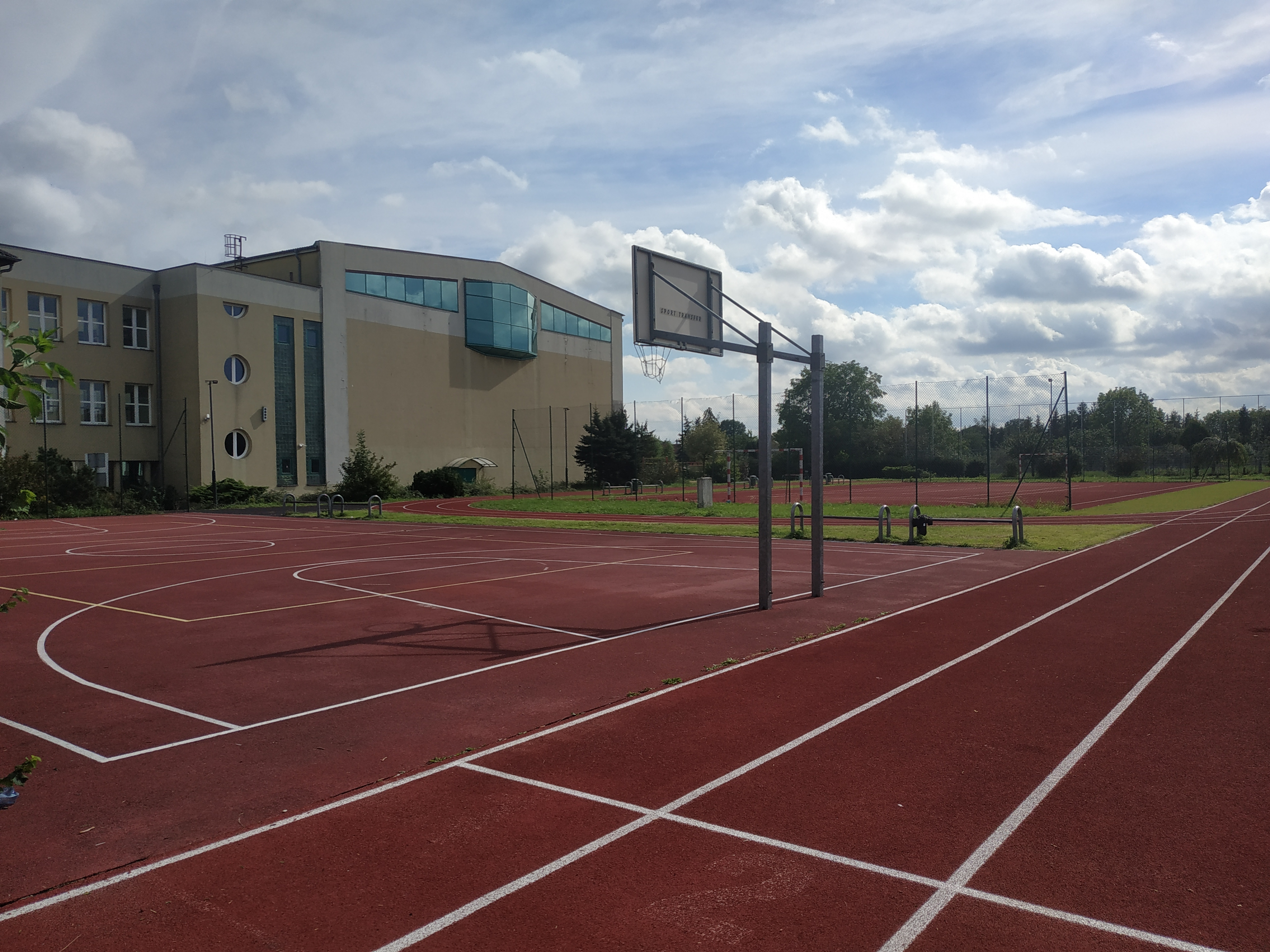
Quadras esportivas na Escola primária n.º 1
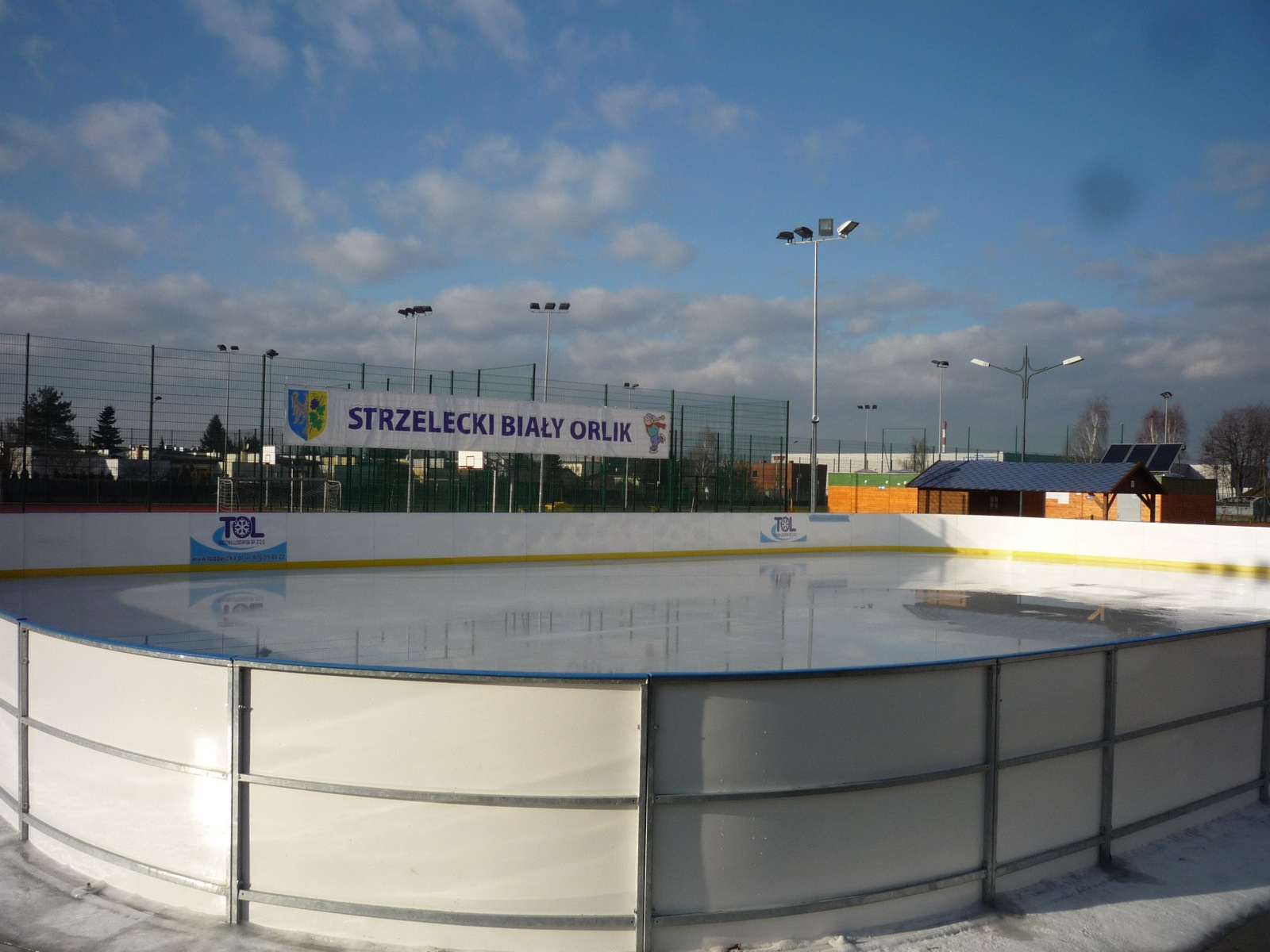
Pista de gelo na Escola primária n.º 7

Parques
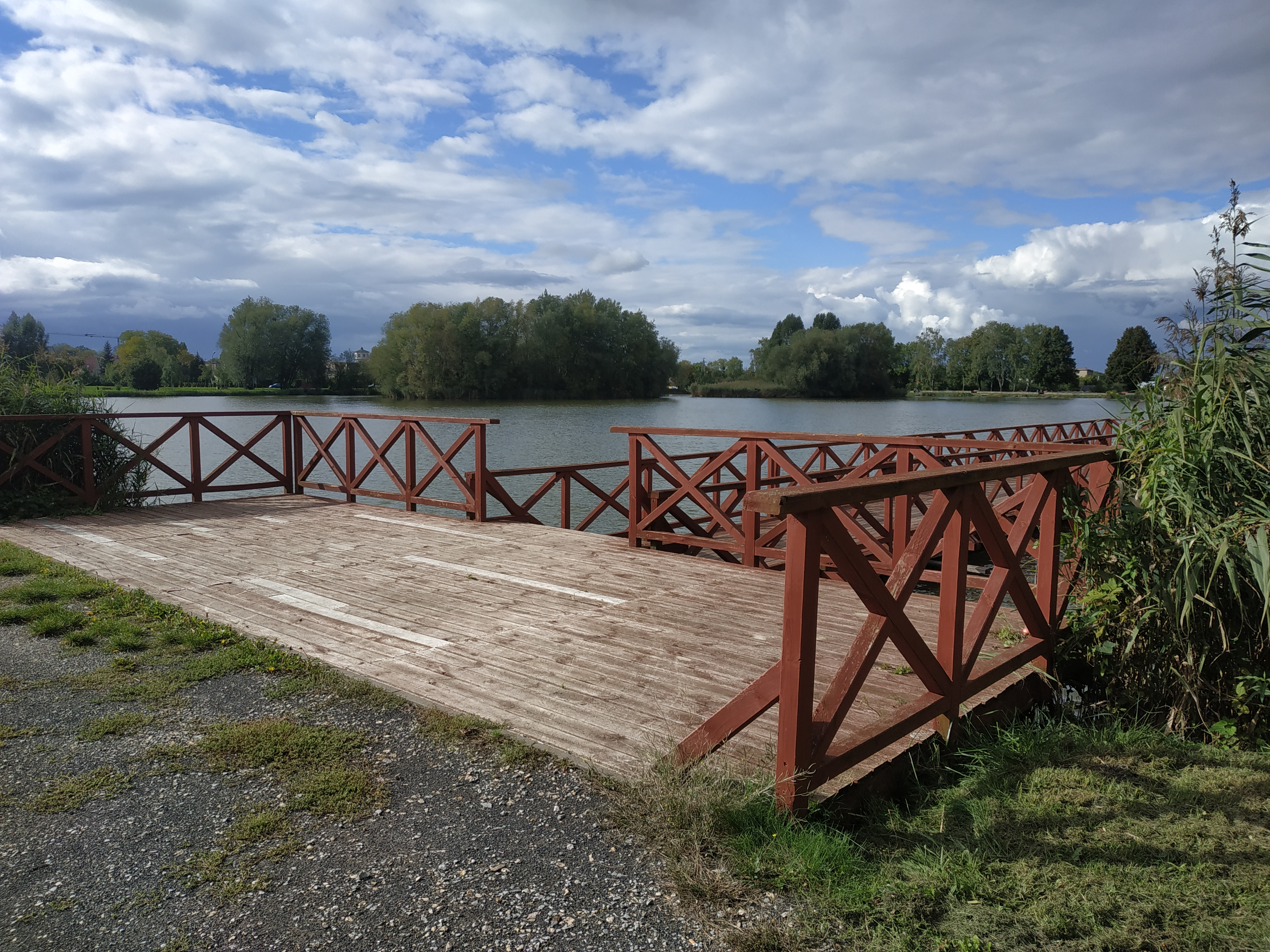
Rybaczówka
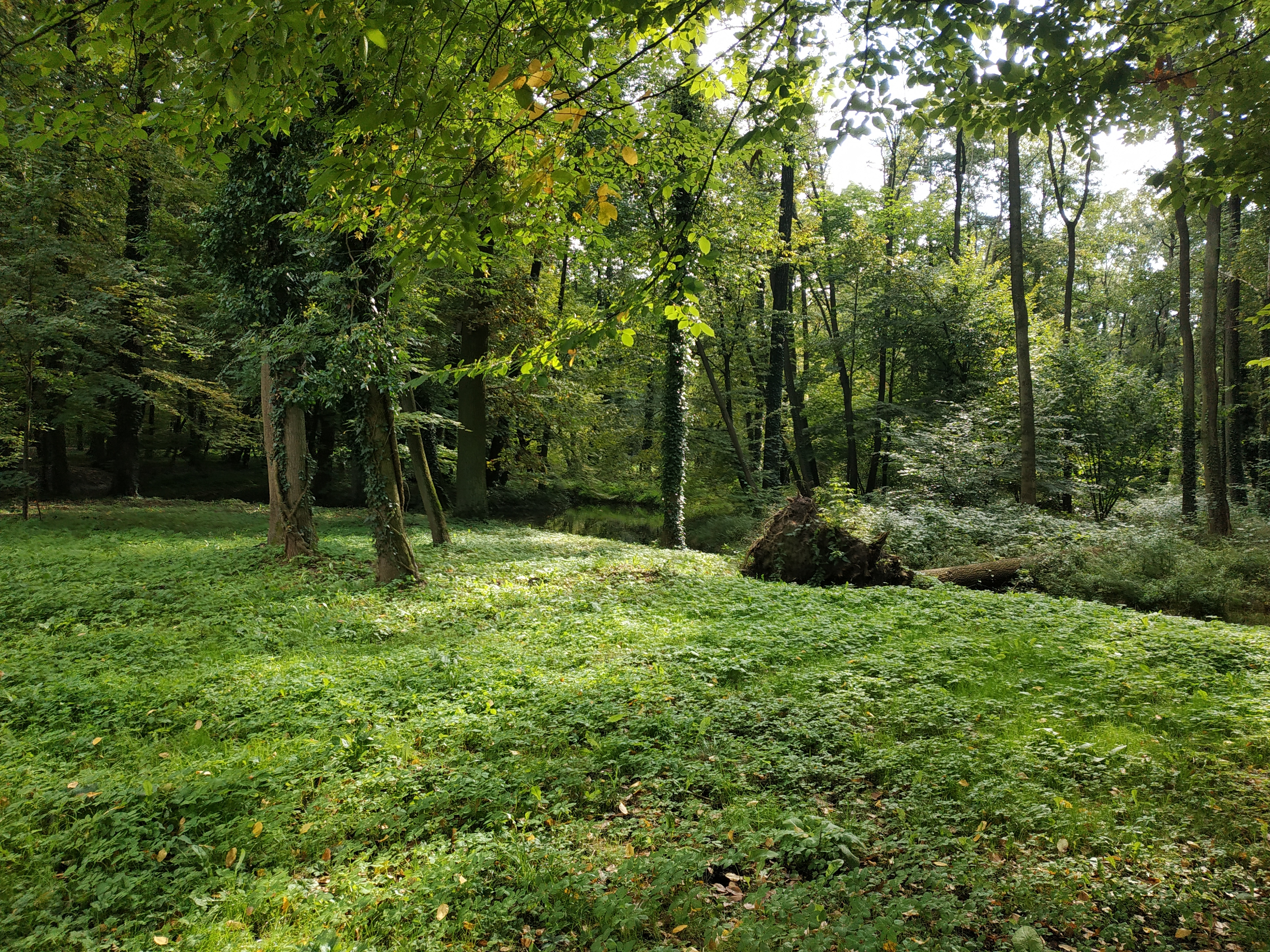
Parque Renard
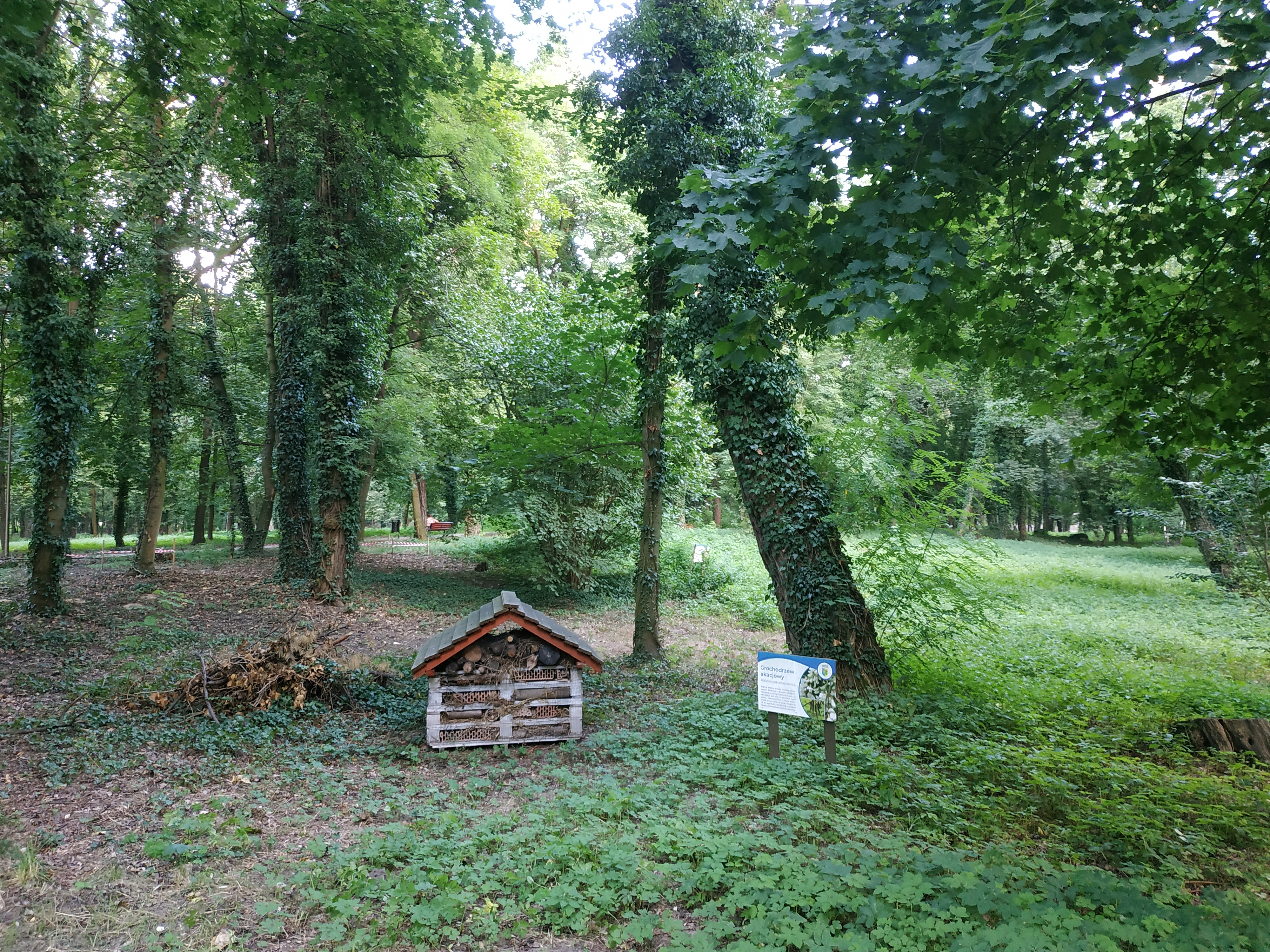
Parque Florestal